# Église Saint-Martin de Commeny
L’église Saint-Martin est une église catholique paroissiale située à Commeny, dans le Val-d'Oise (France). Sa construction commence quelques décennies après l'érection de Commeny en paroisse en 1161. Au début du XIIIe siècle, cet édifice de style gothique primitif est achevé, et comporte alors une nef de quatre travées accompagnée de deux bas-côtés, un transept avec clocher central, et un petit chœur au chevet plat. Sous la guerre de Cent Ans, l'église subit des dégâts, et les dernières travées des bas-côtés et les croisillons du transept sont rebâtis au début du XVIe siècle, dans le style gothique flamboyant. Plus tard, en 1568, la nef et ses bas-côtés ne sont pas seulement voûtés d'ogives dans un style Renaissance un peu rustique, mais les grandes arcades du sud et les murs des bas-côtés sont entièrement refaits. Dès lors, seulement les grandes arcades du nord, la croisée du transept, le clocher et le chœur restent de la première église paroissiale. Ensuite, le renforcement des piles du clocher, puis la démolition du clocher en 1832 et une restauration assez radicale réduisent considérablement l'intérêt architectural de l'édifice. Un nouveau clocher est toutefois édifié en 1833, et le mobilier comporte des éléments remarquables, dont le retable du maître-autel en pierre polychrome. L'église est inscrite aux monuments historiques par arrêté du 16 juin 1926. Elle est aujourd'hui affiliée à la paroisse d'Avernes et Marines, et les messes dominicales y sont célébrées irrégulièrement, deux fois par an.

## Localisation
L'église Saint-Martin est située en France, en région Île-de-France et dans le département du Val-d'Oise, dans le Parc naturel régional du Vexin français, sur la commune de Commeny, au centre du village, rue de l'Église. Elle prend du recul par rapport à la rue, et est entourée d'une pelouse bordée d'arbres au sud et à l'est. Toutefois, une petite maison est accolée au chevet : il s'agit de l'ancienne école communale bâtie vers 1818. L'église ne possède pas de façade occidentale à proprement parler, mais seulement d'un mur sans portail, qui donne sur une étroite impasse desservant deux anciennes fermes au nord de l'église. L'élévation septentrionale est entièrement enclavée dans des propriétés privées, et non visible depuis le domaine public.

## Historique

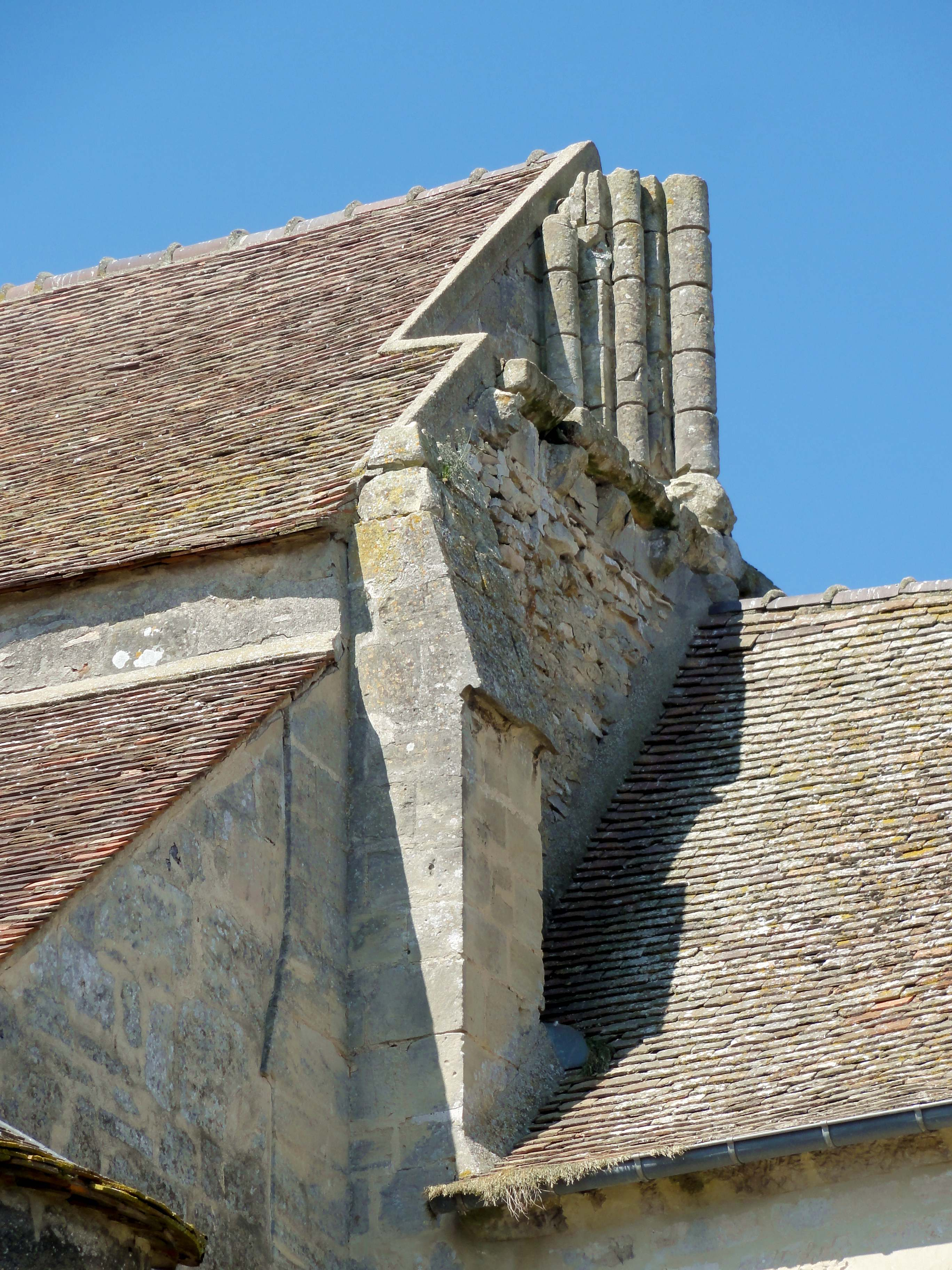
Corniche et colonnettes du clocher du XIIe siècle.

La fondation de la paroisse remonte à 1161 selon l'abbé Vital Jean Gautier. L'église est dédiée à saint Martin de Tours. Le collateur de la cure est l'archevêque de Rouen. Sous l'Ancien Régime, la paroisse relève du doyenné de Magny, de l'archidiaconé du Vexin avec siège à Pontoise, et de l'archidiocèse de Rouen. De l'église paroissiale primitive, ne subsistent que des vestiges du clocher de style roman tardif, en l'occurrence les arcs des baies en plein cintre bouchées de l'étage intermédiaire au nord et au sud ; la corniche de modillons sculptés en masques qui délimitait inférieurement l'étage de beffroi, à l'est ; et un faisceau de colonnettes tronqué au-dessus de la corniche. Il provient de l'encadrement des deux baies gémelées qui devaient s'y trouver, selon l'usage de l'architecture religieuse vexinoise de l'époque. Le chœur actuel est un peu plus récent, et peut être daté de la fin du XIIe siècle. Il est de style gothique primitif, sauf les fenêtres, qui sont plus tardives. La nef a été bâtie à la fin du XIIe ou au début du XIIIe siècle, mais ici, seules les grandes arcades du nord et les murs hauts aujourd'hui aveugles subsistent de cette époque. Les anciennes fenêtres hautes sont encore visibles depuis les combles. L'église n'a pas pu être correctement entretenue pendant la guerre de Cent Ans, ou a subi des dégâts importants, ce qui motive, dans un premier temps, la reconstruction totale des croisillons du transept et des dernières travées des bas-côtés, au début du XVIe siècle, dans le style gothique flamboyant. Après le milieu du XVIe siècle, la nef et les bas-côtés sont entièrement reconstruits dans le style de la Renaissance, en ne conservant que les grandes arcades du nord, le mur occidental, et, bien entendu, les dernières travées des bas-côtés déjà refaites une cinquantaine d'années auparavant. La date de 1568 est inscrite sous la seconde clé de voûte du bas-côté nord, et marque sans doute la fin des travaux. Ultérieurement, le renforcement des piles du clocher s'avère nécessaire. Cette mesure se fait sans respect du style d'origine, ni dans le style néoclassique qui domine de la fin du XVIIe siècle jusqu'au début du XIXe siècle, et les arcades vers les croisillons perdent tout caractère,.

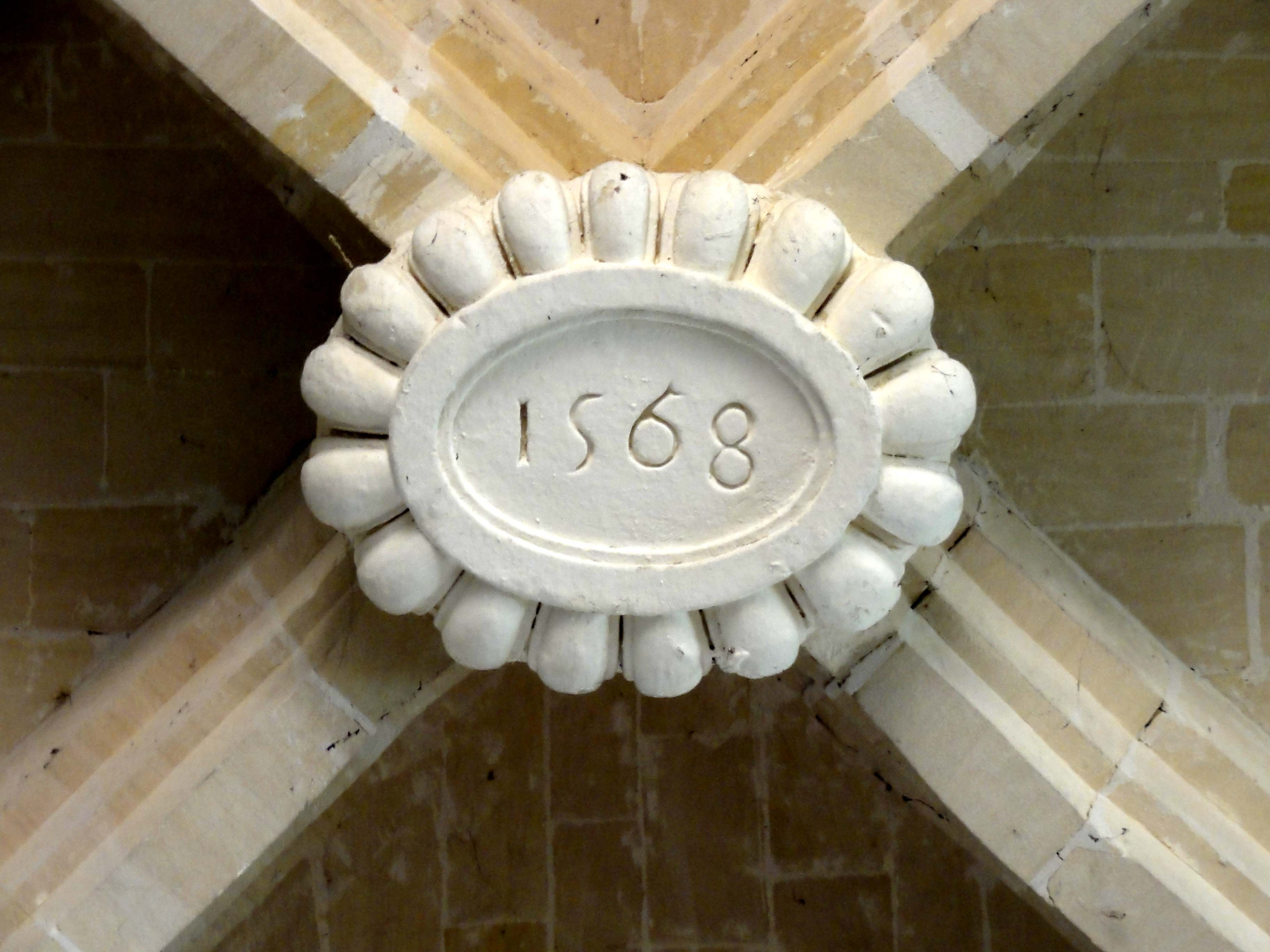
Clé de voûte de la 2e travée du bas-côté nord : date de 1568.

Sous la Révolution française, l'ensemble des paroisses du département de Seine-et-Oise est regroupé dans le nouveau diocèse de Versailles. Au début du XIXe siècle, la nef est vétuste et menace de s'écrouler sous l'effet de la poussée des voûtes sur les murs latéraux : le voûtement n'ayant pas été prévu par le maître d'œuvre de la fin du XIIe siècle, ceux-ci ne sont pas suffisamment contrebutés pour résister à ces forces. Les voûtains sont en grande partie reconstruites, et les nervures sont en partie renforcées par des lames en fer, dissimulées sous une couche de plâtre. Quatre étrésillons en fer forgé viennent maintenir les murs gouttereaux des bas-côtés, en passant sous les grandes arcades de la nef, et les piliers des grandes arcades sont corsetés de fer. Cette mesure entraîne la perte des tailloirs anciens, ce que l'on essaie de cacher maladroitement sous une couche de plâtre, tout comme pour les nervures des voûtes. Il s'agit d'une restauration qui privilégie la conservation de la substance ancienne, au lieu de refaire les voûtains en matériaux légers, comme par exemple des briques creuses ou des carreaux de plâtre, comme fréquemment au XIXe siècle. Les différentes mesures prises pour le renforcement des structures illustrent bien qu'il ne s'agit pas d'une reconstruction quasi totale. Tous les problèmes ne sont pas résolus, et un nombre impressionnant de tirants doit être ajouté, soit trois autour de chaque arc-doubleau, et trois de chaque côté des grandes arcades. Le clocher est malheureusement démoli en 1832, et la voûte de la base du clocher, contemporaine de celle du chœur, est probablement abîmée lors de cette intervention. Il est toutefois possible qu'elle n'existe déjà plus à ce moment, et qu'il faut situer son remplacement par une voûte d'arêtes à la même époque que le renforcement des piles du clocher. Les formerets de la voûte gothique sont seuls conservés. Un nouveau clocher-porche est édifié en 1833 selon les plans de l'architecte Rousseau, de Pontoise, et financé par la commune, qui doit lourdement s'endetter,. L'église Saint-Martin est inscrite aux monuments historiques par arrêté du 16 juin 1926. En 1966, l'ensemble des paroisses du nouveau département du Val-d'Oise sont regroupés dans le nouveau diocèse de Pontoise. Aujourd'hui, Commeny est affilié à la paroisse d'Avernes et Marines, et les messes dominicales y sont célébrées irrégulièrement, deux fois par an.

## Description

### Aperçu général

Plan de l'église.

Orientée à peu près régulièrement, avec une légère déviation de l'axe de l'édifice vers le nord-est du côté du chevet, l'église répond à un plan cruciforme. Elle se compose d'une nef de quatre travées accompagnée de deux bas-côtés ; d'un transept non débordant ; et d'un chœur carrée à chevet plat. Un clocher-porche fait saillie devant la troisième travée du sud, et réduit la largeur de cette travée à l'intérieur de l'église. Une tourelle d'escalier occupe l'angle sud-est du croisillon sud, et une sacristie se situe dans l'angle de croisillon sud et chœur. La croisée du transept, qui correspond à la base de l'ancien clocher démoli en 1832, est voûtée d'arêtes. Le reste de l'église est voûté d'ogives. Le portail sous le clocher constitue l'unique accès à l'église. La nef et la croisée du transept sont recouvertes d'une toiture unique à deux rampants, avec des pignons à l'ouest et à l'est, et le chœur est muni d'un toit à deux rampants situé beaucoup plus bas, dans le même axe. Les bas-côtés et les croisillons possèdent des toits en appentis prenant appui contre les murs gouttereaux du vaisseau central. Le clocher est coiffé d'une petite pyramide en charpente, qui est couverte d'ardoise, alors que le reste des couvertures est réalisé en tuiles plates.

### Intérieur

#### Nef

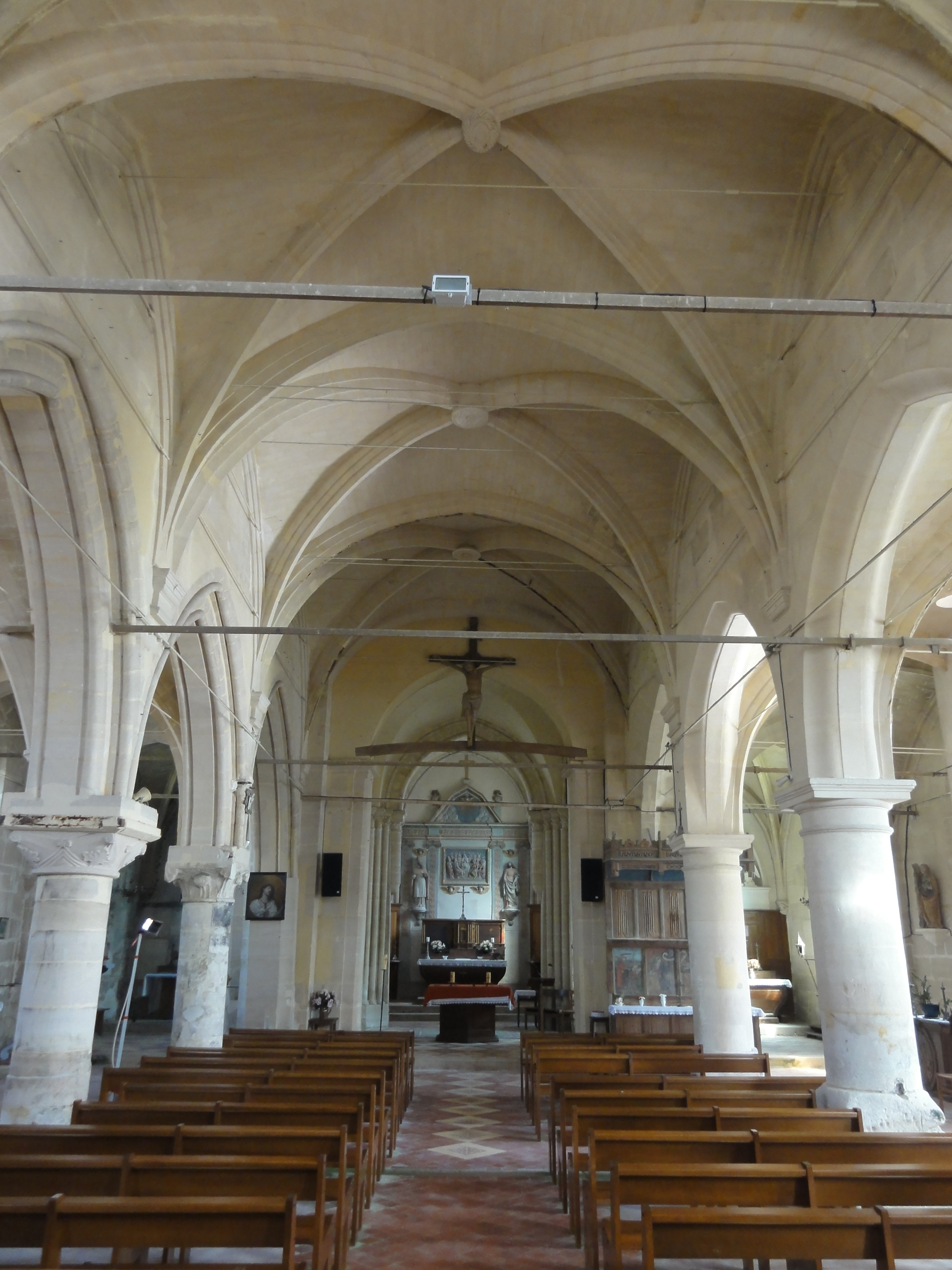
Nef, vue vers l'est.

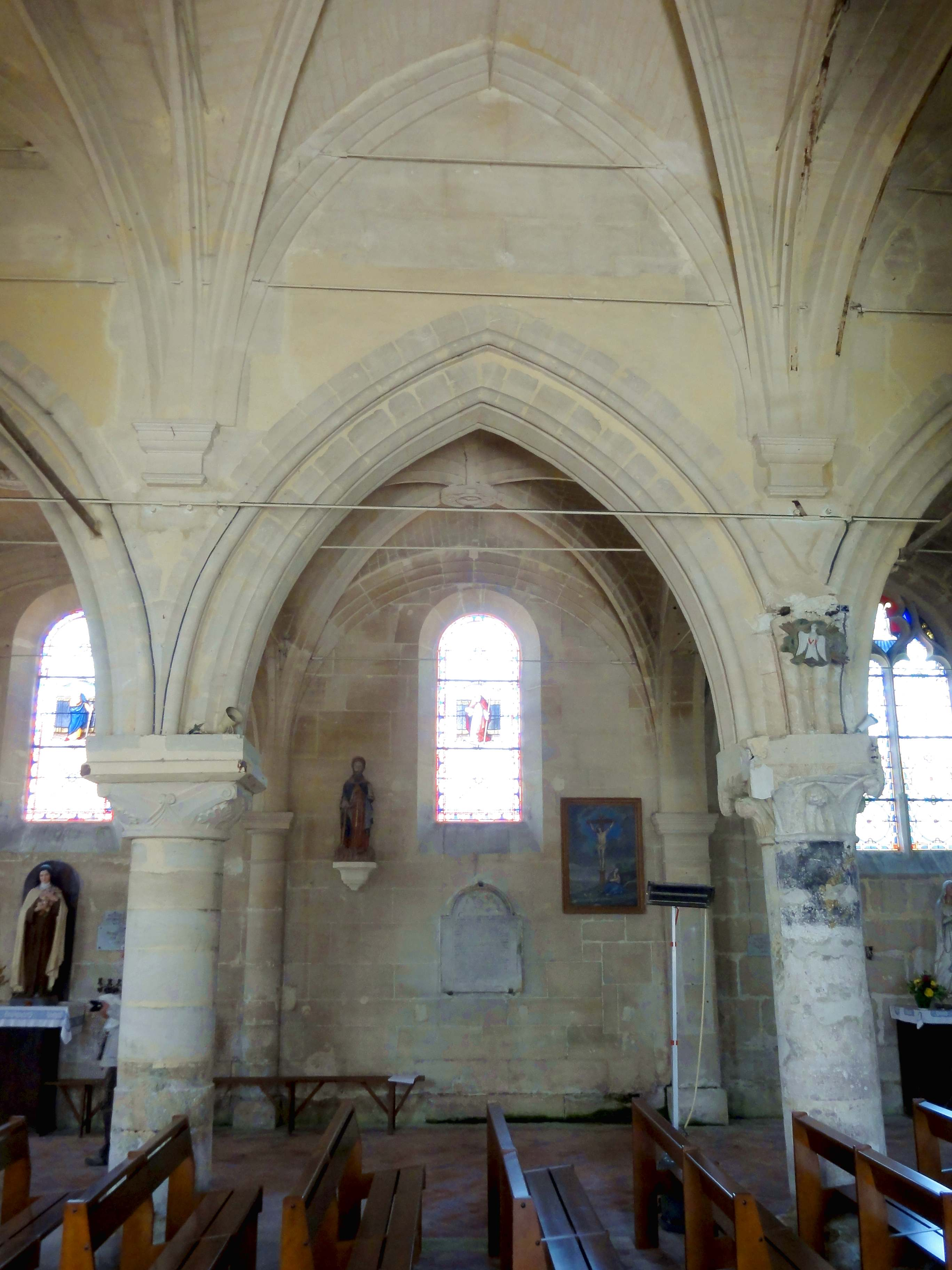
Nef, 3e travée, côté nord.

À l'instar de toutes les nefs non voûtées des XIIe et XIIIe siècles de la région, la nef de Commeny disposait initialement de fenêtres hautes au-dessus des grandes arcades, qui ont dû être obturées en raison du voûtement des bas-côtés, au XVIe siècle. L'église voisine de Théméricourt connut le même sort, à la même époque. L'architecture de l'édifice de la fin du XIIe ou du début du XIIIe siècle devait être soignée, comme l'indiquent encore les grandes arcades du nord, qui sont en tiers-point, et à double rouleau, moulurées d'un méplat entre deux tores pour le rang de claveaux inférieur, et d'un tore dégagé pour le rouleau supérieur. À Frouville, Hérouville, Théméricourt, etc., elles ne sont pas moulurées, et à Ennery, Grisy-les-Plâtres, Nesles-la-Vallée, Vallangoujard etc., elles sont à simple rouleau mouluré. Seulement les églises d'une qualité architecturale exceptionnelle, comme Chars et Santeuil, montrent généralement des grandes arcades à double rouleau mouluré. Le profil sommaire des tailloirs contraste avec la construction soignée des grandes arcades. Ce n'est qu'au revers de la façade occidentale et sur le premier pilier du nord que les tailloirs d'origine sont conservés, ce qui ressort de la comparaison avec les tailloirs du chœur, qui adoptent le même profil, soit une plate-bande et un quart-de-rond. Au revers de la façade, le rouleau inférieur est reçu sur le tailloir du chapiteau de crochets d'une colonne engagée dans un dosseret, dont le tailloir supporte directement le rang de claveaux supérieur. Les trois piliers intermédiaires sont tout au contraire monocylindriques, et appareillés en tambour ; ils portent de gros chapiteaux de crochets dont le tailloir carré reçoit à la fois le rouleau inférieur et le rouleau supérieur. L'assiette n'est pas suffisante pour accueillir les potentiels faisceaux de colonnettes des hautes-voûtes. Le premier chapiteau a été trop gratté lors d'une restauration. Le second est d'un style suspect, qui trahit une réfection maladroite. Le troisième est le seul qui paraît authentique, mais son tailloir a été sacrifié. À l'ouest de la pile nord-ouest du carré du transept, les supports gothiques ont été supprimés. Les trois piliers isolés conservent des vestiges de leurs bases à griffes.
À la Renaissance, les grandes arcades sont refaites moyennant une reprise en sous-œuvre, ce qui est démontré par les traces des anciennes fenêtres hautes, et ce qui permet notamment de conserver l'ancienne charpente et sa couverture. Les nouvelles grandes arcades sont profilés d'un méplat entre deux doucines, ce qui est encore assez proche d'un profil flamboyant assez largement répandu, où l'un trouve un large boudin en lieu et place du méplat. Les tailloirs sont des tablettes carrées à double ressaut. Ils reposent sur des colonnes toscanes, qui sont peut-être issues de la restauration du début du XIXe siècle, mais les bases et les socles montrent de fortes traces d'usure et affichent quelques irrégularités (notamment au niveau du troisième pilier), ce qui donne à penser qu'ils datent d'origine, et ont seulement été retaillés. Roland Vasseur a fait le rapprochement entre le voûtement Renaissance de la nef de Théméricourt et celui de la nef de Commeny. Il y a néanmoins une différence notable, car les consoles présentes à Théméricourt font défaut à Commeny, et les sections d'entablement qui reçoivent les nervures des voûtes sont moins saillantes, et d'un profil plus simple. De même, le profil des nevures est plus simple, et d'une grande sécheresse. Il peut être considéré comme l'expression d'une Renaissance rustique : ce n'est certainement pas l'un des membres des familles de maître-maçons Le Mercier, de Pontoise, ou Grappin, de Vétheuil, qui est intervenu à Commeny. Les ogives sont de section carrée, et placées devant un bandeau à double ressaut, sans la moindre mouluration. Toutes les voûtes sont établies sur une croisée d'ogives simples, sans liernes ni tiercerons. Les clés de voûte sont décorées, mais très banales, seule celle de la troisième travée montrant une certaine originalité, avec un rang de postes entourant une rosace à dix festons. Les doubleaux sont en arc brisé surbaissé, et les formerets sont en arc brisé, alors que le plein cintre règne sur les voûtes de la nef de Théméricourt,.

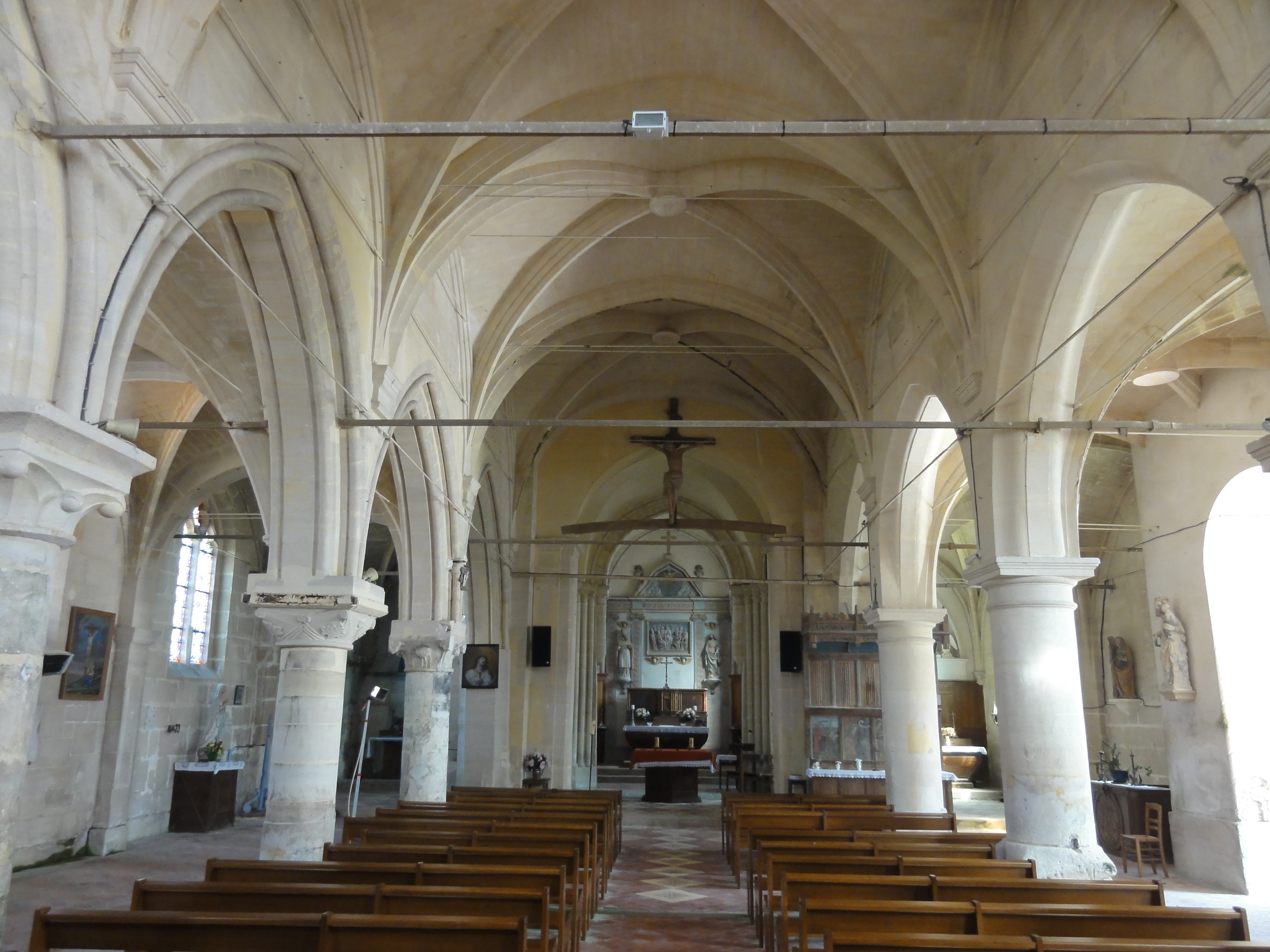
Nef, vue vers l'est.
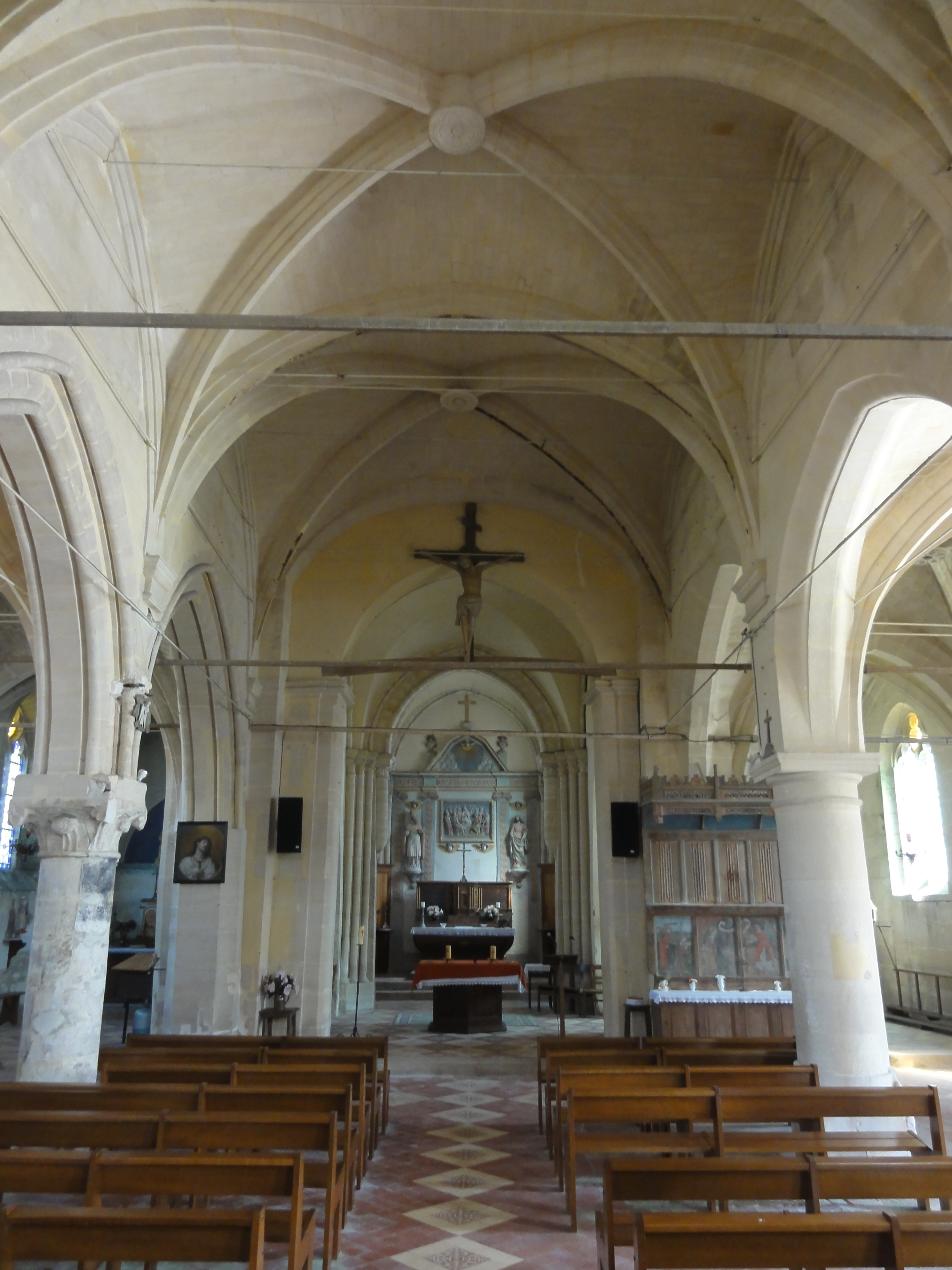
Nef, vue vers l'est.
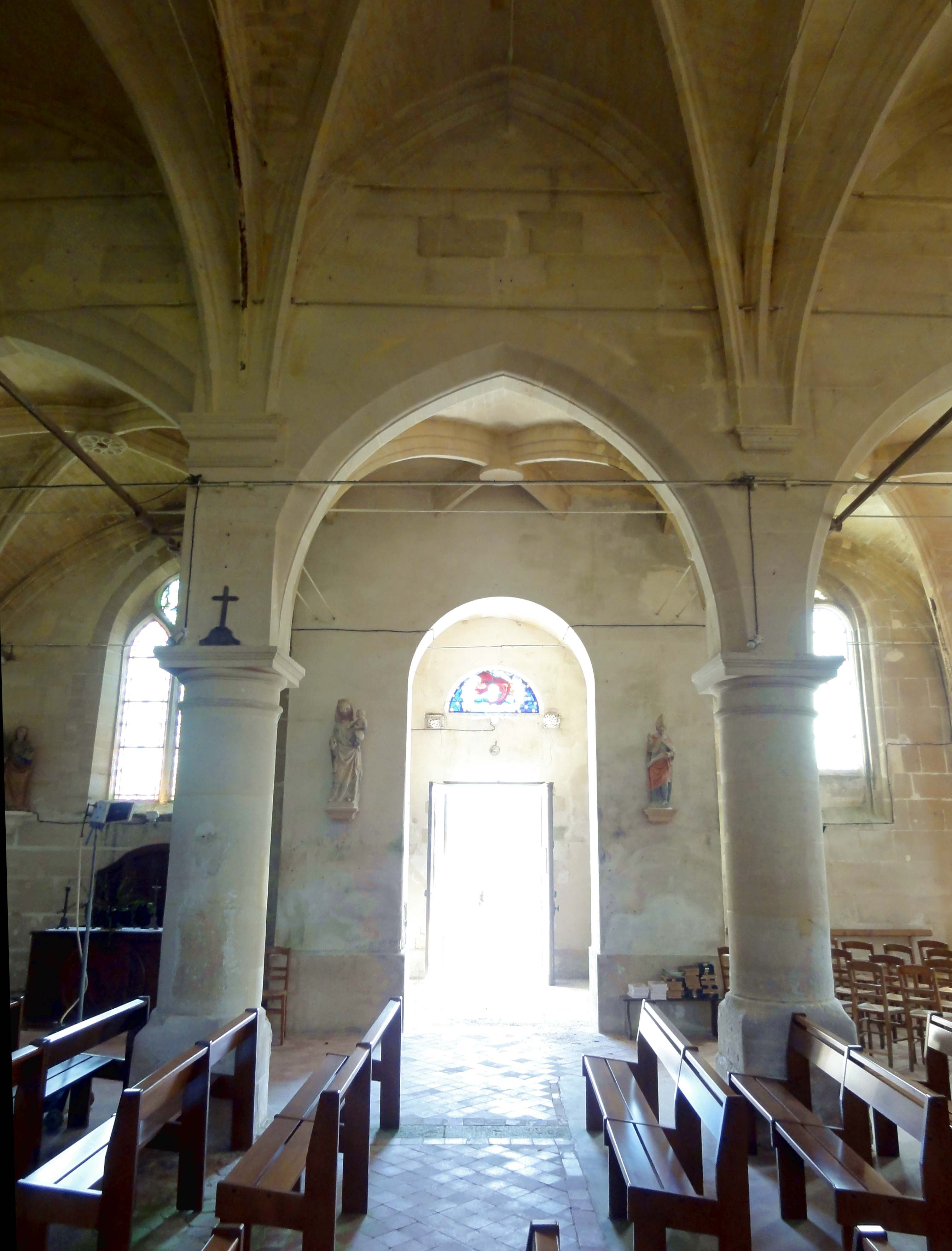
3e travée, élévation sud.
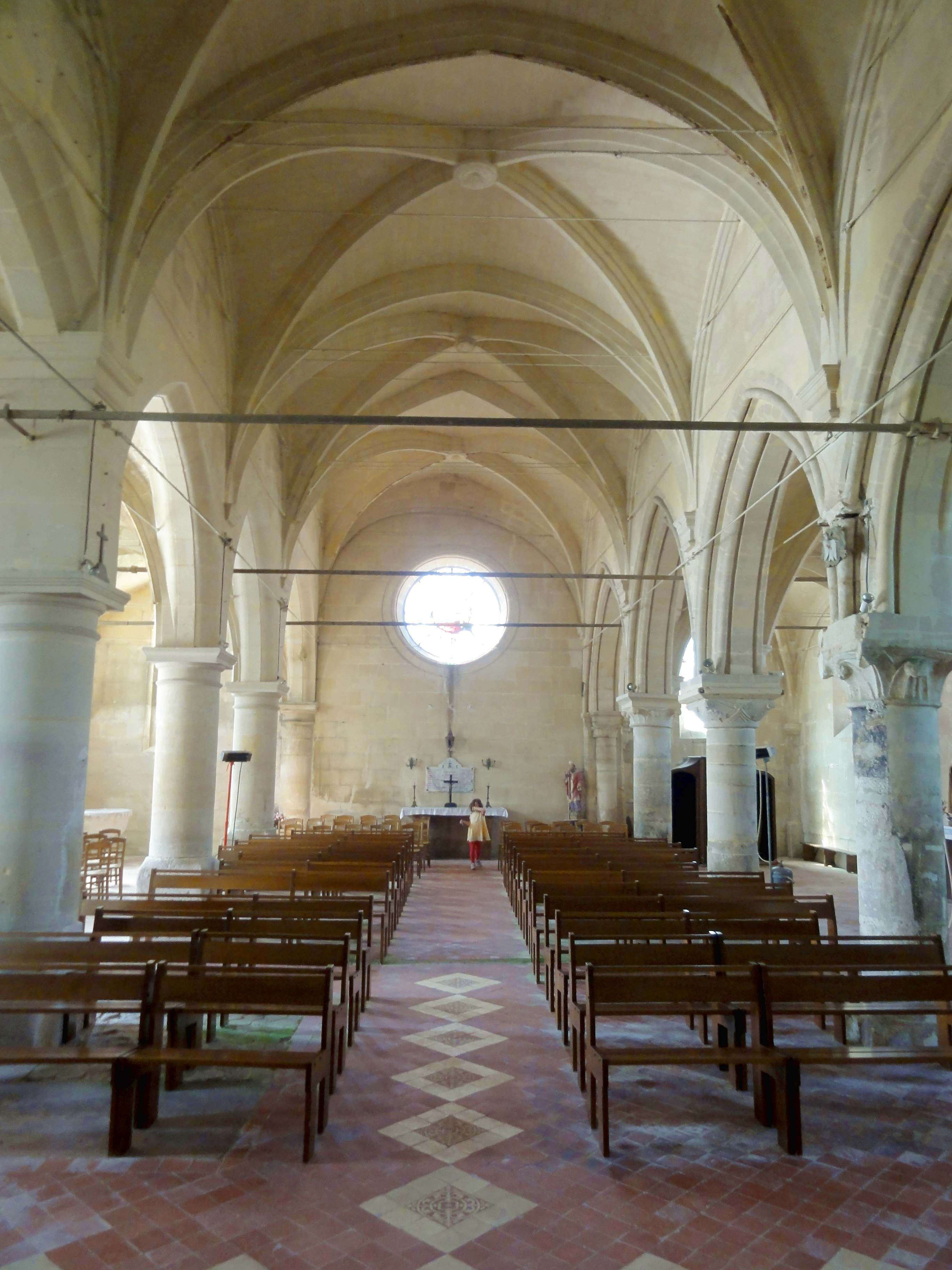
Nef, vue vers l'ouest.
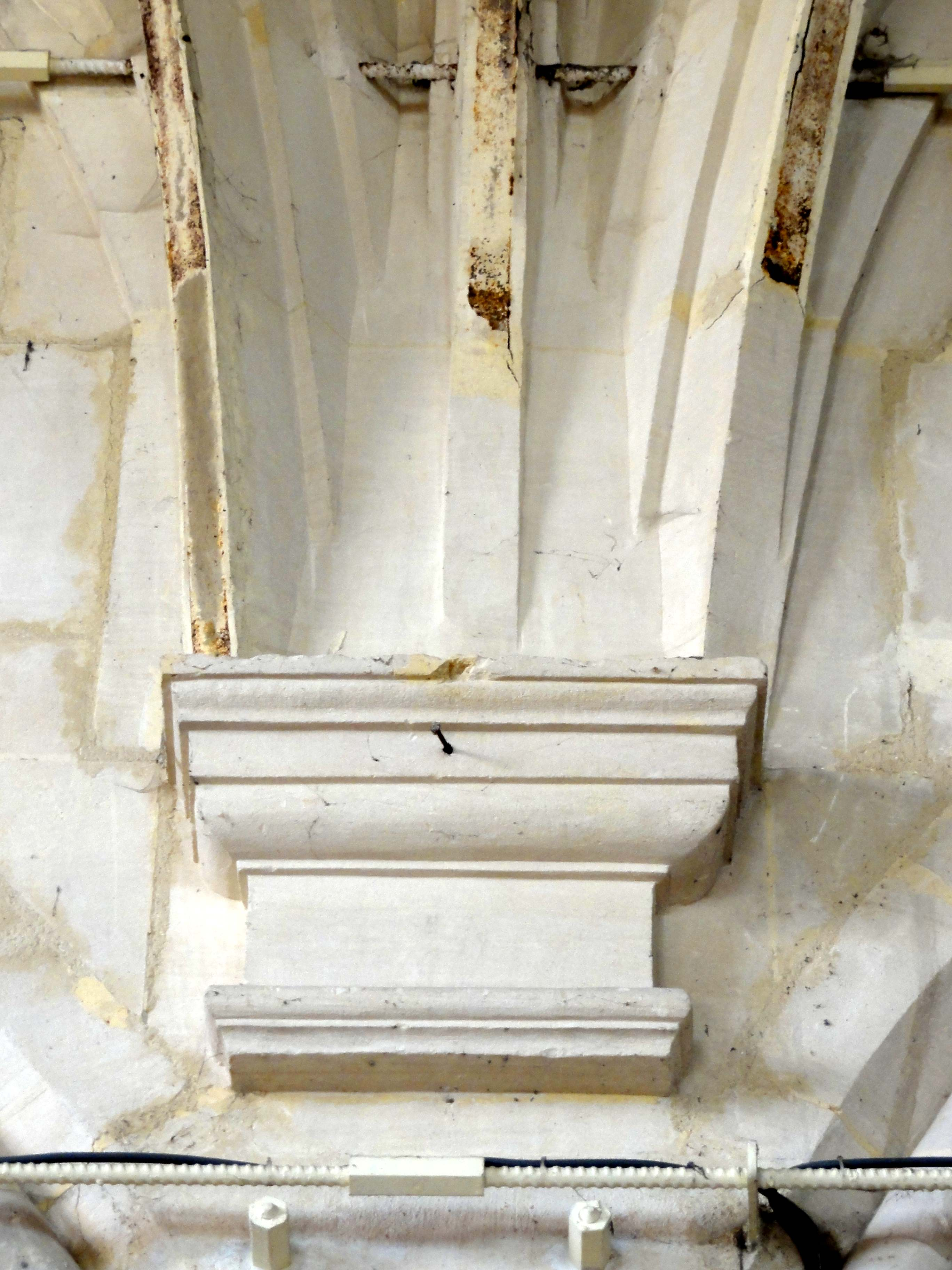
Retombée des voûtes.
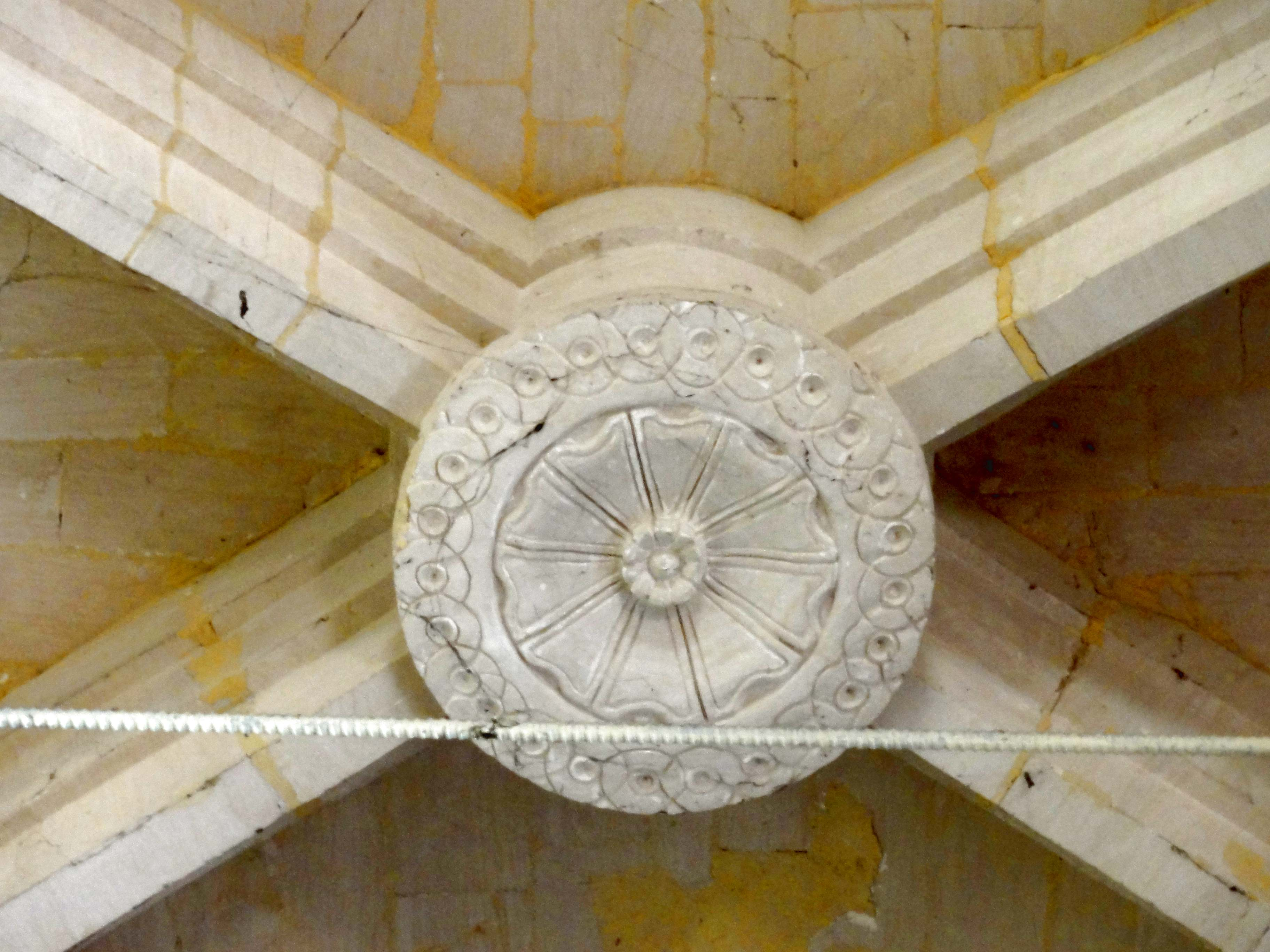
Clé de la 3e travée.

#### Bas-côtés

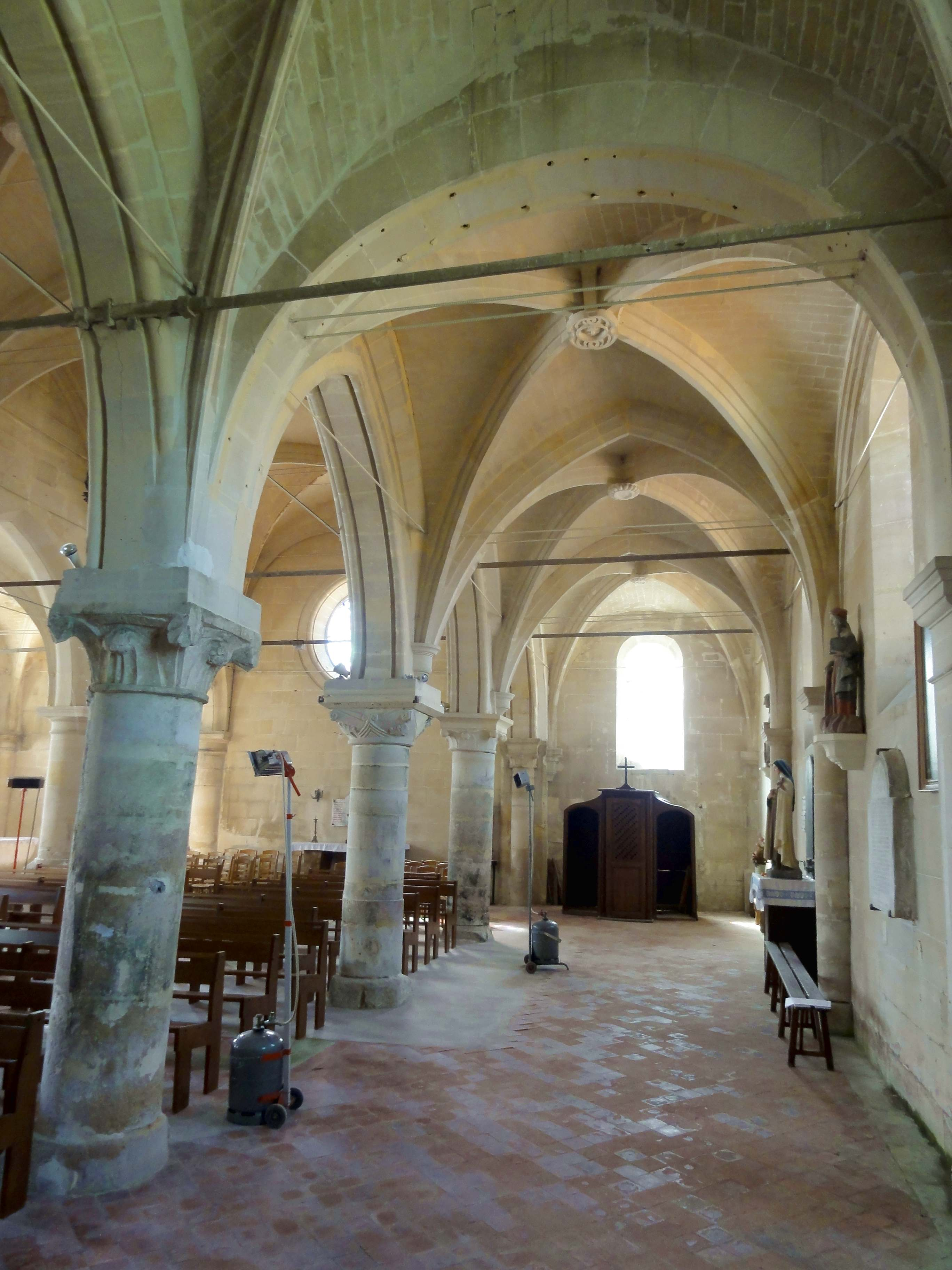
Bas-côté nord, 4e travée, vue vers l'ouest.

Les bas-côtés sont éclairés, à l'ouest, par une baie en plein cintre relativement étroite, qui, selon l'examen extérieur, devraient dater de la Renaissance : l'ébrasement est amorti par un quart-de-rond, et l'arc n'est pas appareillé concentriquement ; aussi, les murs autour des baies sont-ils en pierre de taille, alors que le mur occidental est bâti, pour le reste, en moellons irréguliers. Les trois premières fenêtres du nord sont analogues, alors qu'en face au sud, elles sont plus larges, et munies d'un remplage formé par deux formes en plein cintre, surmontées d'un oculus. La quatrième travée du nord possède une fenêtre au réseau flamboyant, avec deux lancettes à têtes trilobées surmontées d'un soufflet flanqué de deux étroites mouchettes. Les meneaux affectent une modénature aigüe. Les fenêtres des croisillons ont les mêmes réseaux, ce qui donne à penser que le remplage de la baie de la quatrième travée du bas-côté sud a été refaite de façon simplifiée.
Au nord des deux premiers piliers des grandes arcades du nord, les nervures des voûtes sont reçues sur des culs-de-lampe moulurés. L'on trouve un cul-de-lampe différent à côté des chapiteaux gothiques au début des grandes arcades. Sinon, les voûtes de 1568 retombent sur des demi-piliers au droit des murs, ou des quarts de piliers dans les angles. Ces piliers correspondent à ceux des grandes arcades du sud, et portent des chapiteaux toscans. Les voûtes des trois premières travées sont analogues à la nef, mais les formerets sont en plein cintre. Les clés de voûte de la première travée de chacun des deux bas-côtés sont les plus élaborées. Sur celle de la troisième travée du nord, l'on voit au milieu un visage humain. Le raccordement avec la quatrième travée s'opère par un large doubleau en plein cintre retombant sur un pilastre au nord, et par un doubleau en tiers-point au sud. Les voûtes flamboyantes de la quatrième travée se démarquant par des ogives au profil prismatique complexe, et une clé de voûte ornée de découpages flamboyants au nord (au sud, la clé a dû être refaite). Sauf au niveau des piliers des grandes arcades, les nervures sont reçues sur des culs-de-lampe, dont certains sont sculptés de feuillages.

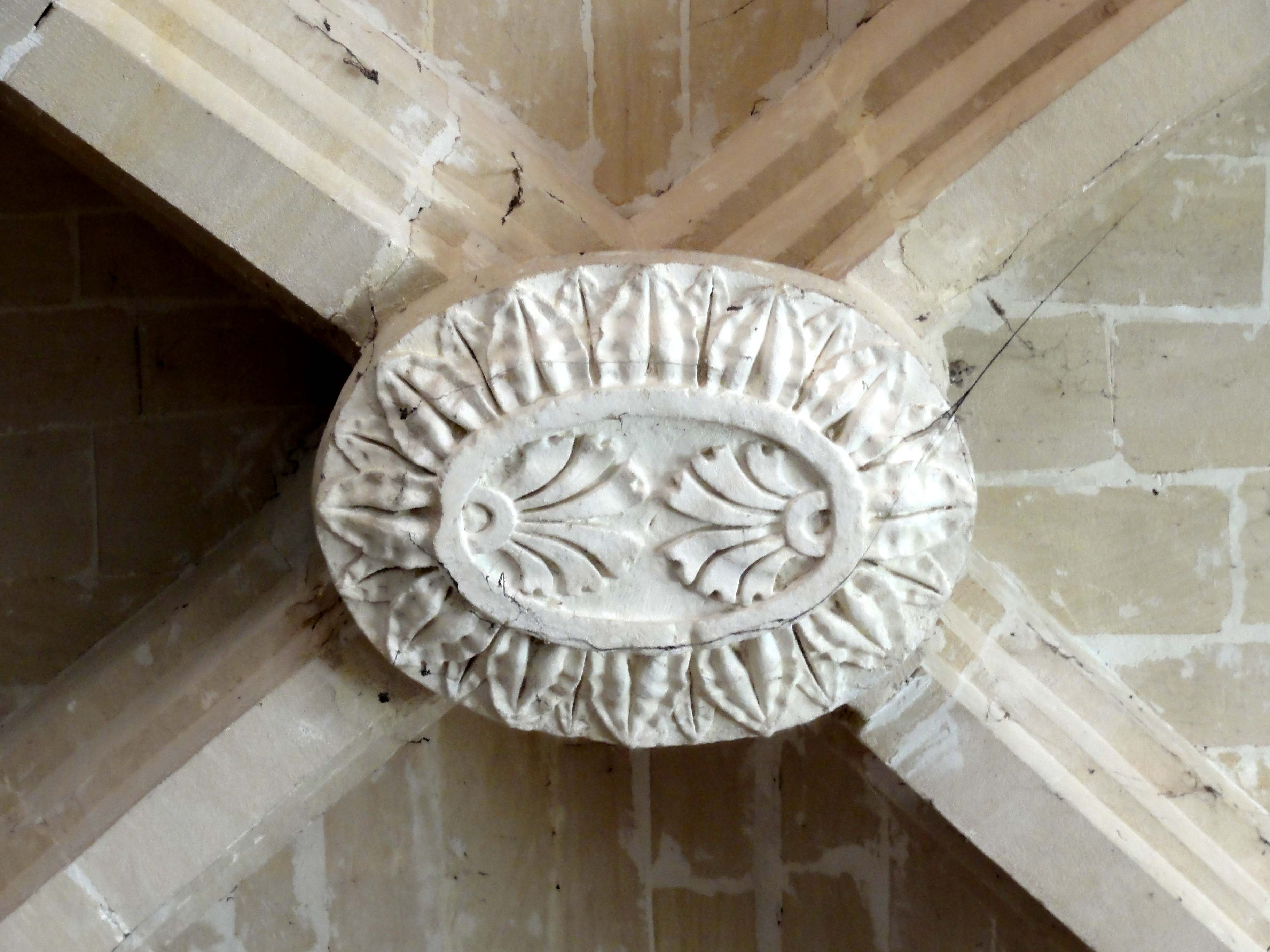
Clé de voûte de la 1re travée du nord.
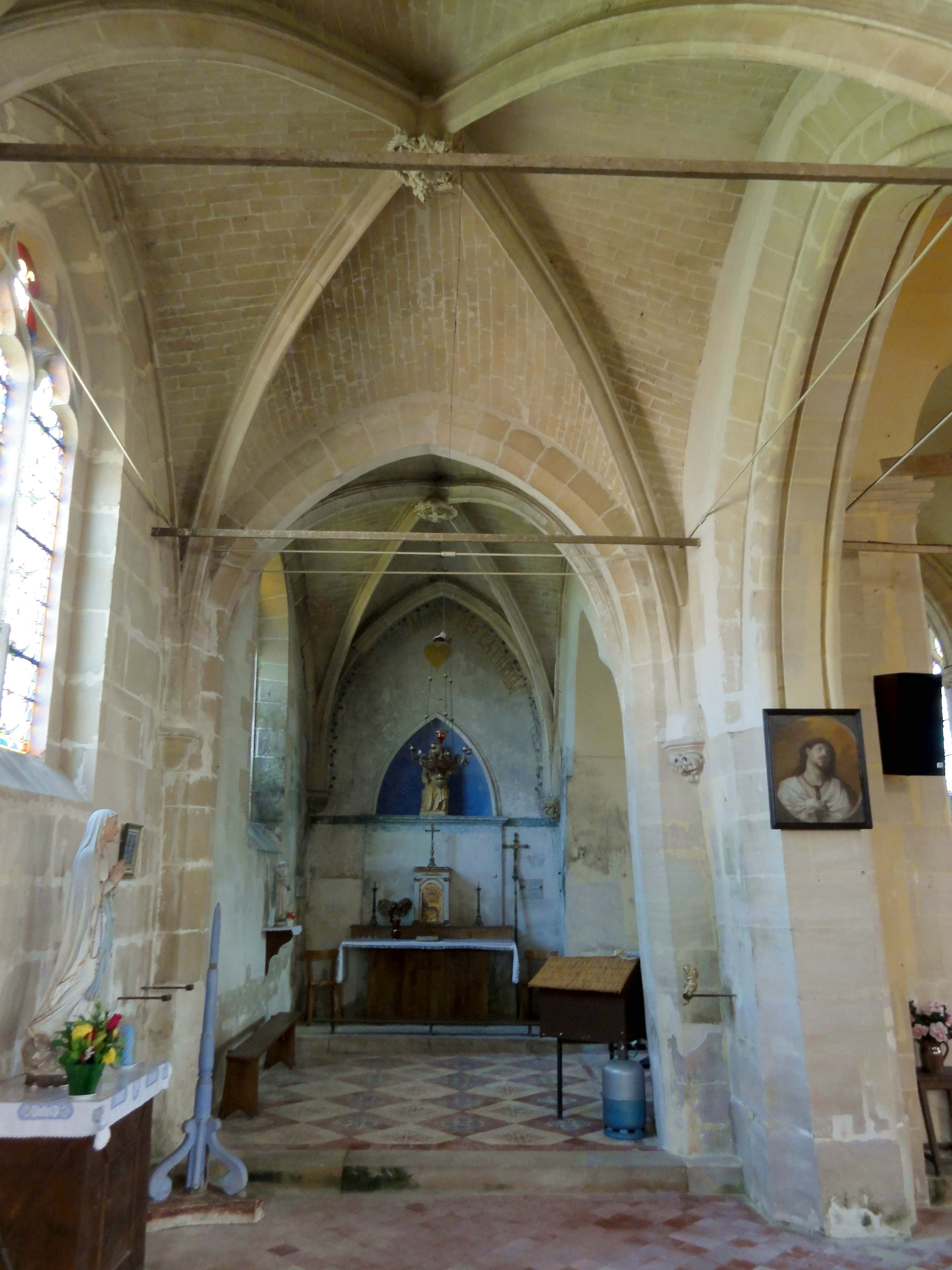
Bas-côté nord, 4e travée, vue vers l'est.
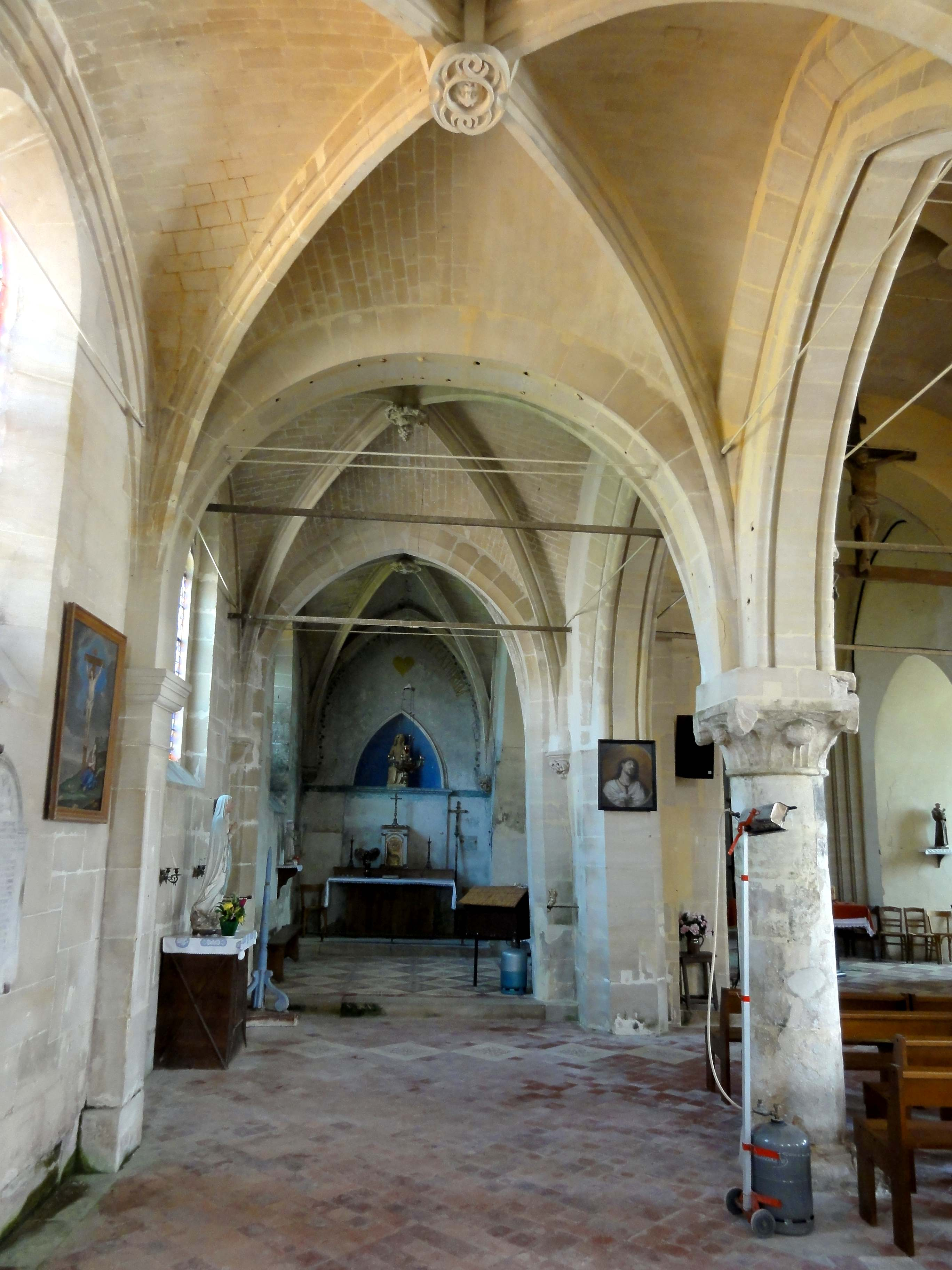
Bas-côté nord, 3e travée, vue vers l'est.
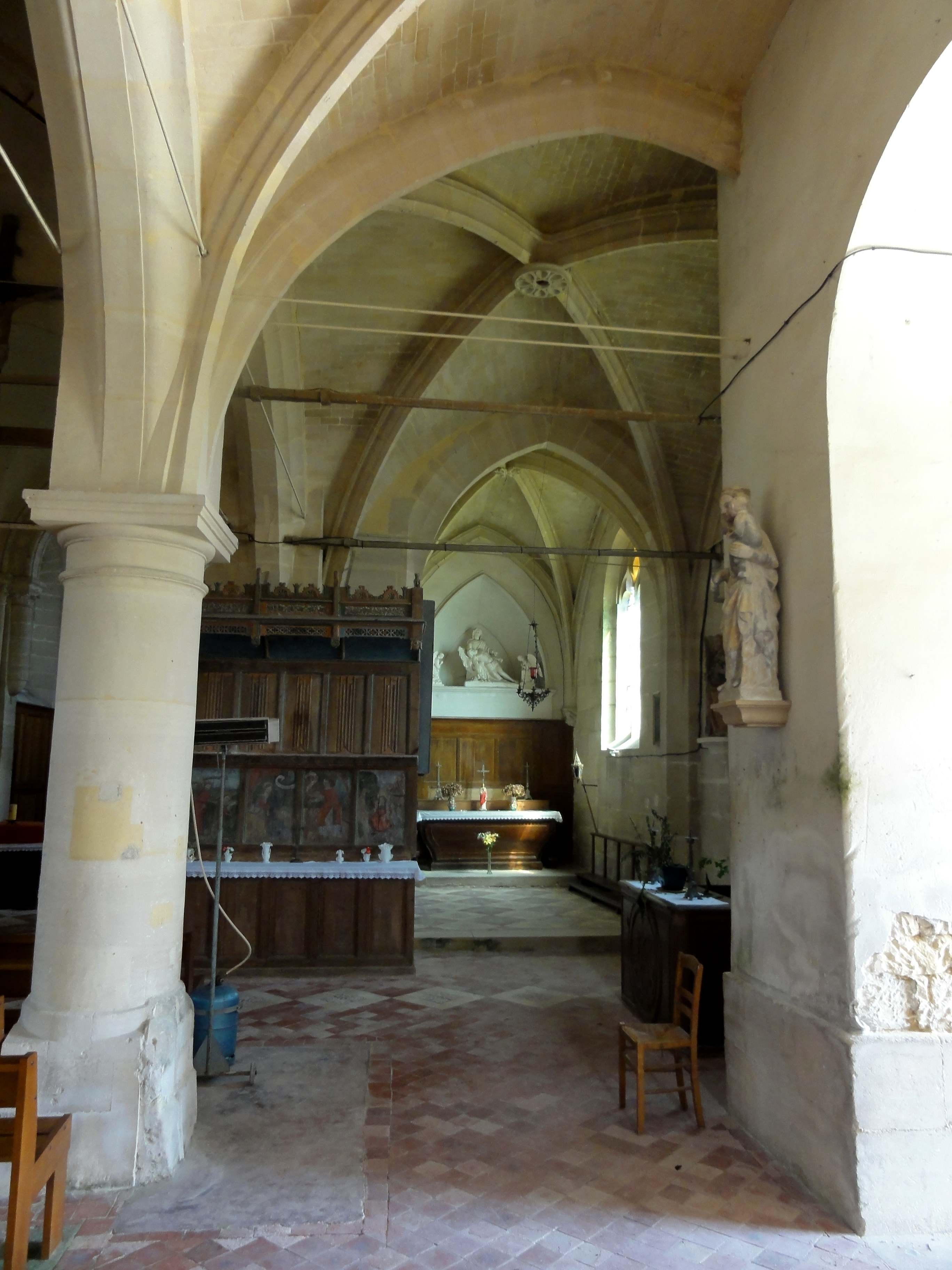
Bas-côté sud, 2e travée, vue vers l'est.
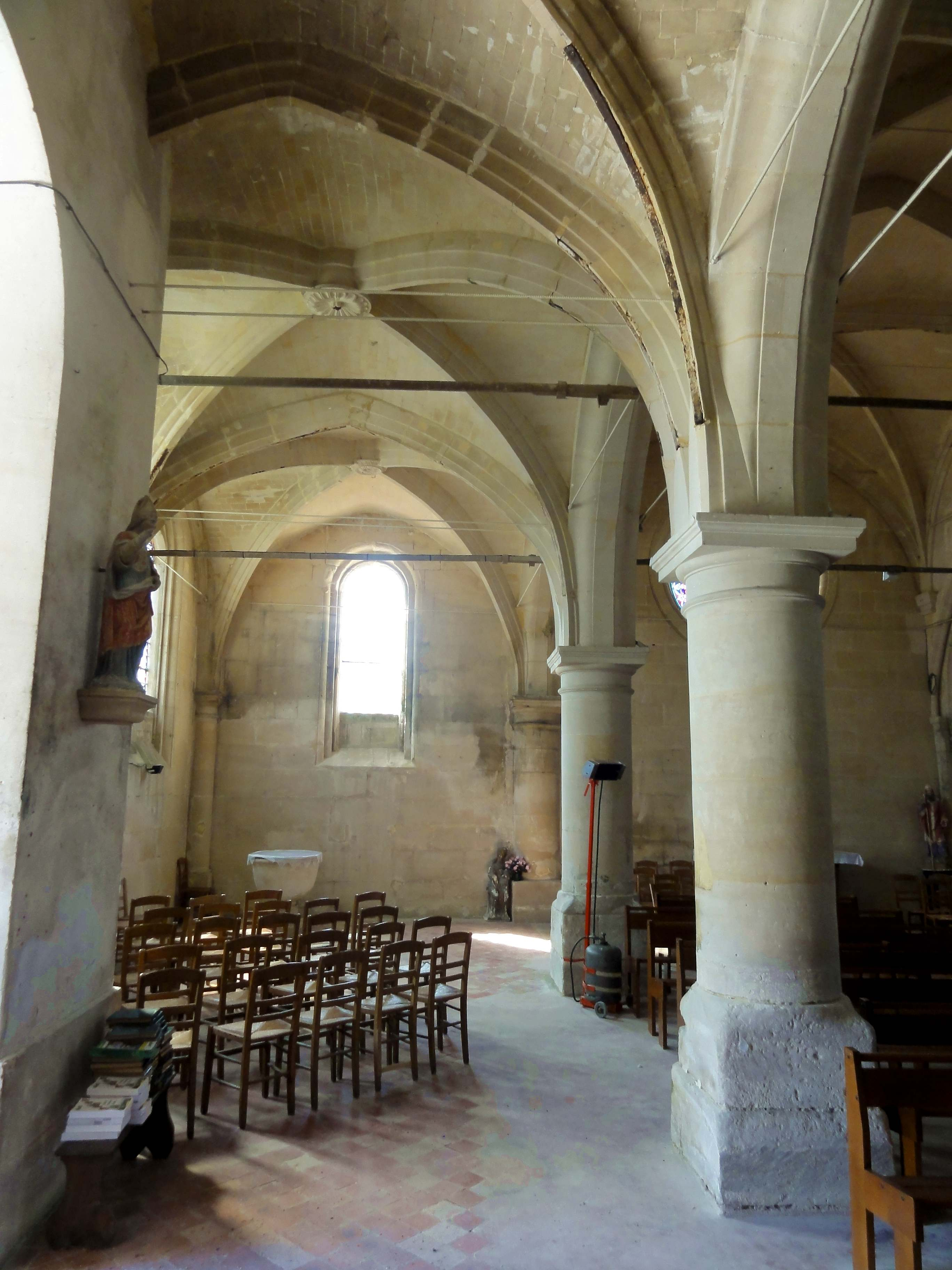
Bas-côté sud, 2e travée, vue vers l'ouest.
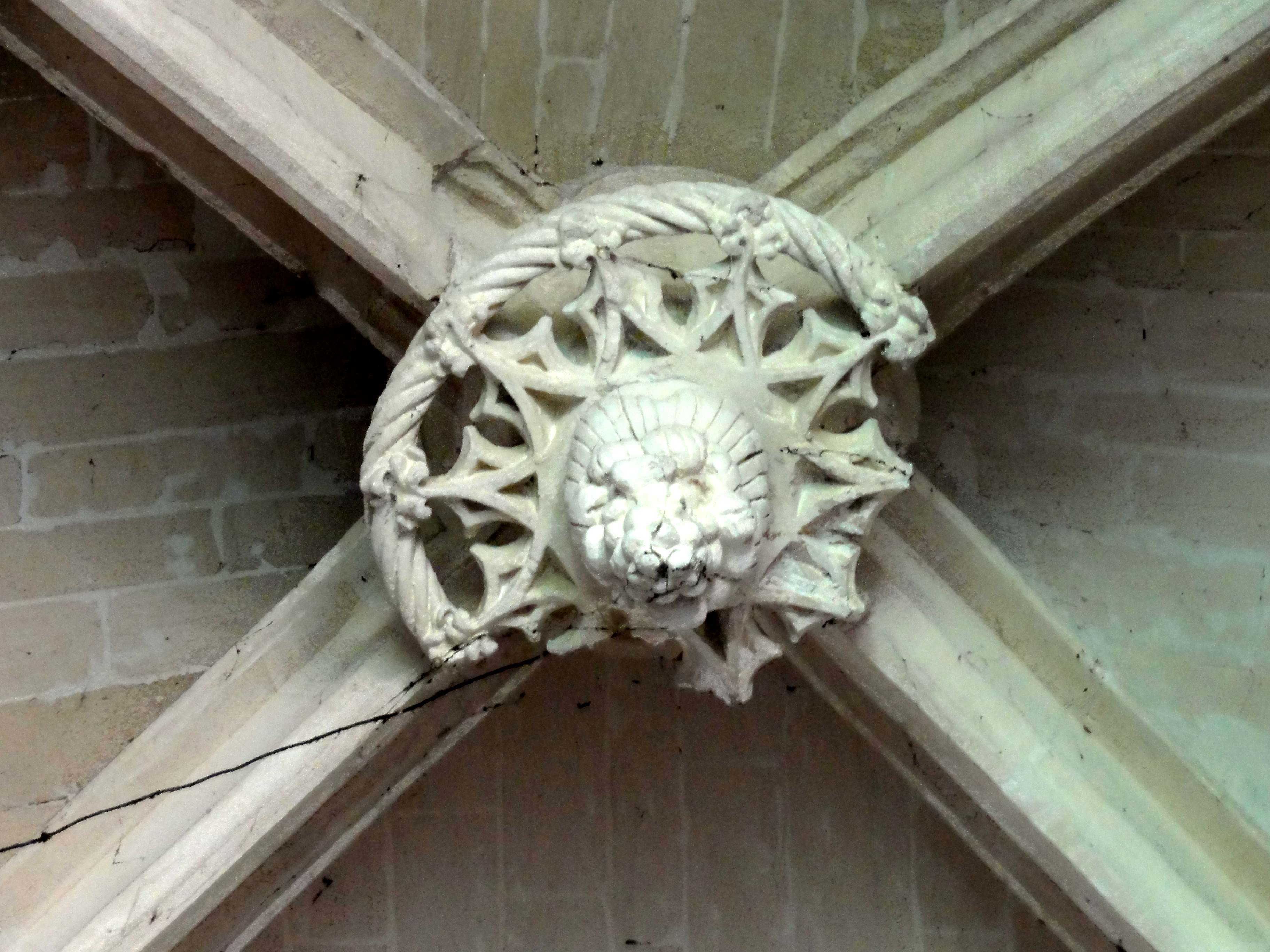
Clé de voûte de la 4e travée du nord.

#### Transept

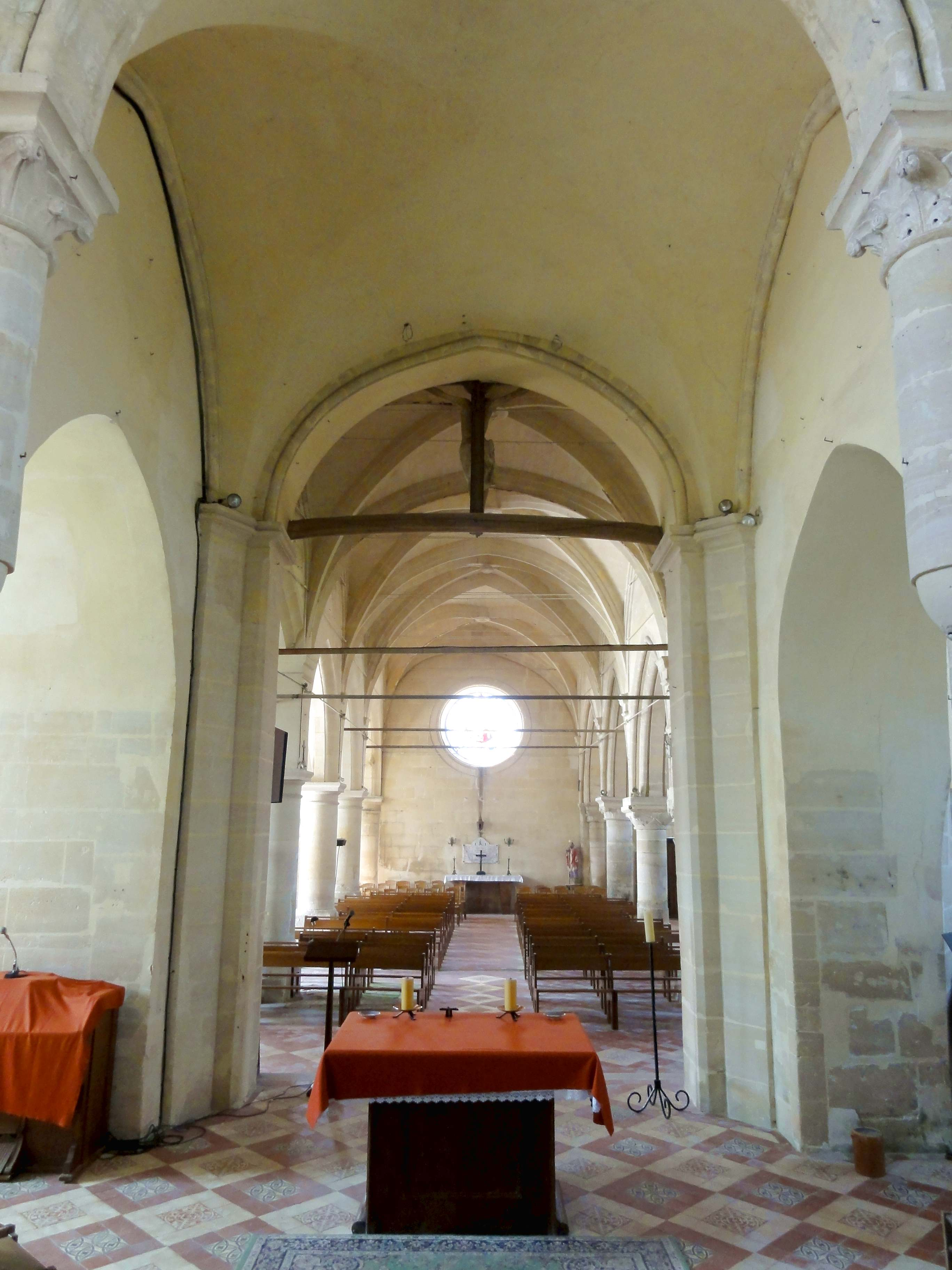
Croisée du transept, vue vers l'ouest dans la nef.

La croisée du transept, en même temps ancienne base du clocher, est d'une grande lourdeur, depuis qu'elle a perdu sa voûte d'ogives contemporaine de celle du chœur, et depuis que les faisceaux de colonnettes de l'arc triomphal vers la nef et des arcades vers les croisillons ont été supprimés. Du côté de la nef, l'arc triomphal est surmonté d'un arc de décharge en plein cintre, qui s'inscrit directement sous la lunette de la voûte. L'arcade elle-même est en arc brisé, et à la fois plus basse et moins large. Comme le montrent le formeret visible à l'intérieur du carré du transept, et la comparaison avec le doubleau vers le chœur, l'arc triomphal a été privé de son rang de claveaux inférieur, qui devait être mouluré d'un méplat entre deux tores. Aujourd'hui, l'intrados est nu, et le tore du rang de claveaux supérieur a aussi été supprimé côté nef. Les supports sont aujourd'hui des pilastres dont le profil des tailloirs concorde avec le style gothique, mais est plus complexe que le profil des autres tailloirs gothiques de l'église, et puisque les colonnettes à chapiteaux devant les piédroits de l'arcade ont été arrachés, il ne devait primitivement pas y avoir de tailloirs au même emplacement.
Les arcades vers les croisillons sont nettement plus basses que la croisée du transept, car au moins depuis leur reconstruction à la période flamboyante, les croisillons sont assimilés aux bas-côtés de la nef, et il n'y a plus de transept à proprement parler. Les arcades sont inhabituellement épaisses et non moulurées. L'épaisseur ne se justifie guère par la charge à supporter depuis la démolition de l'ancien clocher, ce qui donne à penser que les arcades ont dû être renforcées bien avant cette démolition. Les anciens croisillons sont séparés de la quatrième travée des bas-côtés par des doubleaux en tiers-point, qui sont plus forts que les doubleaux entre deux voûtes de la Renaissance, et seulement profilés d'un méplat entre deux biseaux. Au droit des murs gouttereaux, ils se fondent dans des piliers engagés au plan d'un demi-octogone, ce qui montre, au début du XVIe siècle, déjà la même sécheresse de la modénature que lors des travaux entrepris à la Renaissance. Seulement les culs-de-lampe sculptés de feuilles grasses dans les angles du chevet du croisillon nord, et de masques dans le croisillon sud, ainsi que les clés de voûte, rompent un peu la monotonie. La clé de l'ancien croisillon sud montre une coquille Saint-Jacques à laquelle se superpose un crucifix entourée d'une cordelette tressée. Le remplage flamboyant de la fenêtre du croisillon nord a déjà été signalé. Le chevet des anciens croisillons est sans fenêtre, ce qui était différent avant la reconstruction flamboyante, comme le montrent les traces de hautes lancettes simples visibles depuis l'extérieur.

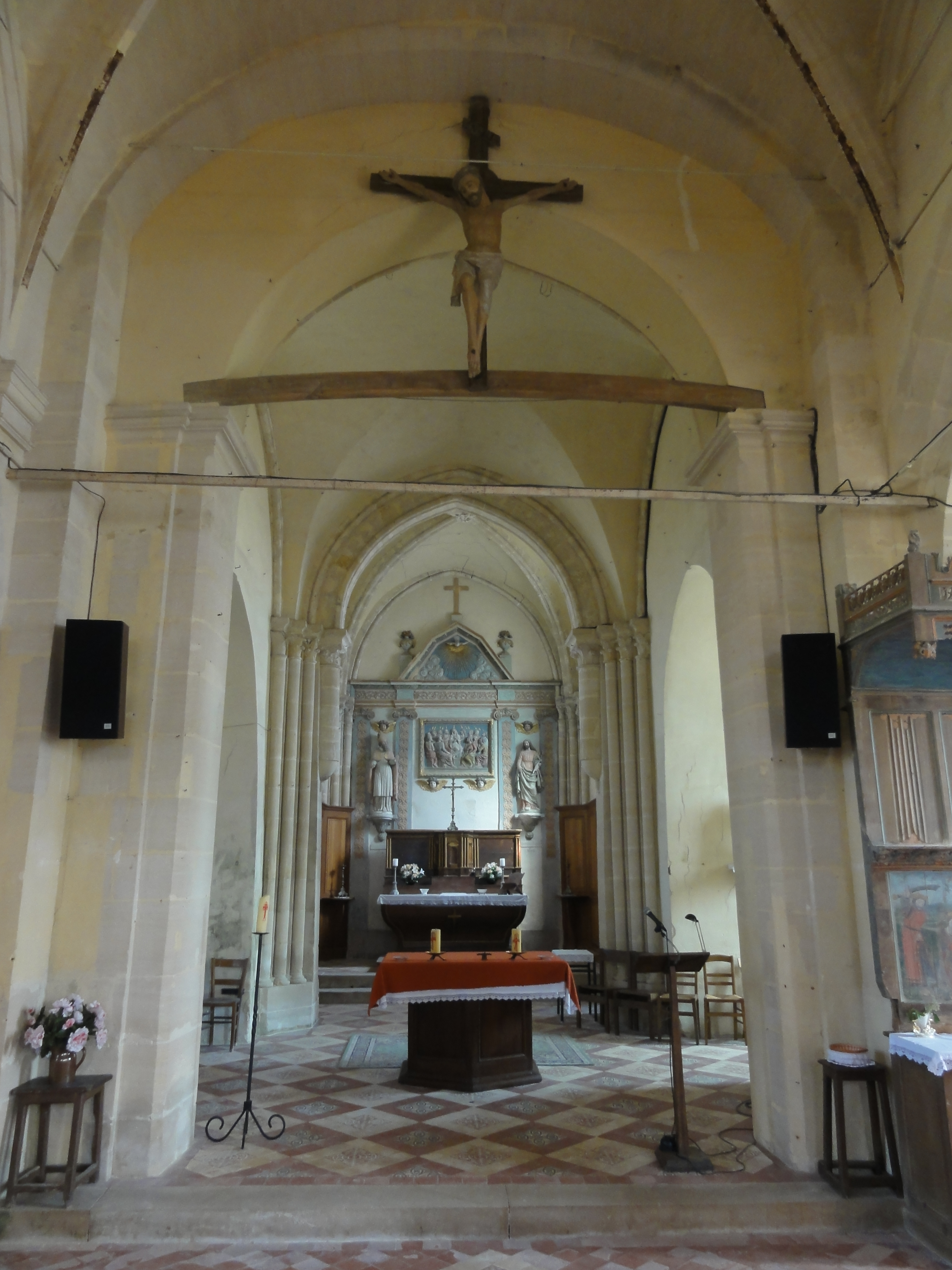
Nef, vue dans le carré du transept.
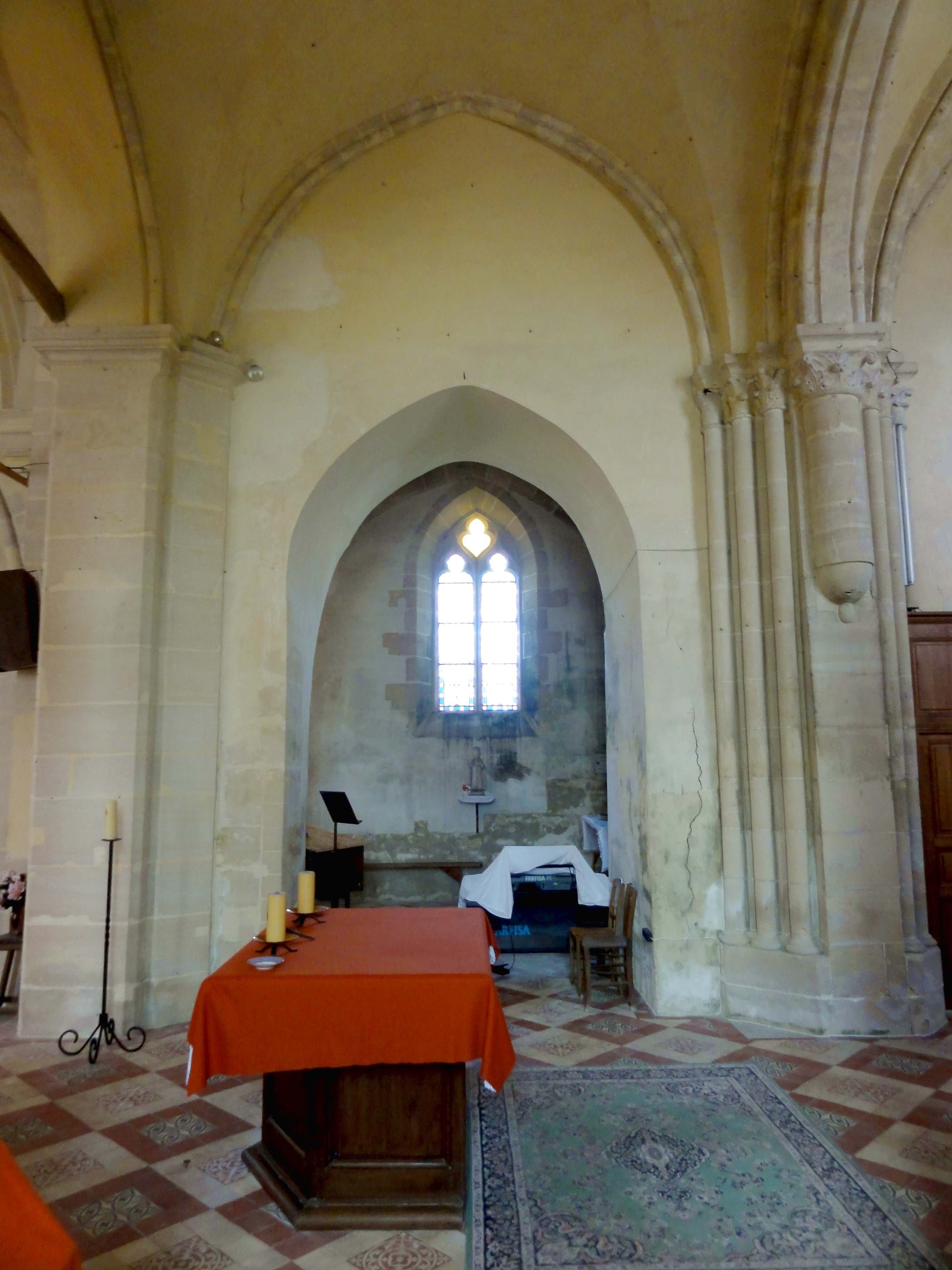
Croisée du transept, vue vers le nord.
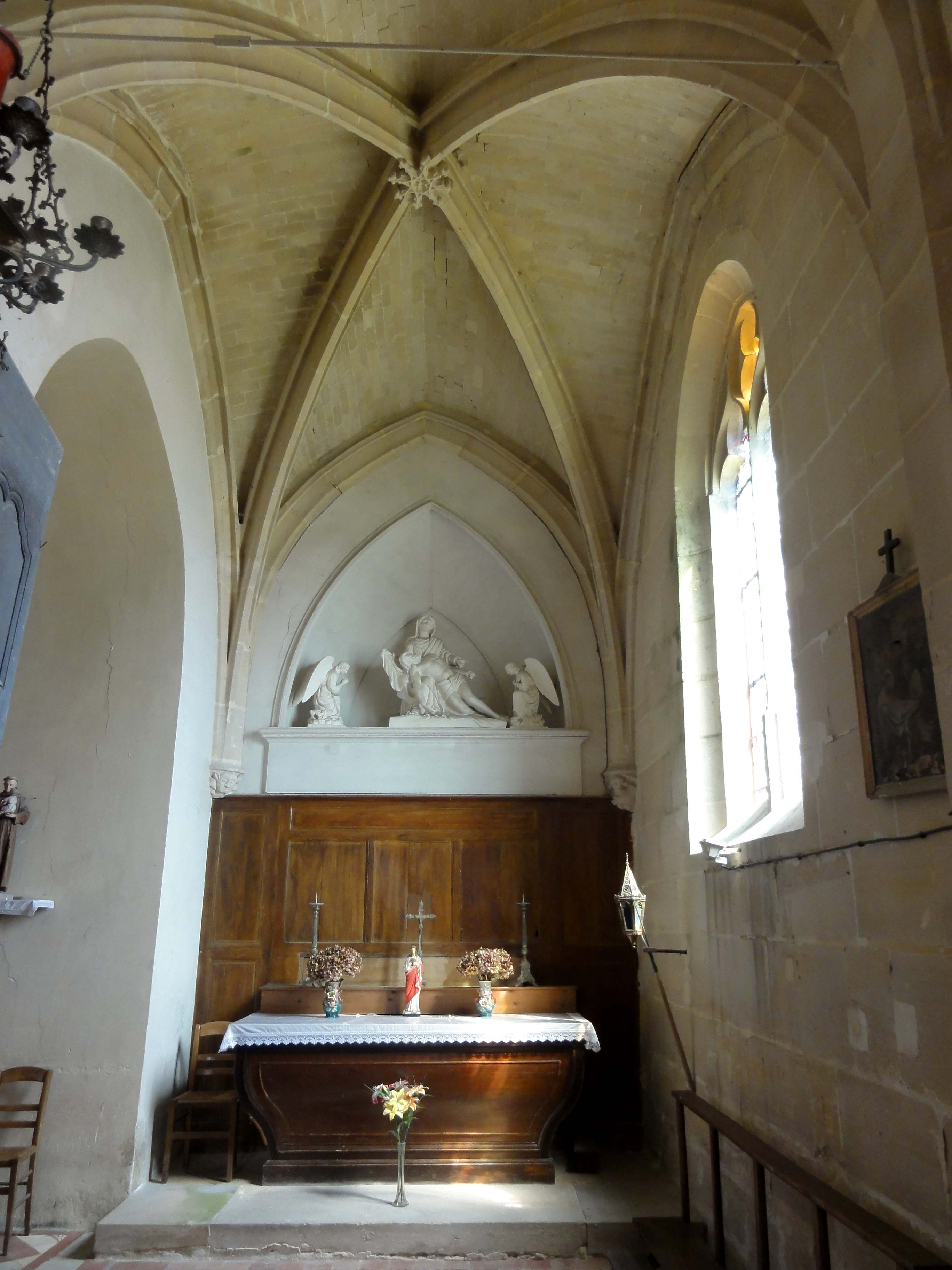
Croisillon sud, vue vers l'est.
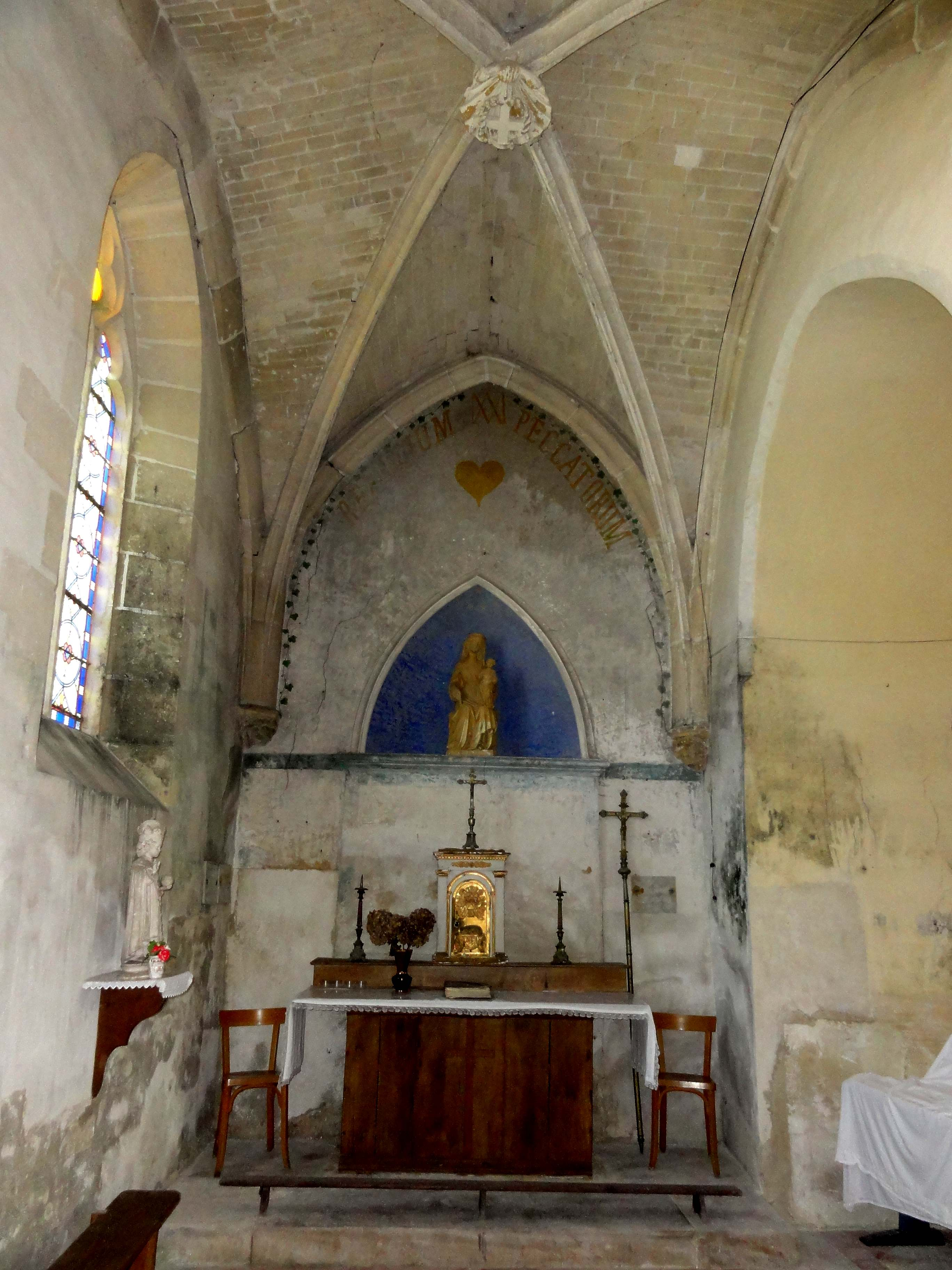
Croisillon nord, vue vers l'est.
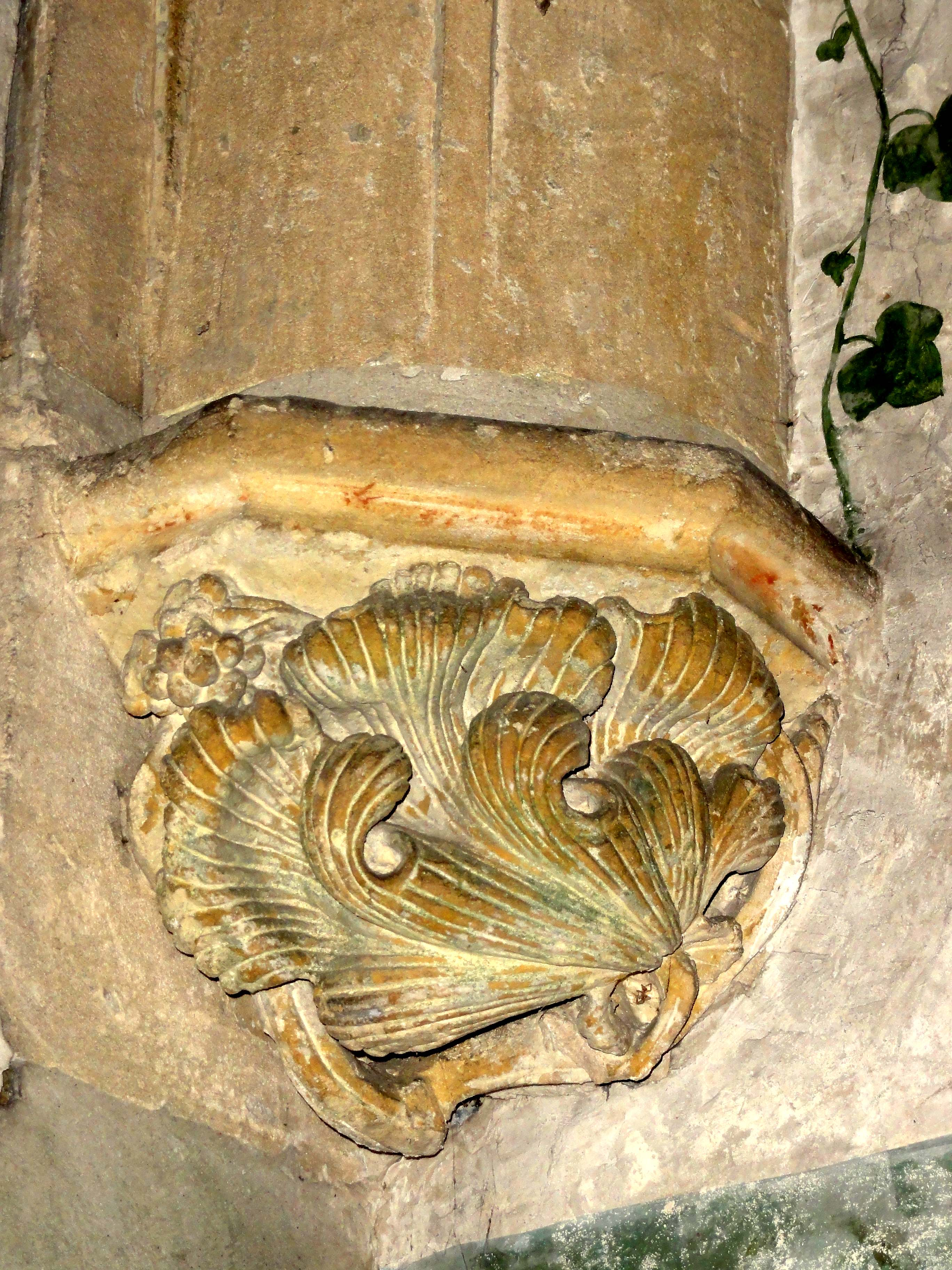
Croisillon nord, cul-de-lampe au chevet.
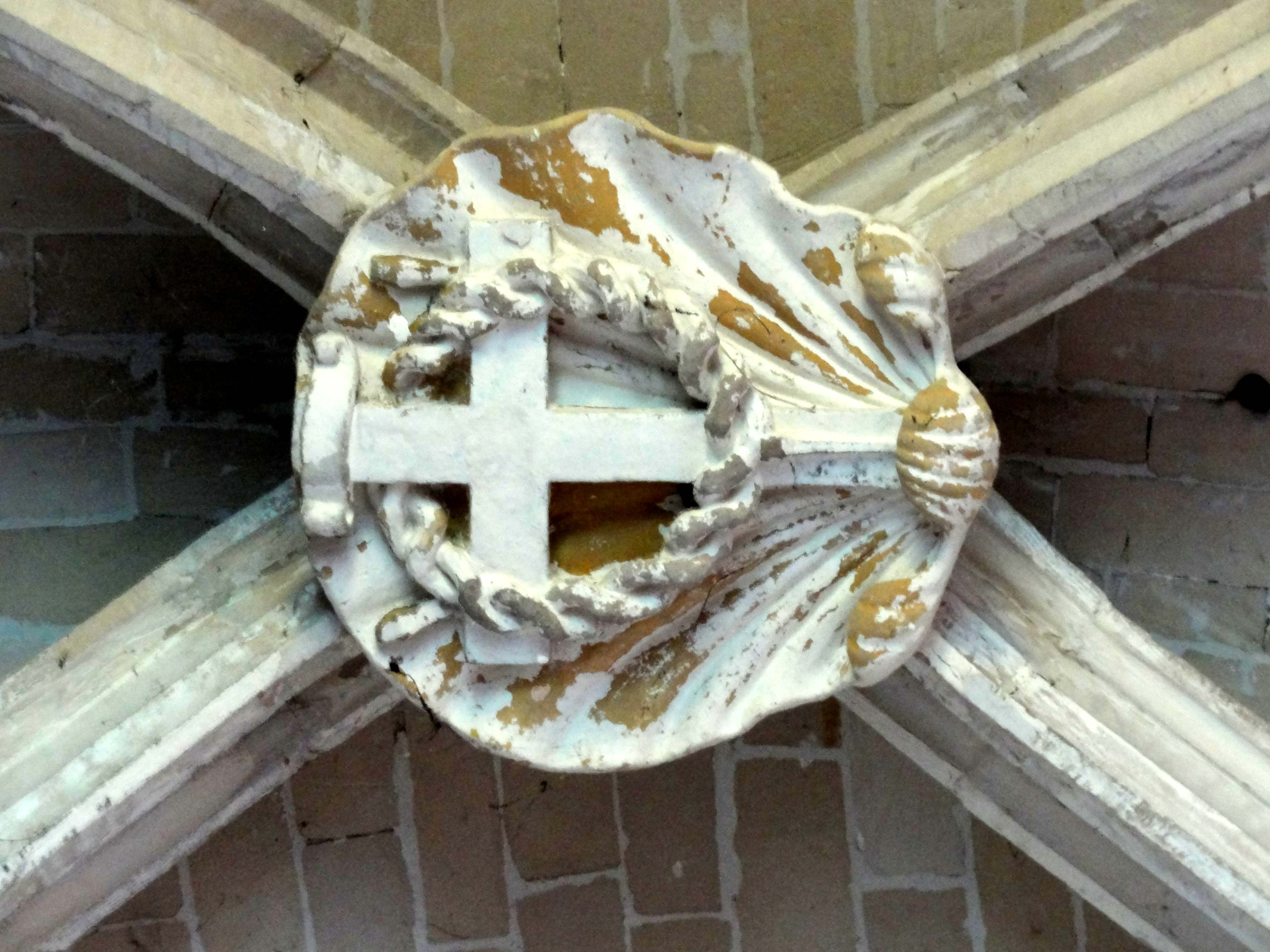
Croisillon nord, clé de voûte.

#### Chœur

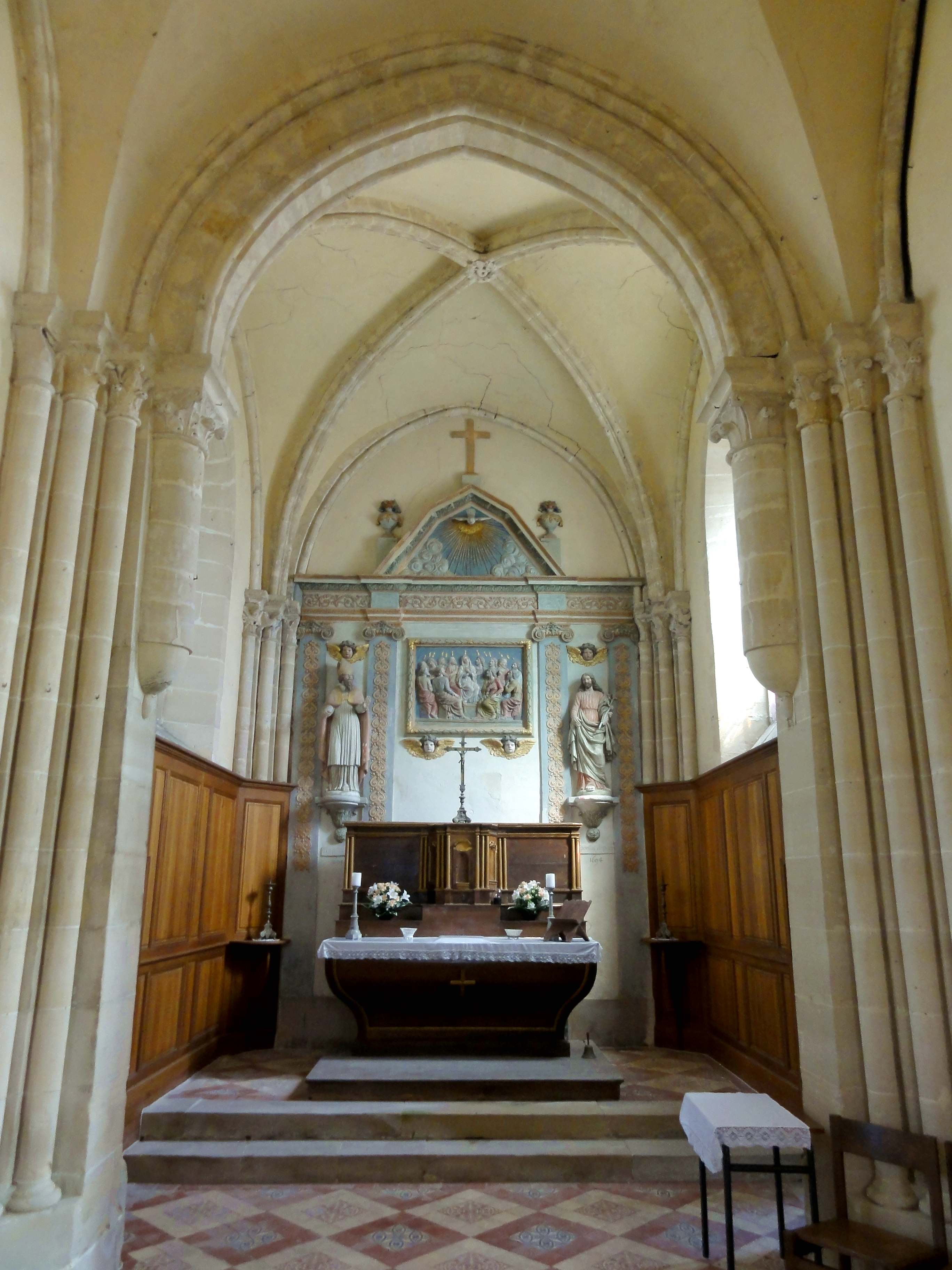
Vue dans le chœur.

Le doubleau ouvrant sur le chœur et le chœur lui-même donnent encore un bel aperçu de ce que fut l'architecture de la première église paroissiale de Commeny après son achèvement au début du XIIIe siècle. À l'image des grandes arcades au nord de la nef, le doubleau est à double rouleau, et son intrados est mouluré d'un méplat entre deux tores, tandis que le rang de claveaux supérieur présente un tore de chaque côté. Des formerets existent tant dans la croisée du transept que dans le chœur, et puisqu'il s'agit de l'une des quatre arcades de l'ancienne base du clocher, le maître d'œuvre a prévu autant de supports que de nervures à supporter, ce qui donne, de chaque côté, un faisceau d'une forte colonnette et de deux fois trois fines colonnettes appareillées. Elles sont logées dans les ressauts successifs du mur, et munies de chapiteaux de crochets, dont les tailloirs affichent le profil sommaire d'une plate-bande et d'un biseau, qui s'observe également au début des grandes arcades du nord de la nef. La partie inférieure des fortes colonnettes est tronquée afin d'améliorer la visibilité du sanctuaire depuis la nef des fidèles, comme dans la plupart des églises à clocher central de la région (parfois, les colonnettes ont été restituées lors d'une restauration). Les dimensions modestes du chœur surprennent, car il ne compte qu'une seule travée, sans abside polygonale, contrairement à un bon nombre d'églises des environs, comme à Ableiges, Bréançon, Courcelles-sur-Viosne et Nucourt. La voûte est la dernière voûte médiévale conservée en l'église Saint-Martin. Ses ogives montrent une arête entre deux tores, ce qui est l'un des profils les plus courants pendant la première période gothique. La clé de voûte est une petite couronne de feuillages, qui entoure une chimère. Des faisceaux de trois fines colonnettes reçoivent les ogives et formerets dans les angles du chevet. Celui-ci est aveugle, au moins depuis l'installation du retable actuel, qui devrait dater de 1694 suivant la date inscrite en-dessous des deux statues. Les fenêtres latérales sont munies d'un remplage gothique flamboyant précoce, et présentent deux lancettes surmontées d'un soufflet simplifié, les écoinçons n'étant pas ajourés. La modénature à l'extérieur montre encore des influences du style gothique rayonnant, car les meneaux y sont précédés de tores, avec un chapiteau ébauché sur le meneau central. Les soubassements sont revêtus de boiseries, pour la pose desquelles certaines colonnettes ont dû être tronquées,.

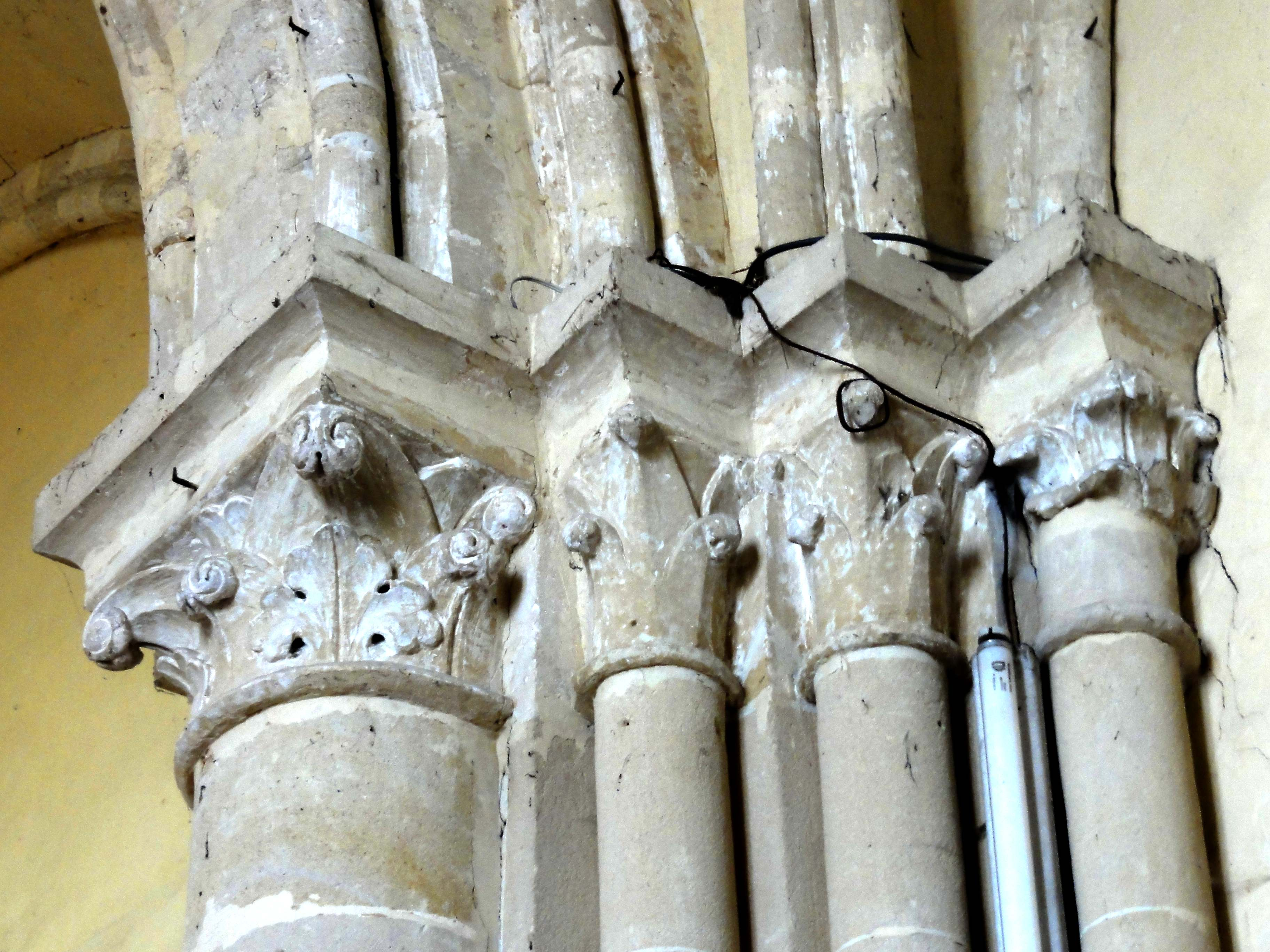
Chapiteaux.
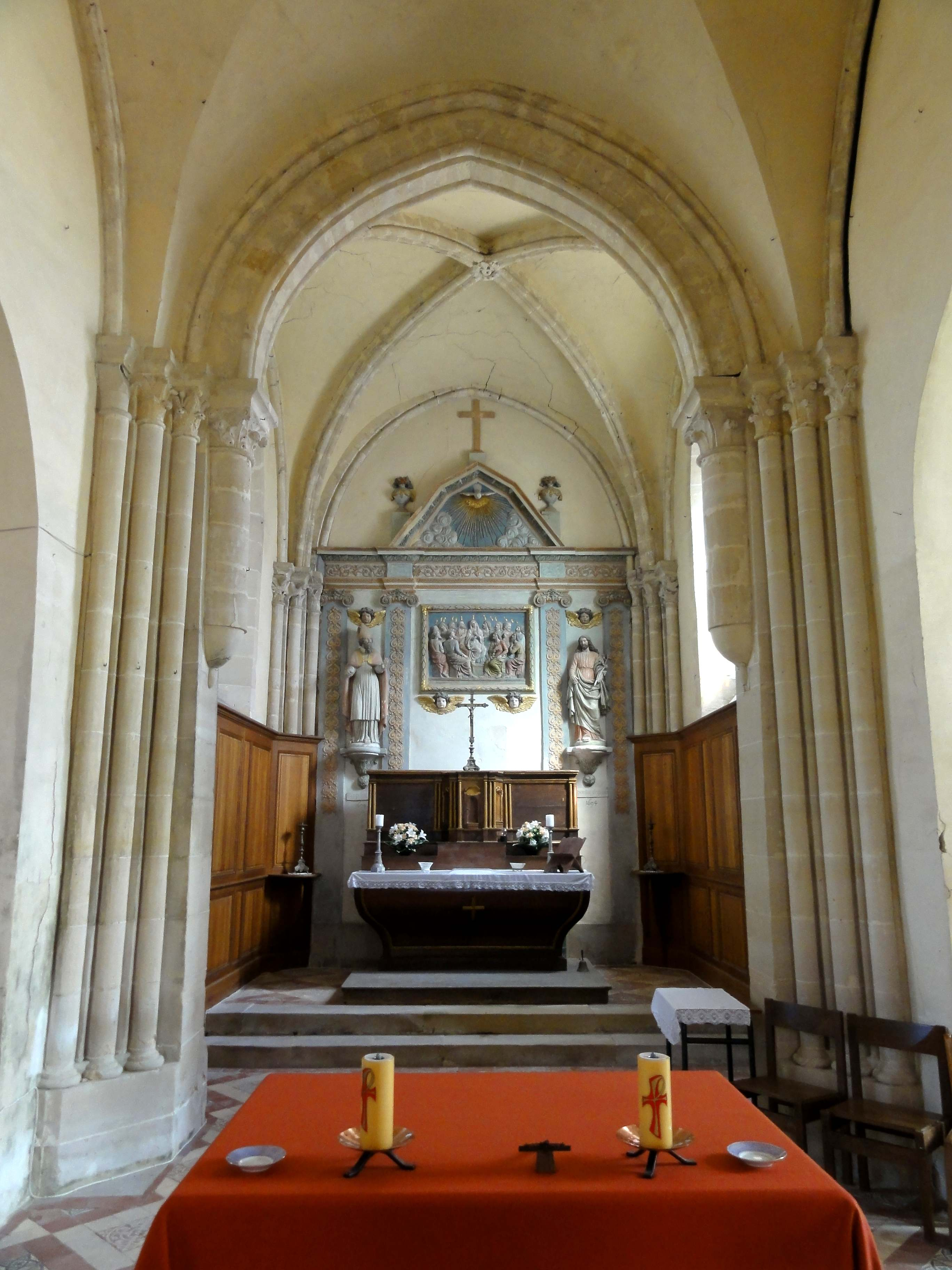
Vue depuis le transept.
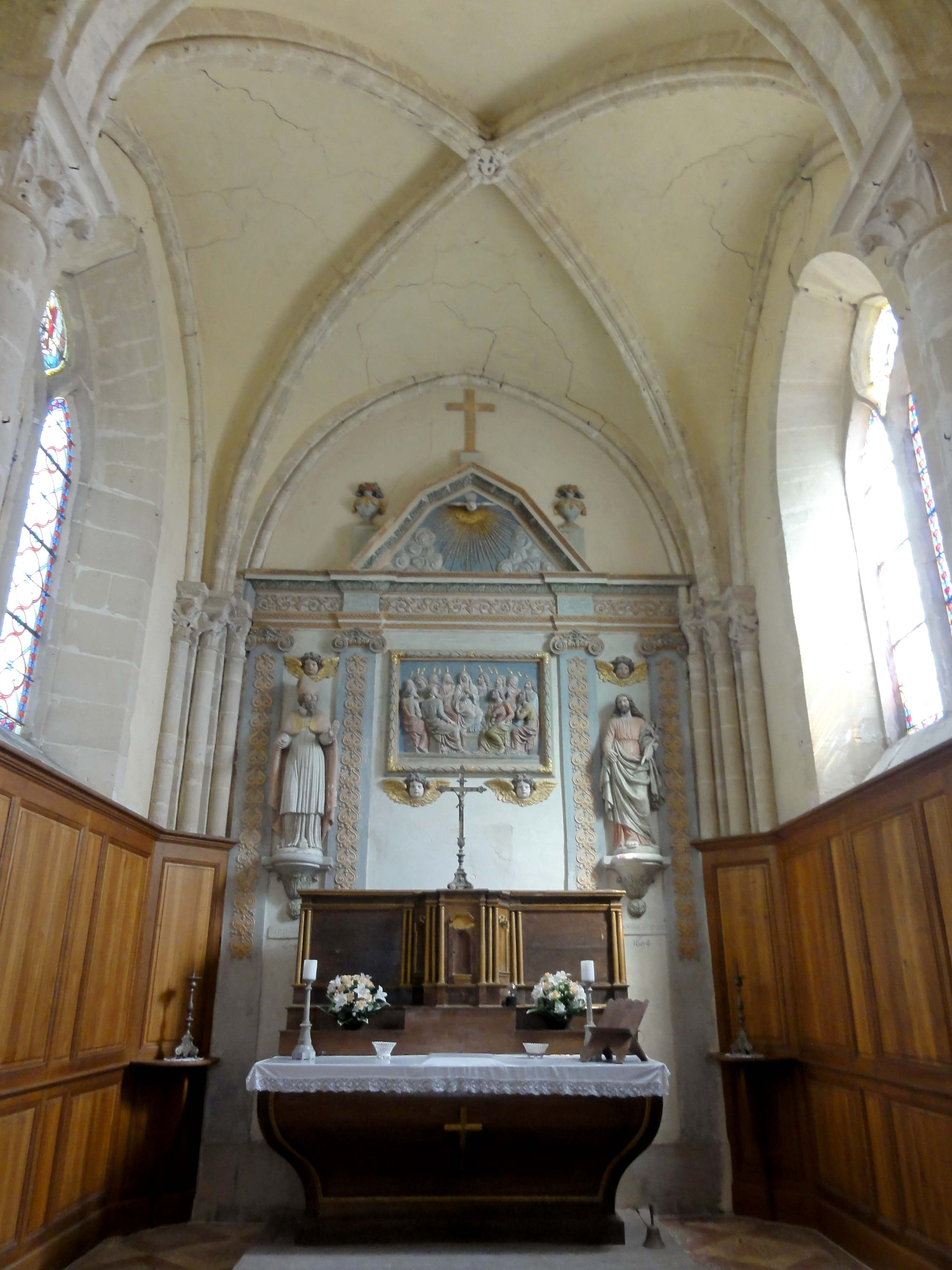
Vue vers l'est.
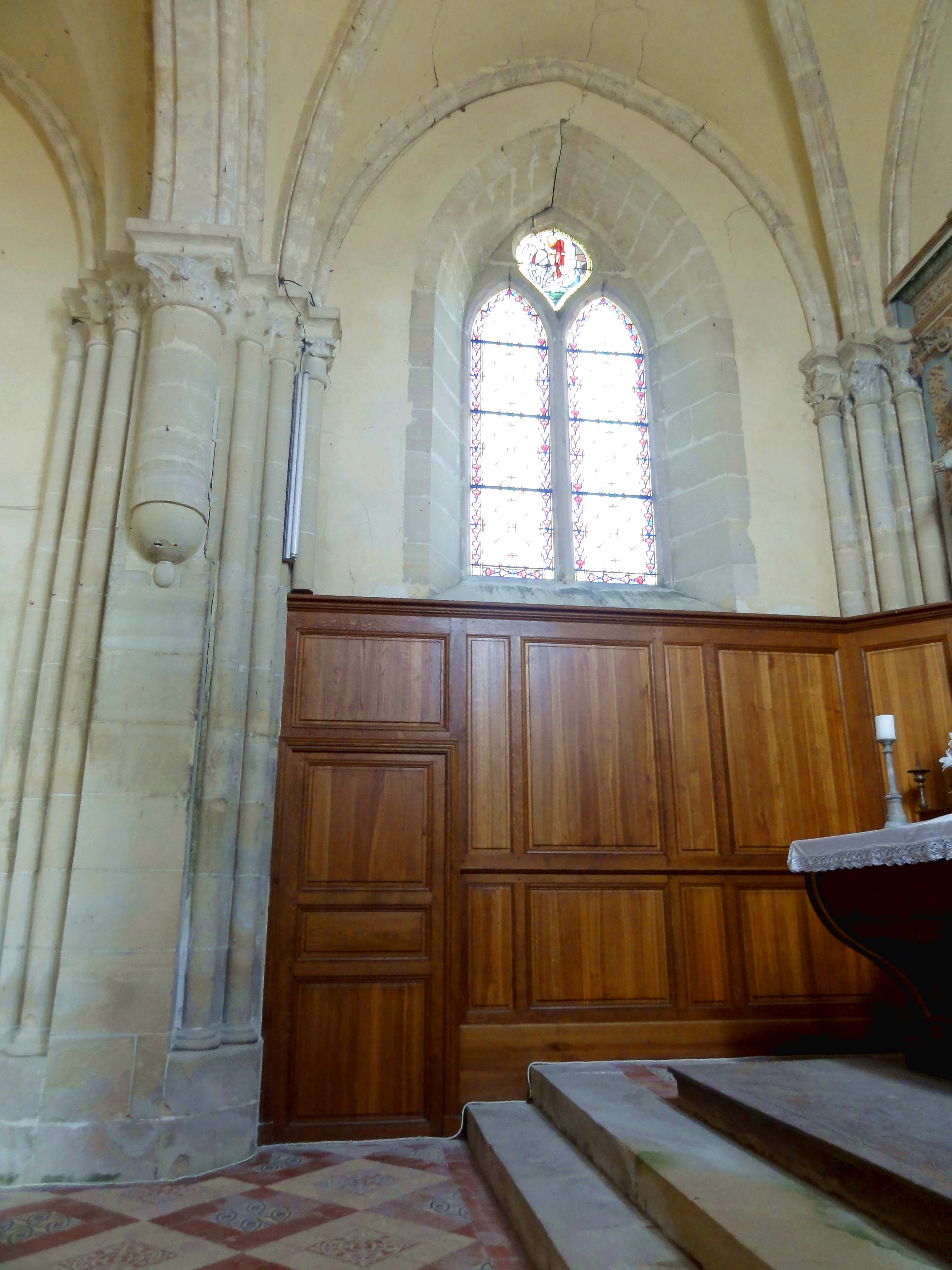
Élévation nord.
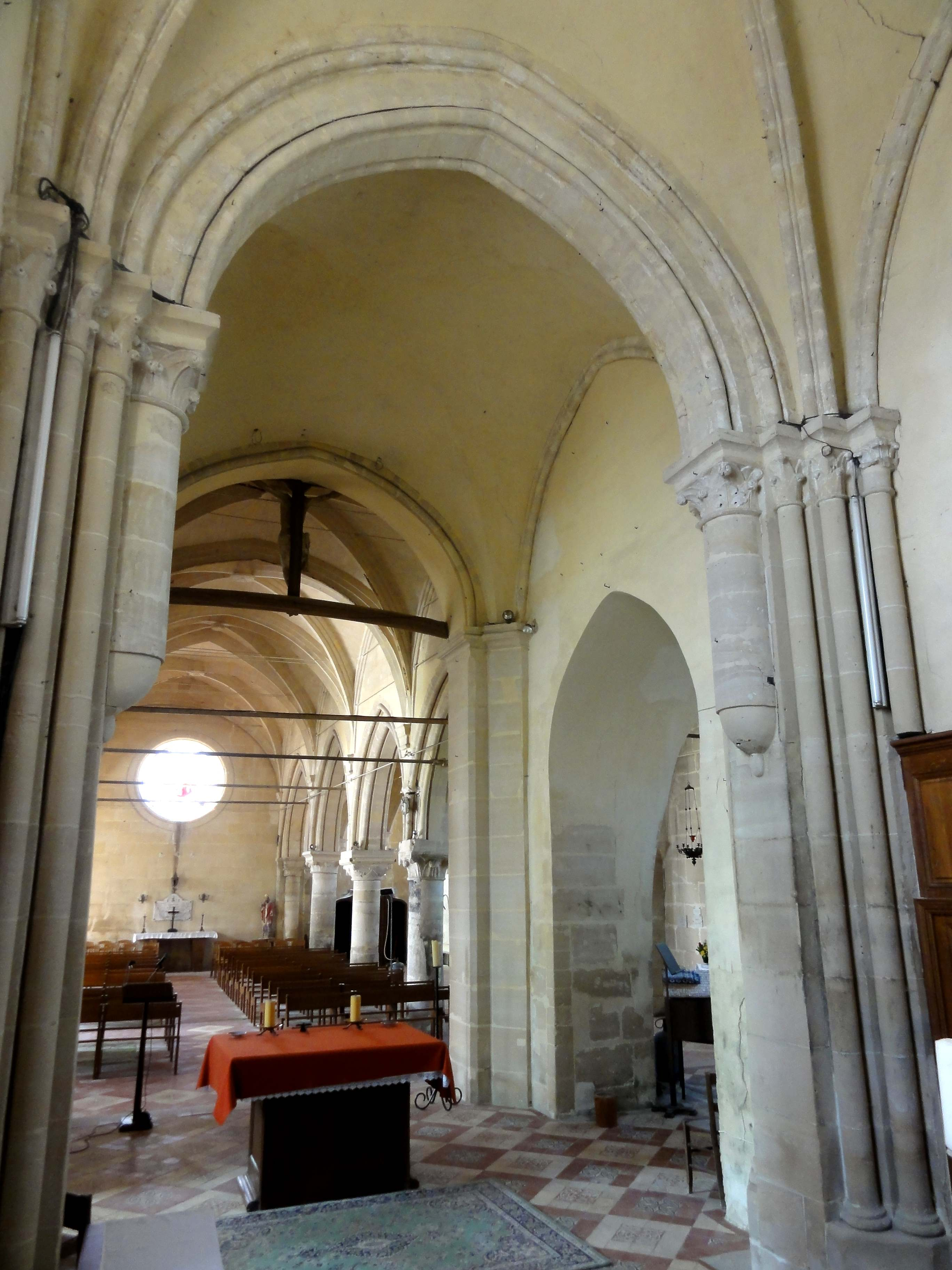
Vue vers l'ouest.
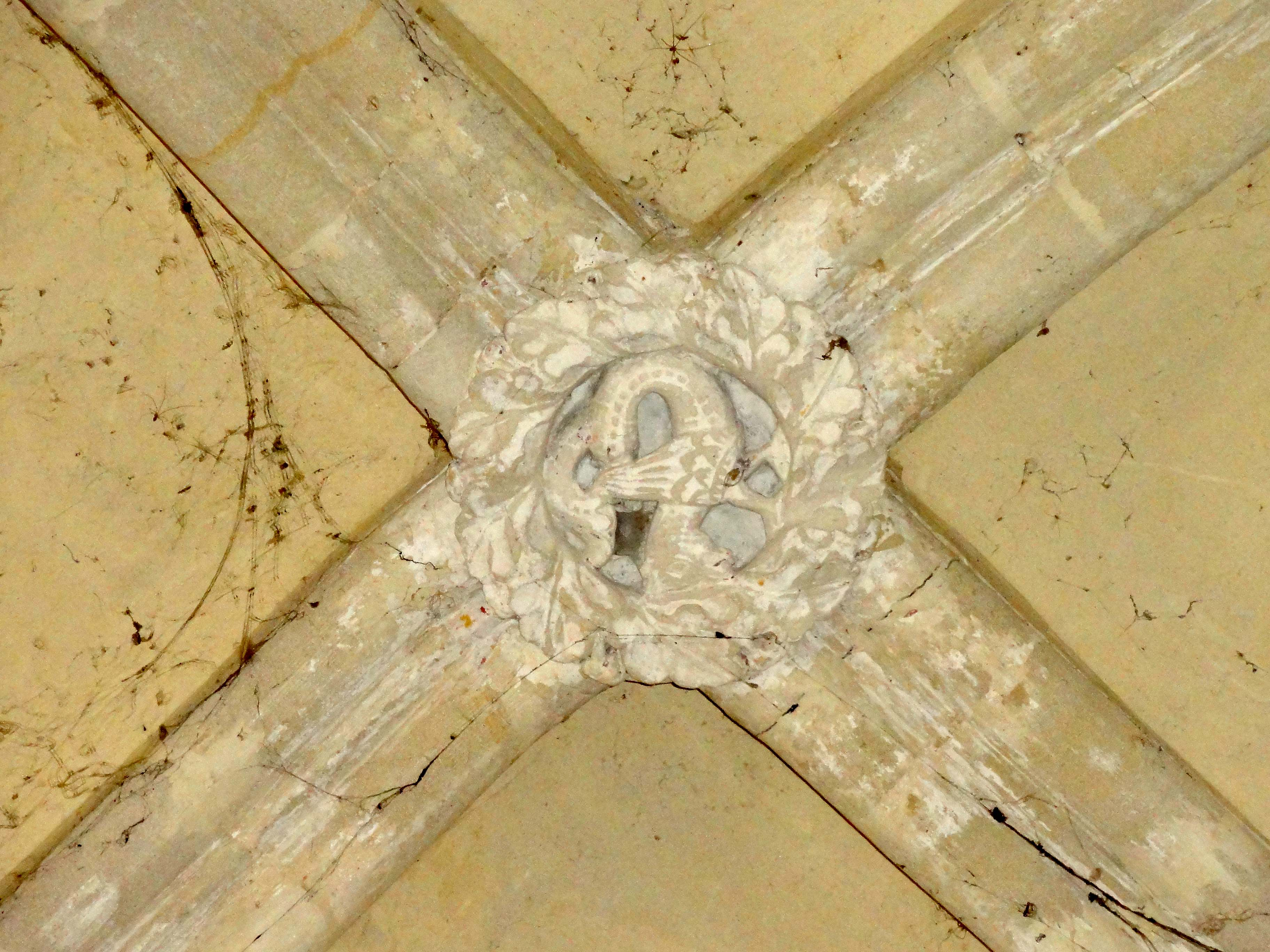
Clé de voûte.

### Extérieur

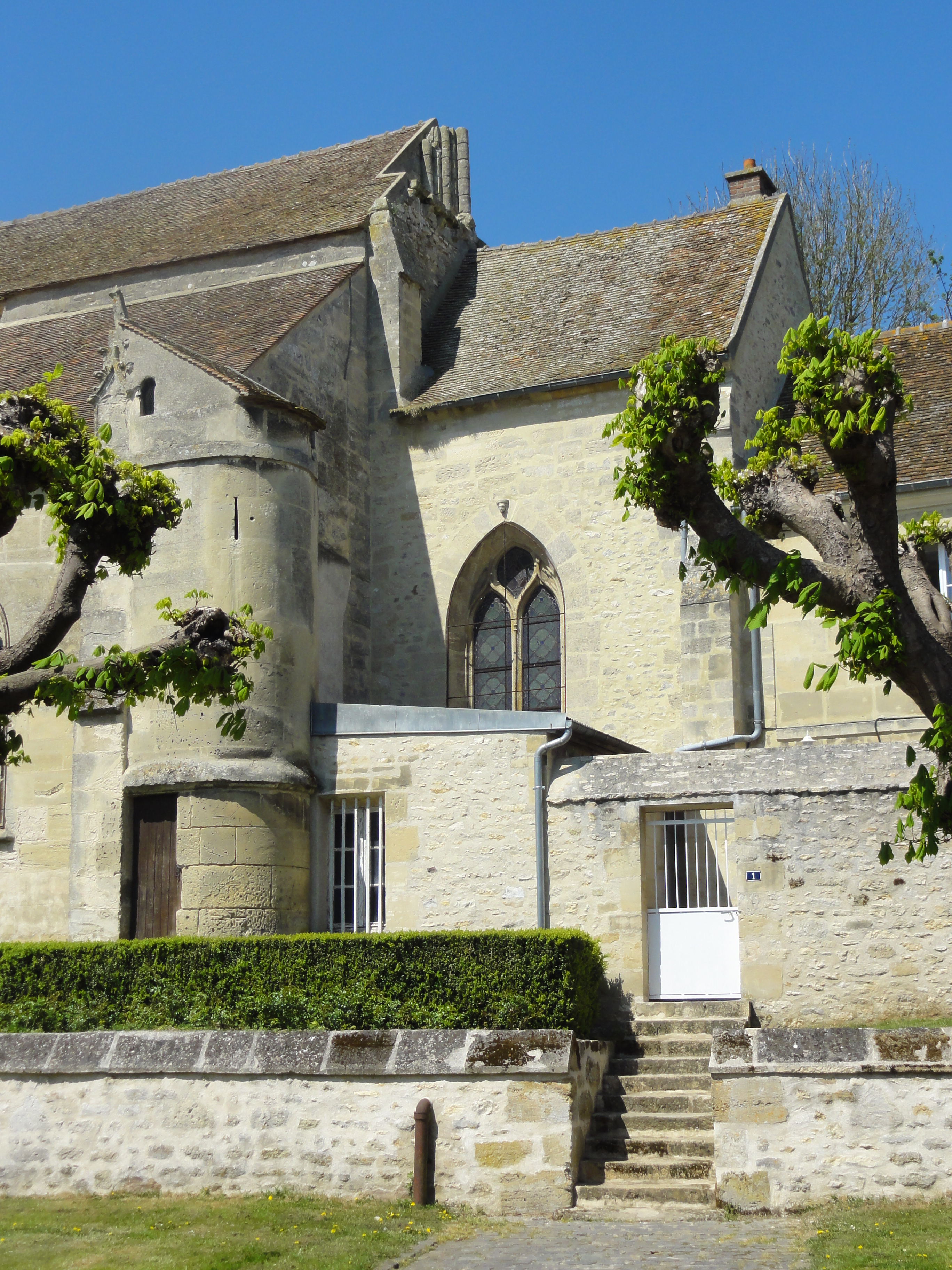
Parties orientales.

Le mur occidental, que l'on ne peut guère qualifier de façade, est scandé horizontalement par un larmier à la limite des allèges des bas-côtés et sur les contreforts, et par un bandeau à la limite du pignon et des demi-pignons des bas-côtés. Ce bandeau est également présent sur les contreforts, qui sont en outre munis d'un larmier sur la face frontale un peu en dessous du bandeau, et s'amortissent par un glacis formant larmier. Il est à signaler un contrefort plat en dessous du grand oculus moderne qui éclaire la nef. Hormis pour les contreforts, les murs des bas-côtés au niveau de leurs fenêtres en plein cintre de la Renaissance et le chaînage au milieu du pignon de la nef, l'appareil est constitu de moellons irréguliers. Le pignon est sommé d'une croix en antéfixe.
Un contrefort biais (au lieu de deux contreforts orthogonaux) flanque l'angle sud-ouest de la façade. Son glacis sommital prend la forme d'un discret aileron, dans le goût baroque. En haut, semble subsister le début d'un entablement sculpté. Le parement du mur gouttereau sud a été entièrement refait vers 1833. Le clocher-porche bâti en cette année se compose du rez-de-caussée servant de porche ; d'un étage intermédiaire comportant au sud une niche avec un groupe sculpté de la Charité de Saint-Martin, plus ancien ; et d'un étage de beffroi. L'architecture se simplifie du bas vers le haut, si bien que l'étage supérieur est dépourvu de toute ornementation, et simplement percé d'une baie abat-son en plein cintre par face,.
Le mur méridional du croisillon sud paraît également avoir été refait au XIXe siècle. À l'angle sud-est, l'on voit toutefois une tourelle d'escalier de la période flamboyante, qui est agrémentée d'un pinacle plaqué à son angle sud-ouest. Le toit en appentis actuel ne devrait pas correspondre au projet initial, qui devait prévoir un dôme ou une coupole en pierre, ou bien un toit en poivrière. Le mur du chevet du croisillon présente la trace d'une fenêtre à lancette unique en arc brisé, qui entame largement le demi-pignon du toit en appentis, et témoigne d'une hauteur plus considérable des croisillons avant leur remaniement au début du XVIe siècle. À l'est de la croisée du transept, au-dessus du mur méridional du chœur, l'on voit l'un des contreforts de l'ancien clocher, qui se termine en dessous de la corniche, en haut de l'étage intermédiaire. Ses fenêtres en plein cintre bouchées, au sud et au nord, ont déjà été signalées, ainsi que le corniche de modillons et le faisceau de colonnettes tronqué rappelant l'étage de beffroi du clocher du XIXe siècle, démoli en 1832. L'intérêt du mur méridional du chœur réside en sa fenêtre, dont les meneaux sont précédés par des tores, et dont le meneau central porte un petit chapiteau rond seulement ébauché. L'arc en tiers-point est surmonté d'un mascaron, qui pourrait provenir de la corniche de l'ancien clocher. Au pied de la fenêtre, se trouve la sacristie, qui est sans caractère. Le chevet est caché par l'ancienne maison d'école bâtie vers 1818, et servant actuellement d'habitation,.

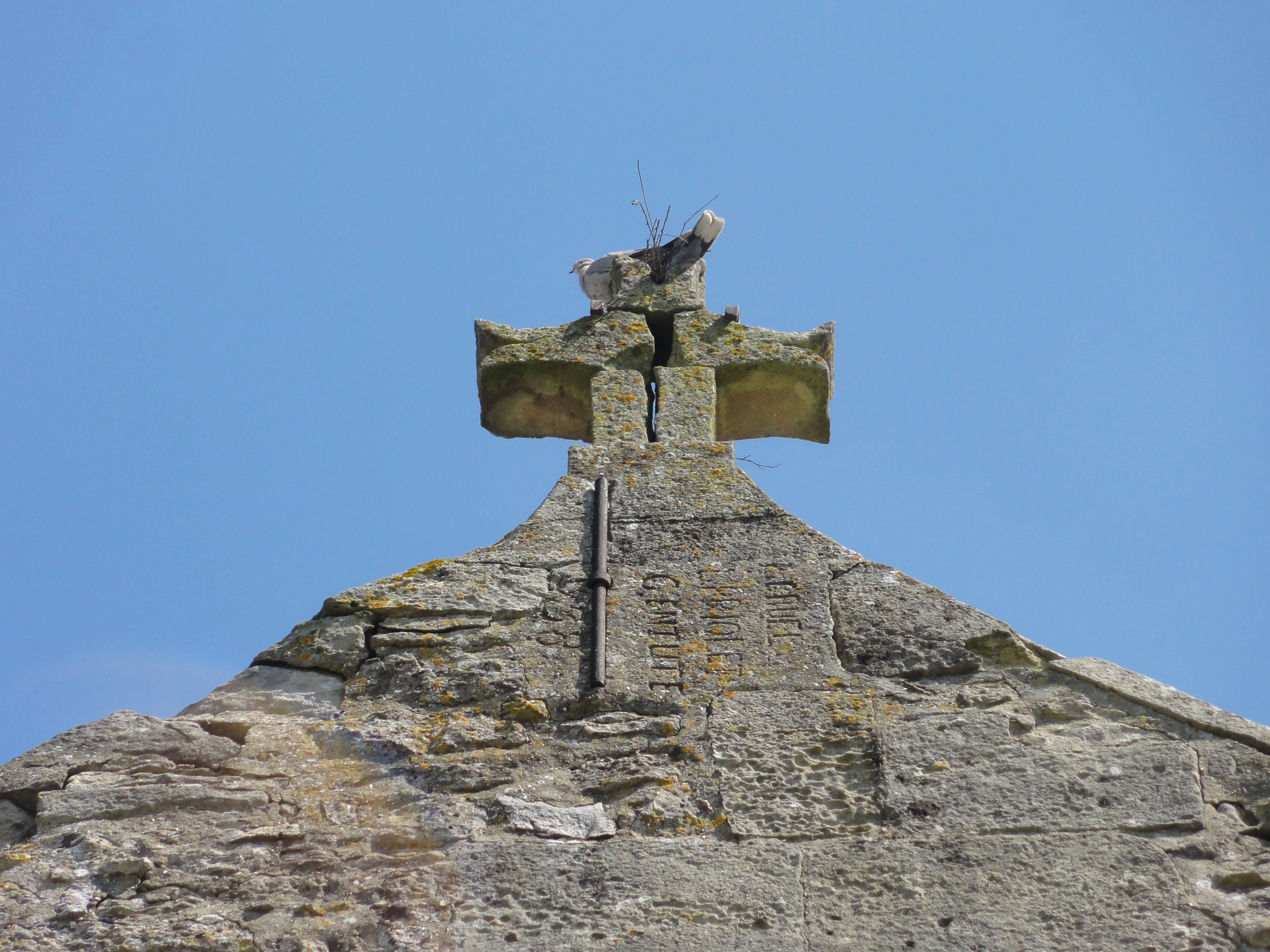
Croix en antéfixe.
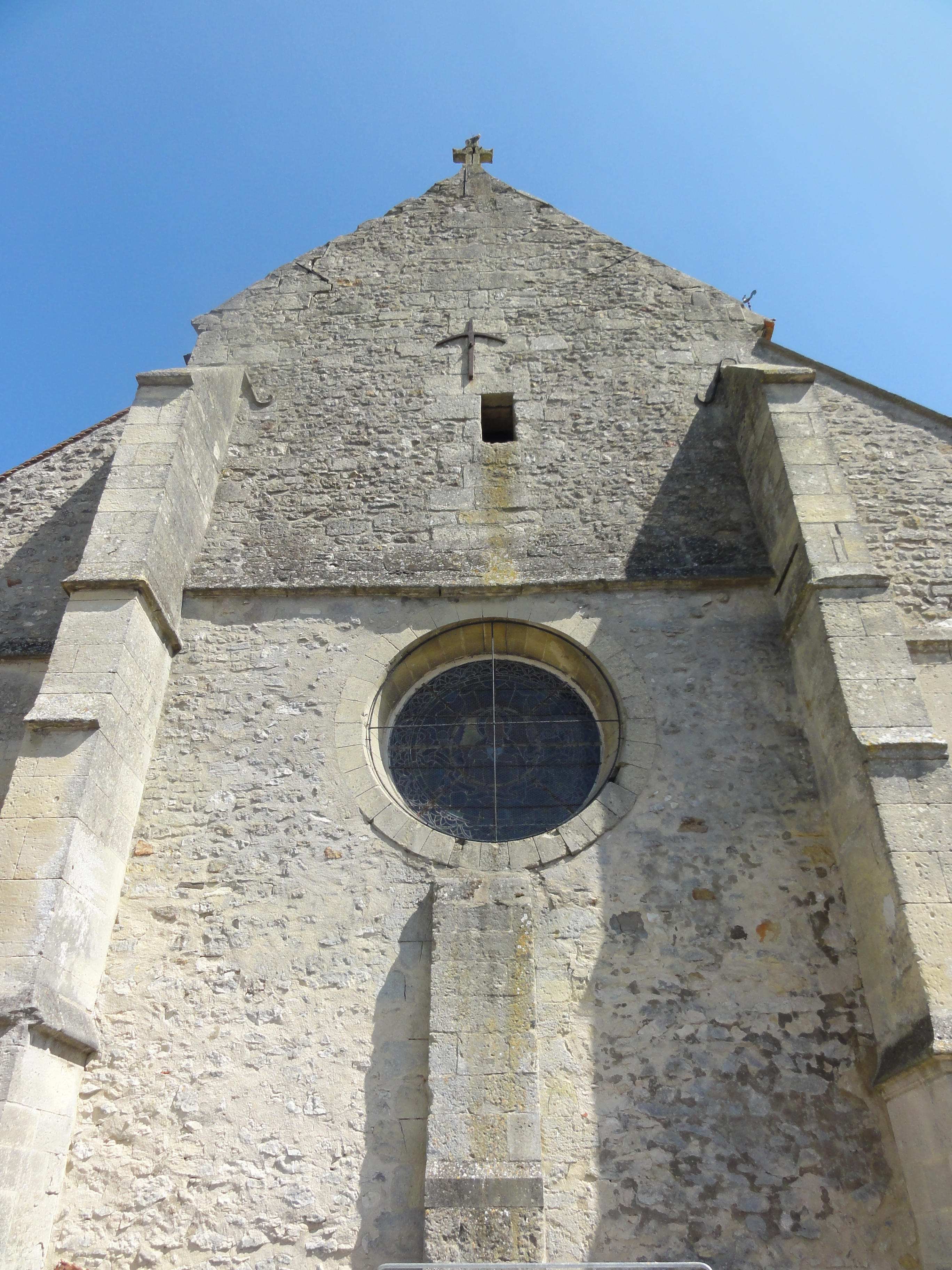
Mur occidental de la nef.
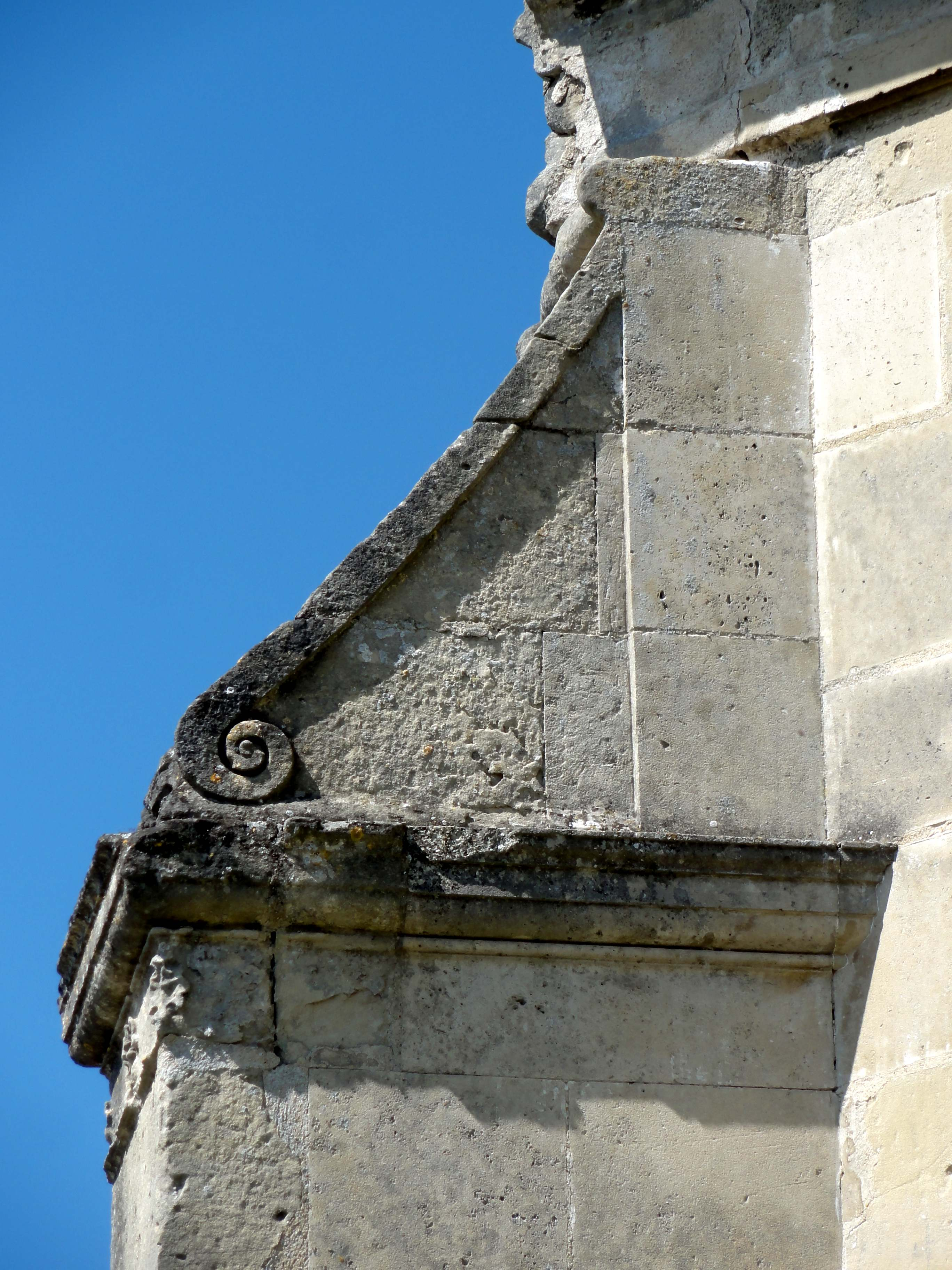
Contrefort baroque.
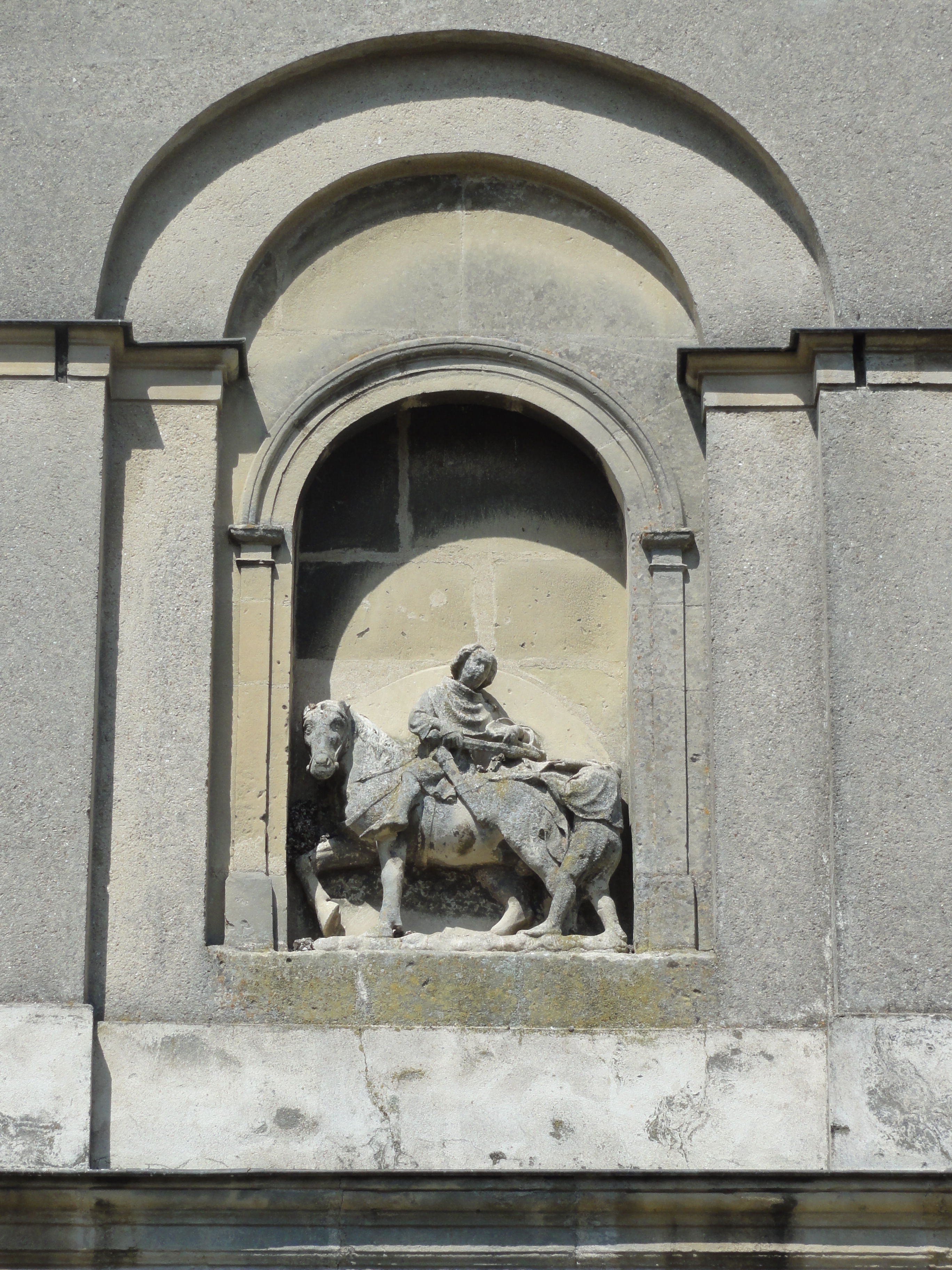
Charité de Saint-Martin.
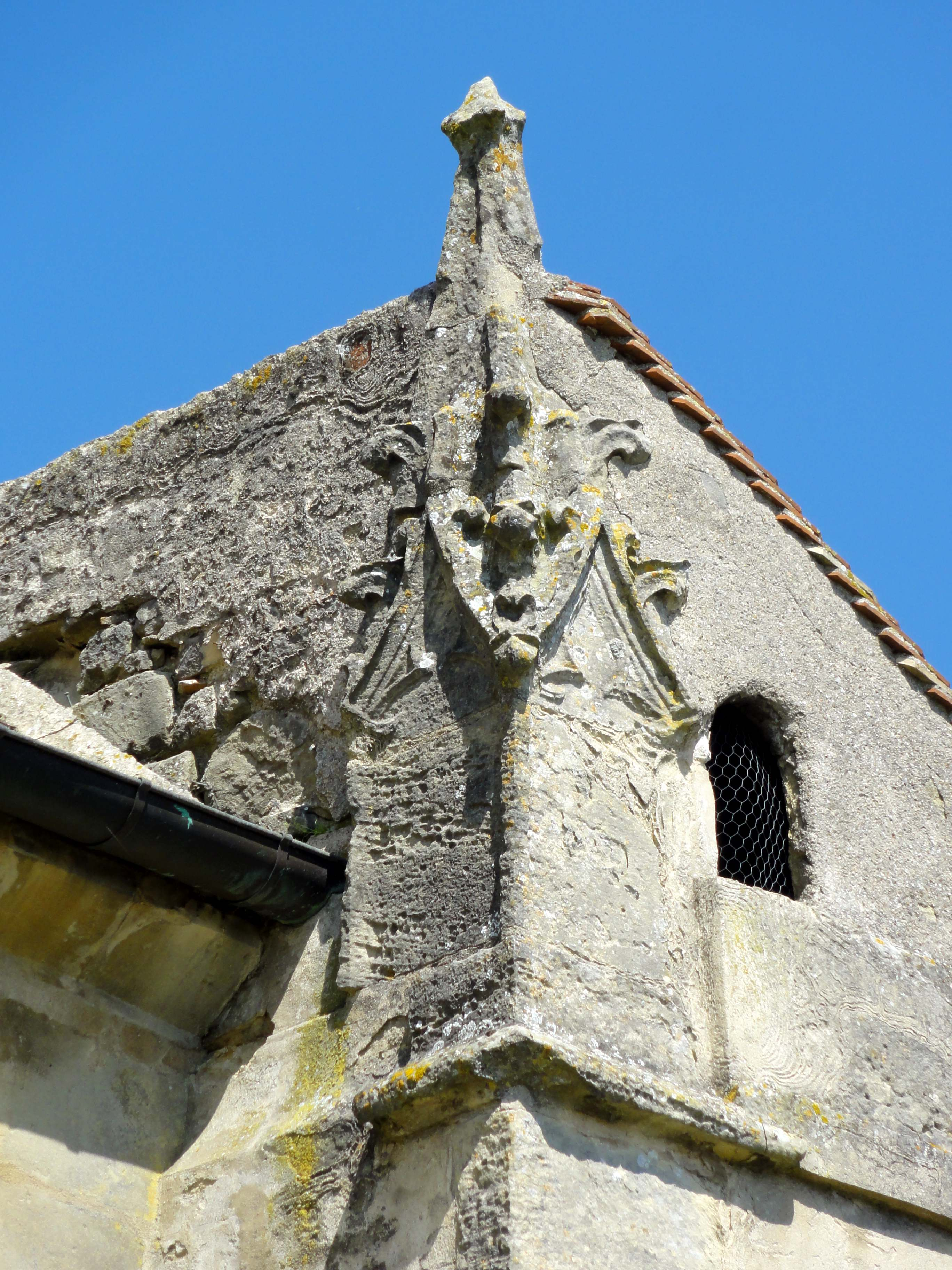
Pinacle flamboyant.
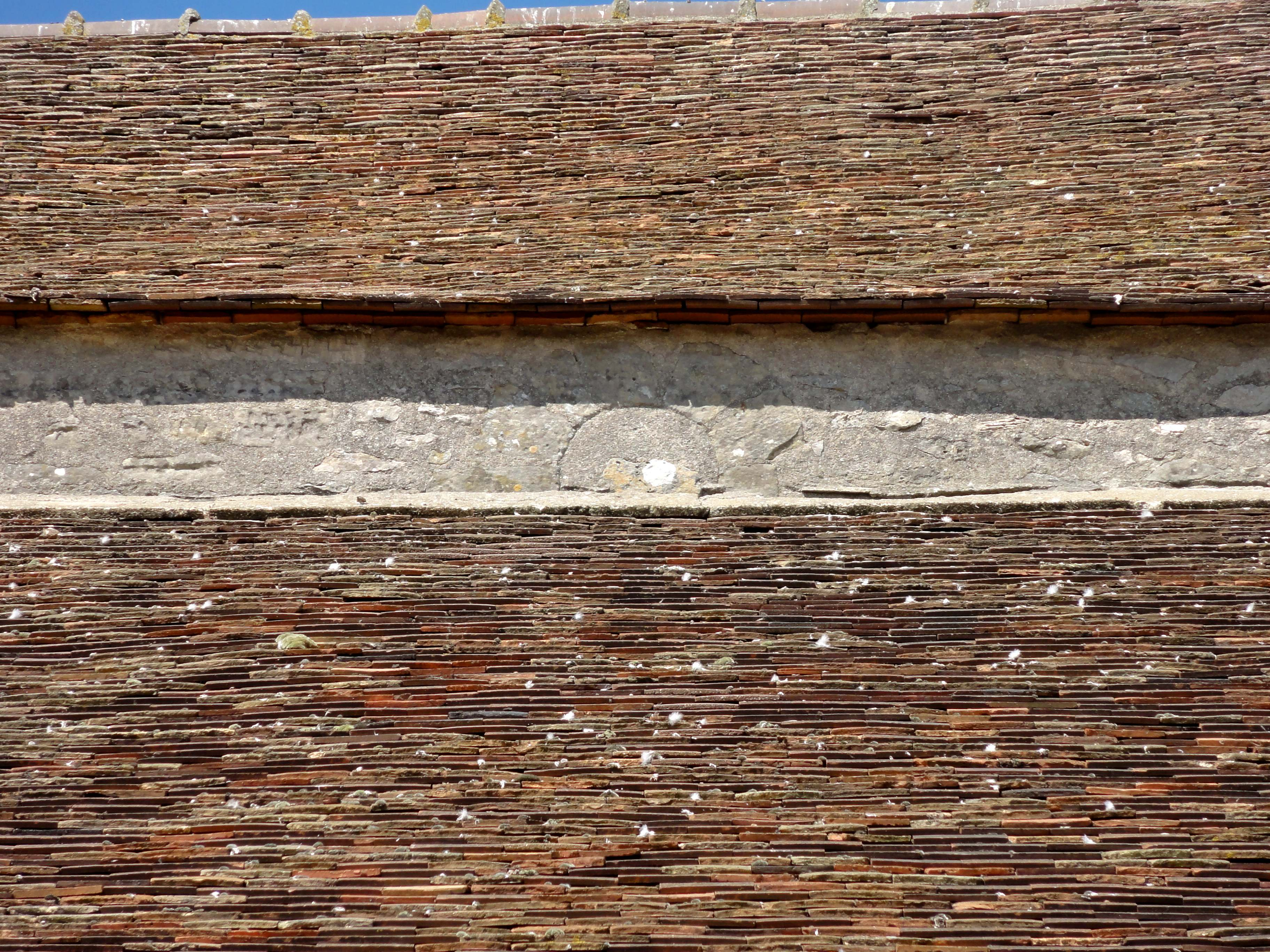
Baie de l'ancien clocher.

## Mobilier

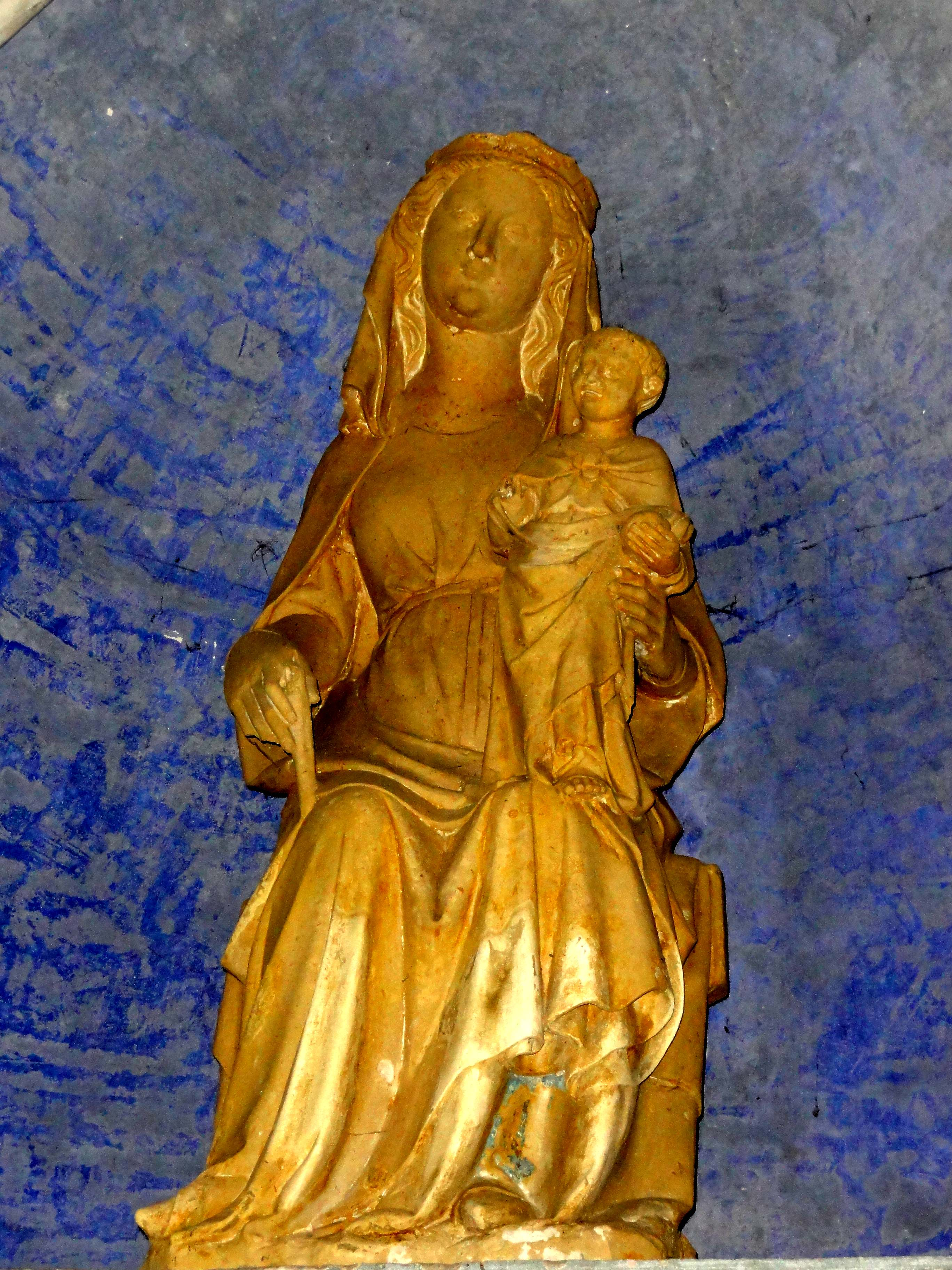
Vierge à l'Enfant.

Parmi le mobilier de l'église, neuf éléments sont classés monument historique au titre objet, dont deux retables et sept statues. Deux de ces statues font partie du retable du maître-autel.

### Statues
- La statue de la Vierge à l'Enfant en pierre polychrome à côté de l'entrée date du XIVe siècle, et n'est pas classée à ce jour, de même que la statue d'un saint évêque, probablement saint Martin, de l'autre côté de l'entrée. Cette statue date du XVIIe siècle, comme deux autres statues dans le bas-côté nord[6].
- La statue en pierre de sainte Barbe, de facture naïve, date du XVIe siècle. La martyre est accompagnée de la tour où elle fut enfermée, et porte la palme du martyre, ainsi qu'un livre fermé. Le classement remonte à 1963[9].
- Le Christ en croix en bois suspendu sous l'arc triomphal devrait subsister d'une ancienne poutre de gloire date du XIVe siècle, et est également classé depuis 1963[10].
- La statue en pierre de saint Antoine le Grand, d'art populaire, montre le saint pendant son martyre par le feu, et date du XVIIe siècle. Elle est aussi classée depuis 1963, et exposée, comme la statue suivante, dans le bas-côté nord[11].
- La statue en pierre de saint Fiacre, d'art populaire, montre le patron des jardiniers avec son principal attribut, la bêche, et date du XVIIe siècle. Son classement remonte aussi à 1963[12].
- La statue en pierre dorée de la Vierge à l'Enfant assise mesure 91 cm de hauteur, et date du XIVe siècle. Elle a été vendue par le curé au début du XXe siècle. Par jugement du tribunal correctionnel de Pontoise du 24 novembre 1907, elle a dû être remise en place. Elle a été classée un an plus tard, et se trouve aujourd'hui au chevet du bas-côté nord[13].
- Les statues en pierre polychrome de saint Martin et de saint Joseph datent de 1694, et font partie du retable majeur (voir ci-dessus).

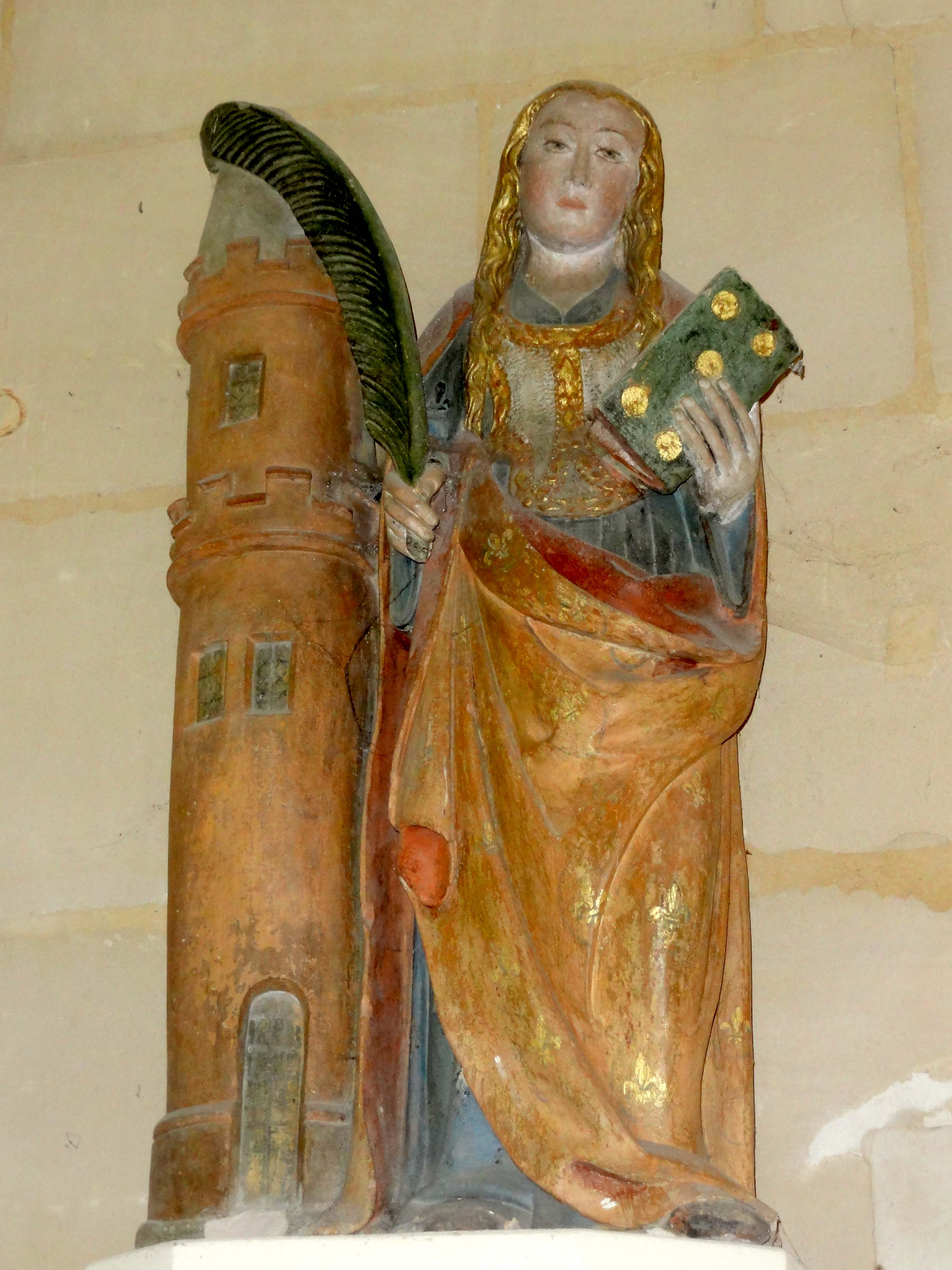
Sainte Barbe.
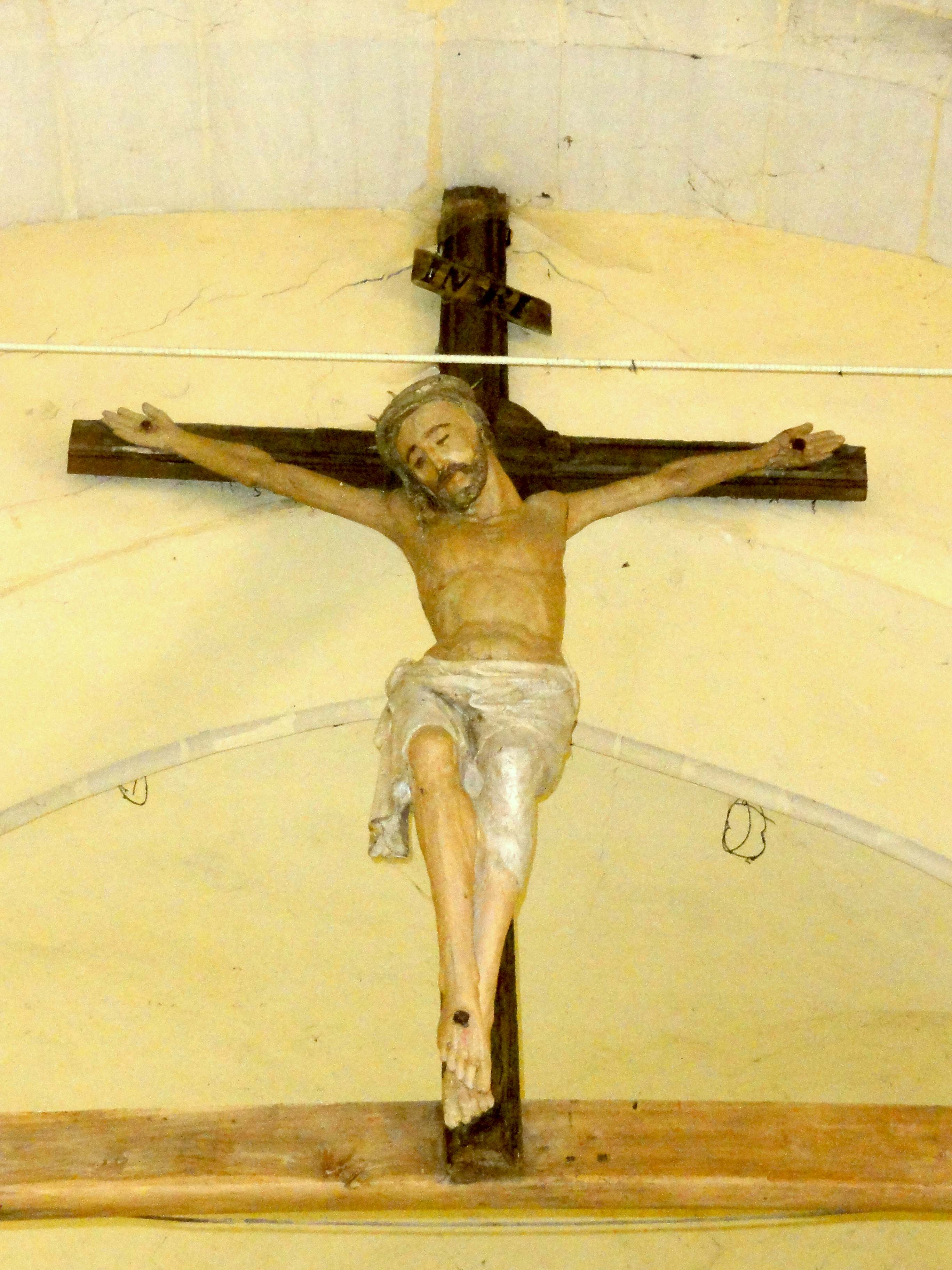
Christ en croix.
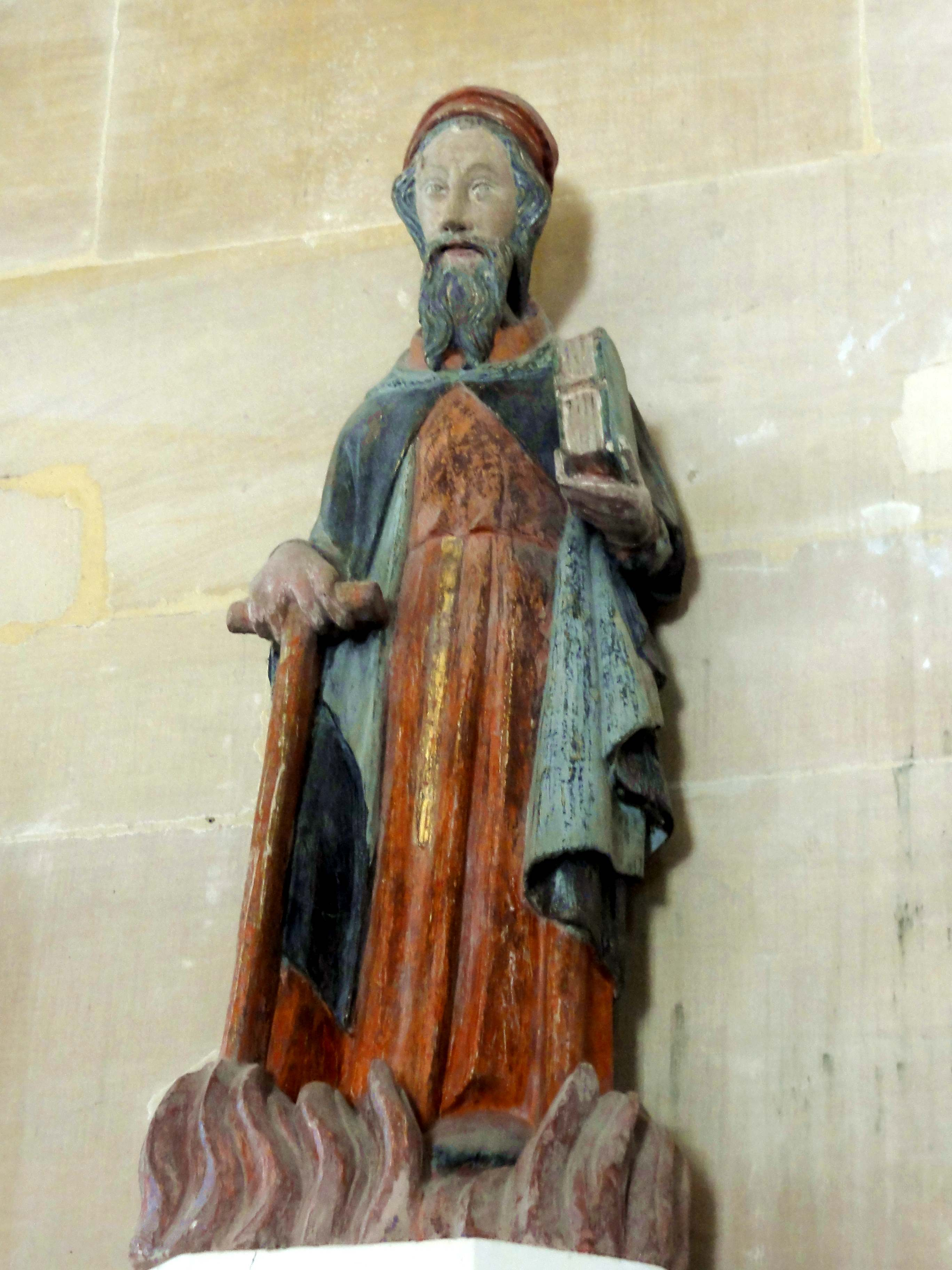
Saint Antoine.
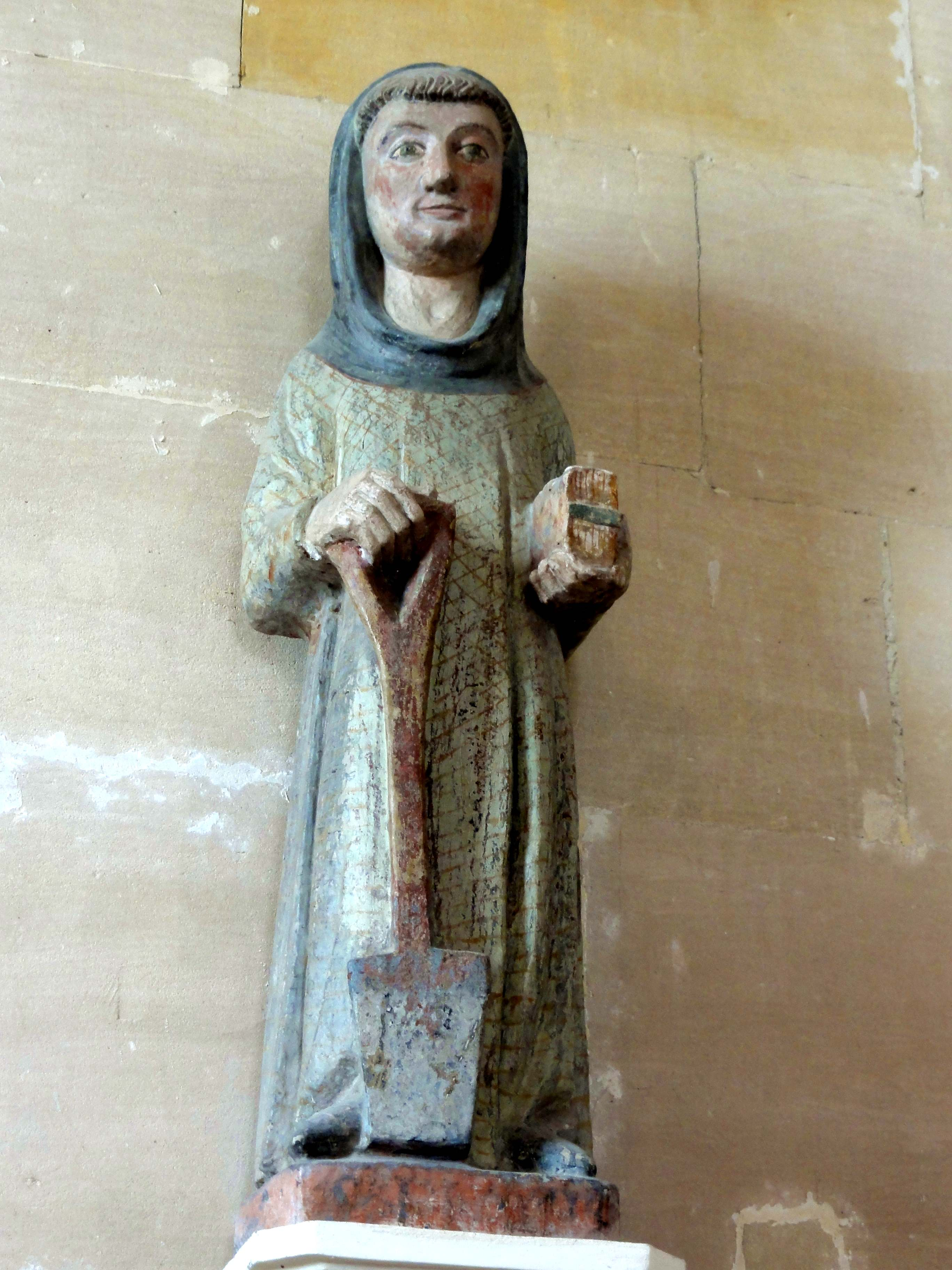
Saint Fiacre.
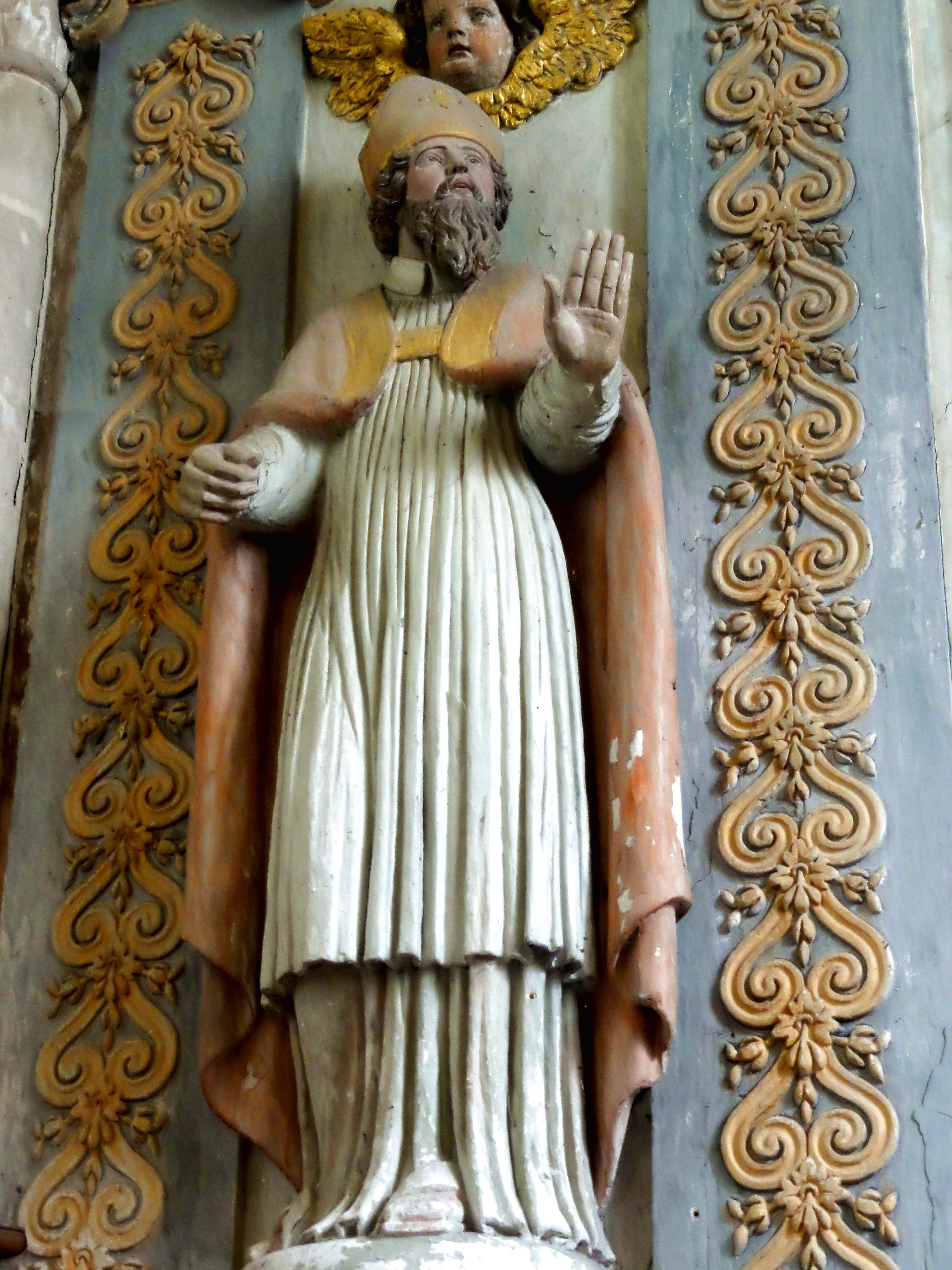
Saint Martin.
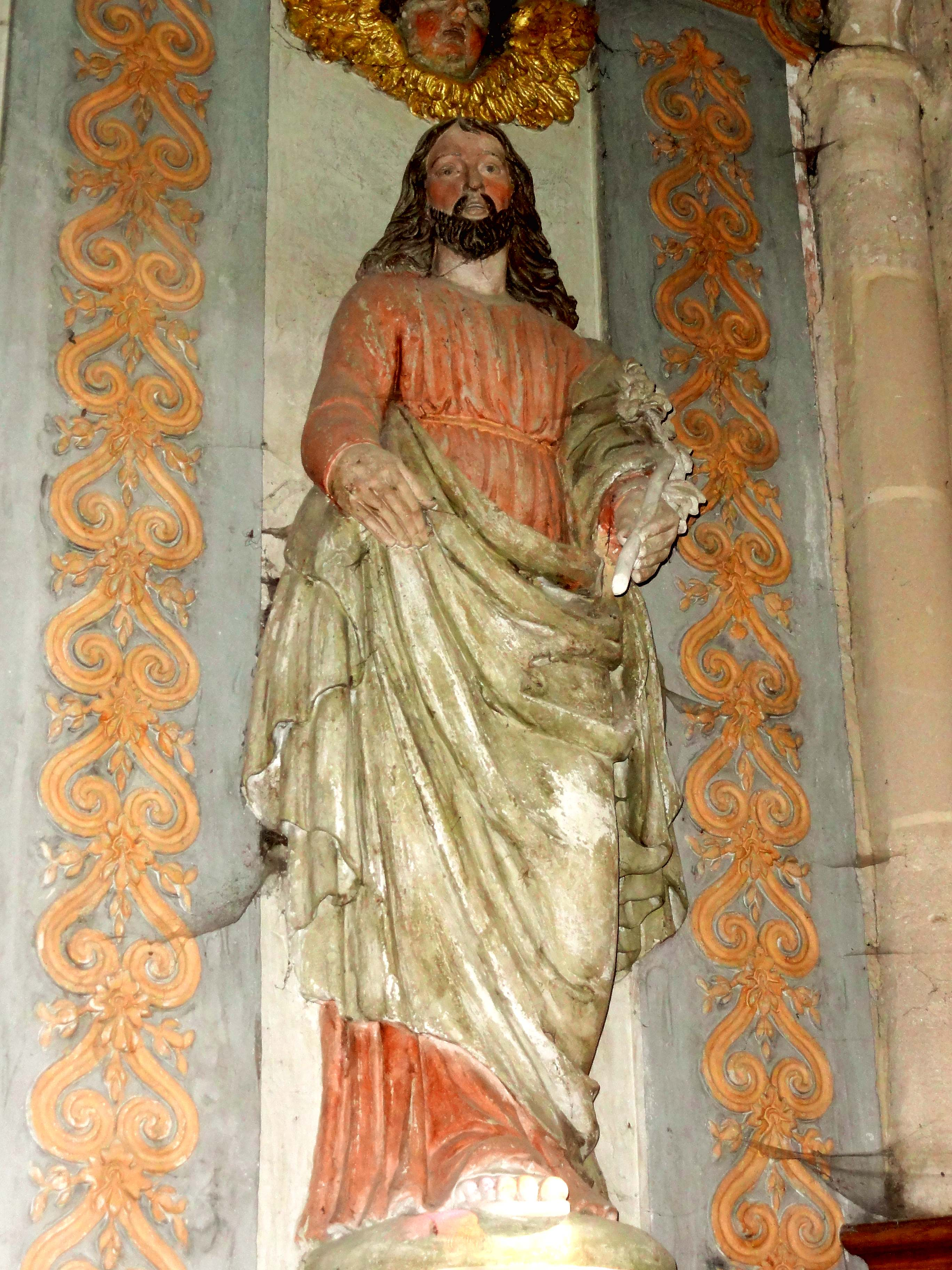
Saint Joseph.

### Retables

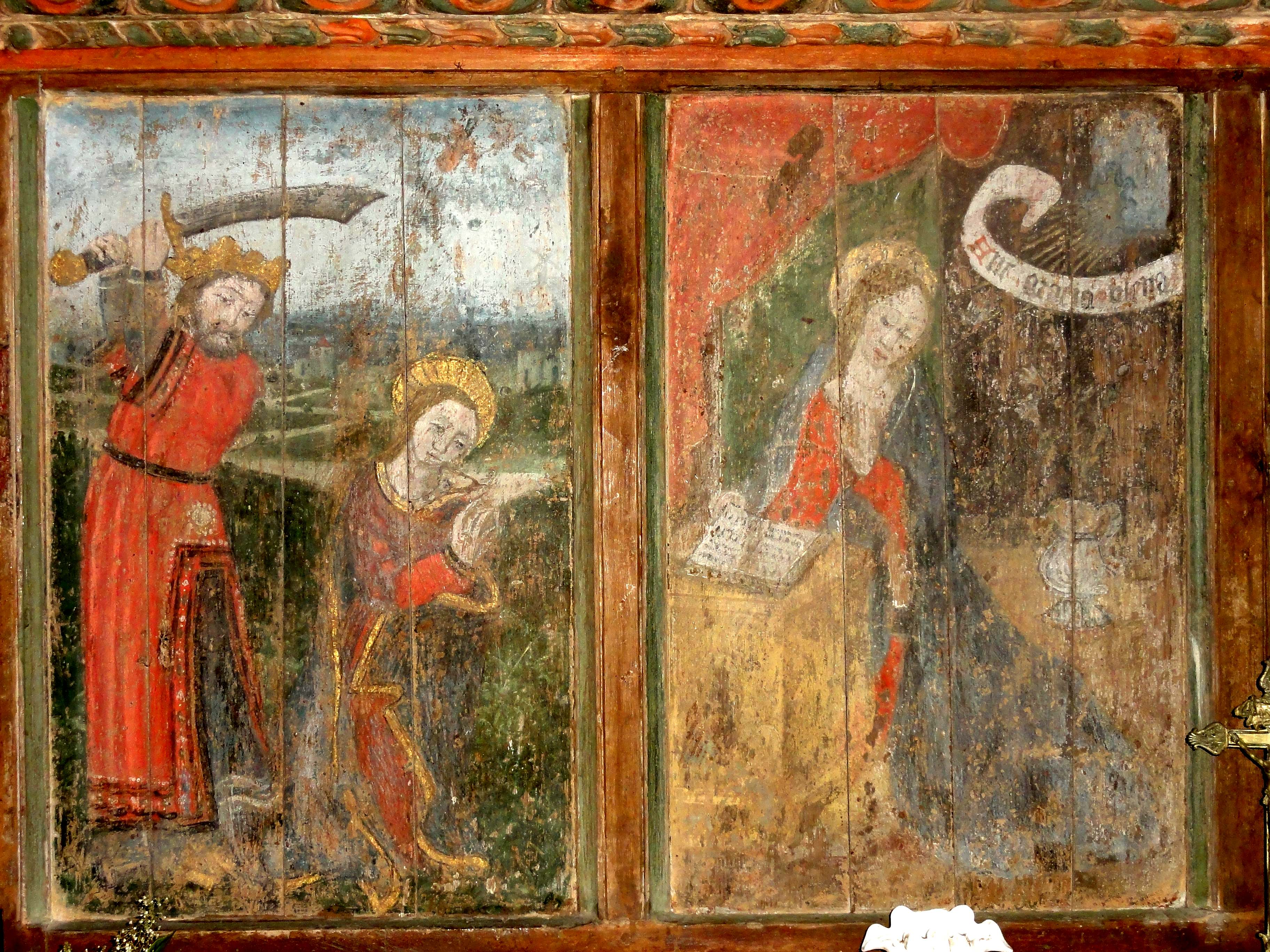
Retable - Décapitation de sainte Barbe et Vierge de l'Annonciation.

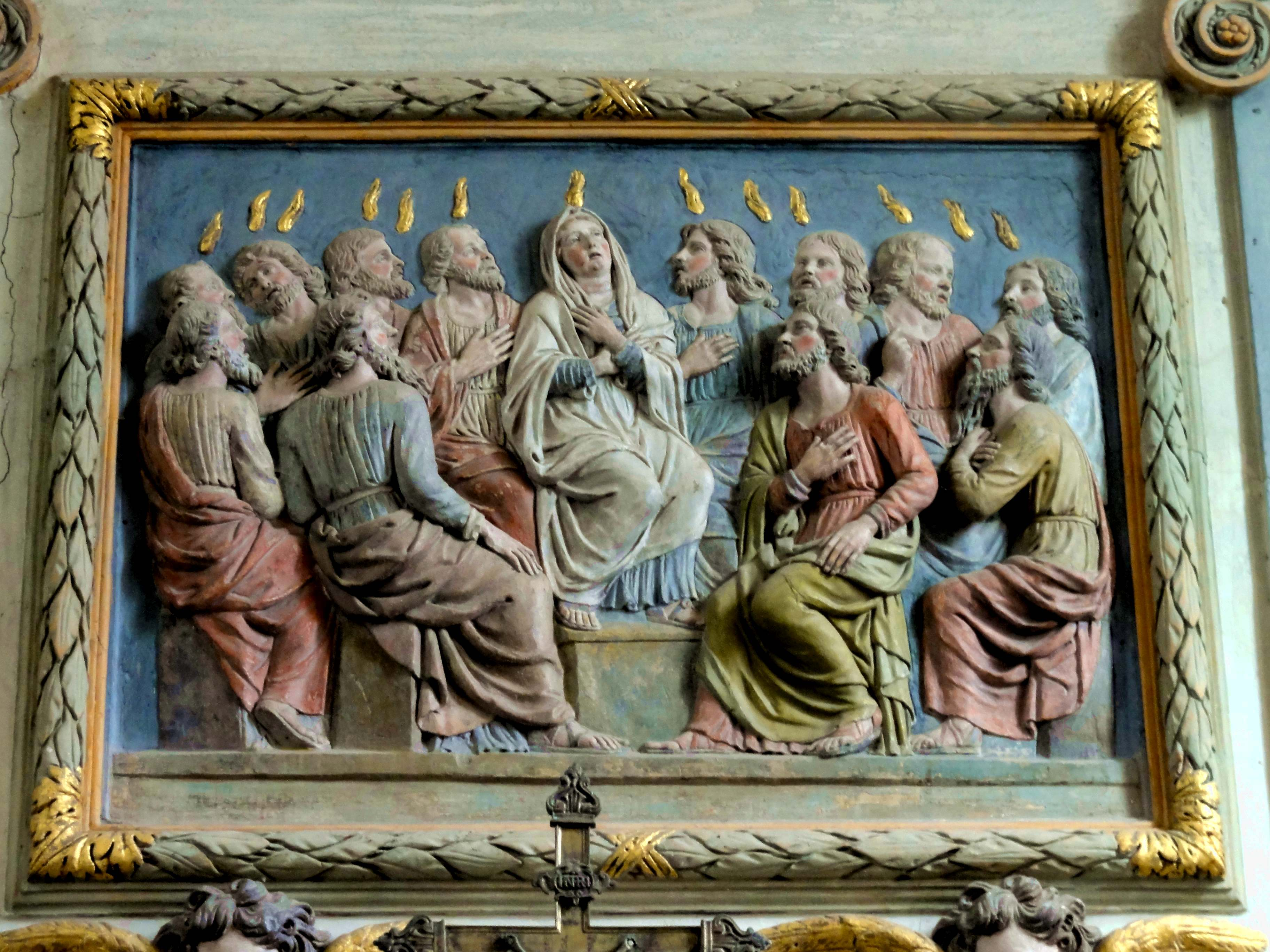
Retable - la Pentecôte.

- Le dais d'autel du XVe siècle est de style gothique flamboyant. Son décor ajouré en bois sculpté, tout en haut, se compose de deux rangs de découpages flamboyants, et d'un rang de coquilles Saint-Jacques entourées de motifs végétaux. Le couronnement est formé par des chimères à gauche et à droite, et des pinacles au milieu, et l'on note également des culs-de-lampe, dont ceux à gauche et à droite représentent des angelots tenant un écusson, et les autres, des feuillages. Si le dais est subdivisé en trois segments, le dorsal présente cinq panneaux décorés de plis de serviette sur sa partie supérieure, et, séparés des précédents par une frise de feuillages, quatre panneaux peints sur sa partie inférieure. Ils représentent, de gauche à droite : la décapitation de sainte Barbe ; la Vierge Marie pendant l'Annonciation ; l'archange Gabriel responsable de l'Annonciation ; et  l'apparition du cerf crucifère à saint Hubert. L'œuvre a été restaurée, et est classée depuis 1908[14]. Comme l'indique le pupitre, elle a été transformée en banc d'œuvre à une date indéterminée, avant que ne fut acquise le banc d'œuvre que l'on voit actuellement à côté.
- Le retable du maître-autel est en pierre tendre ou stuc, et se compose, pour l'essentiel, de deux paires de pilastres ioniques décorés de chutes de fleurs agrémentées de palmettes ; d'un entablement dont la métope est ornée de rinceaux, tandis que des feuilles d'acanthe garnissent l'échine de la corniche ; d'un fronton dont la bordure est sculptée selon le modèle de la corniche ; de deux vases à fleurs qui cantonnent le fronton ; et d'un crucifix comme couronnement. L'ensemble est peint. Les pilastres encadrent des statues représentant saint Martin en habit épiscopal, à gauche, et saint Joseph, à droite, ainsi qu'un panneau sculpté représentant la Pentecôte, au milieu, où l'on voit l'Esprit Saint qui descend sur la Vierge Marie au milieu des Douze Apôtres. La date de 1694 est inscrit en dessous des consoles revêtues de feuillages supportant statues, ainsi que les mots en latin Supplex coeli (sous saint Martin) et Sponsus deiparae (sous saint Joseph). Les statues sont classées depuis 1996[15] ; le panneau sculpté l'est déjà depuis 1931. Le décor sculpté est complété par quatre têtes de chérubin, soit deux sous le bas-relief de la Pentecôte, et une au-dessus de chaque statue, ainsi que de la colombe de l'Esprit Saint en haut du fronton, au-dessus de rayons de lumière dorés, flanqués de nuées. L'ensemble du retable mesure environ 4 m de largeur et 5 m de hauteur[16].

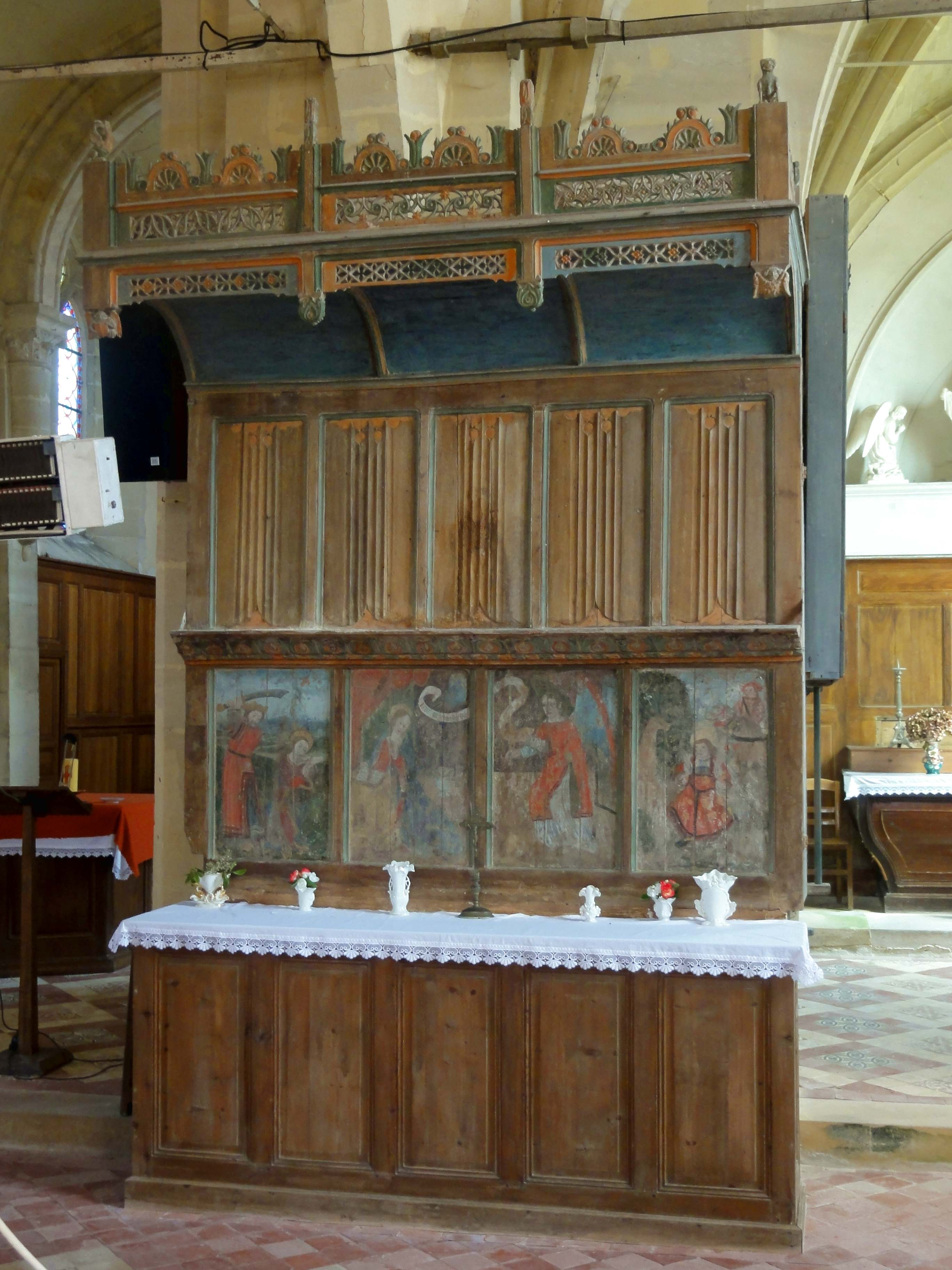
Banc d'œuvre avec un ancien retable et un dais d'autel du XVe siècle.
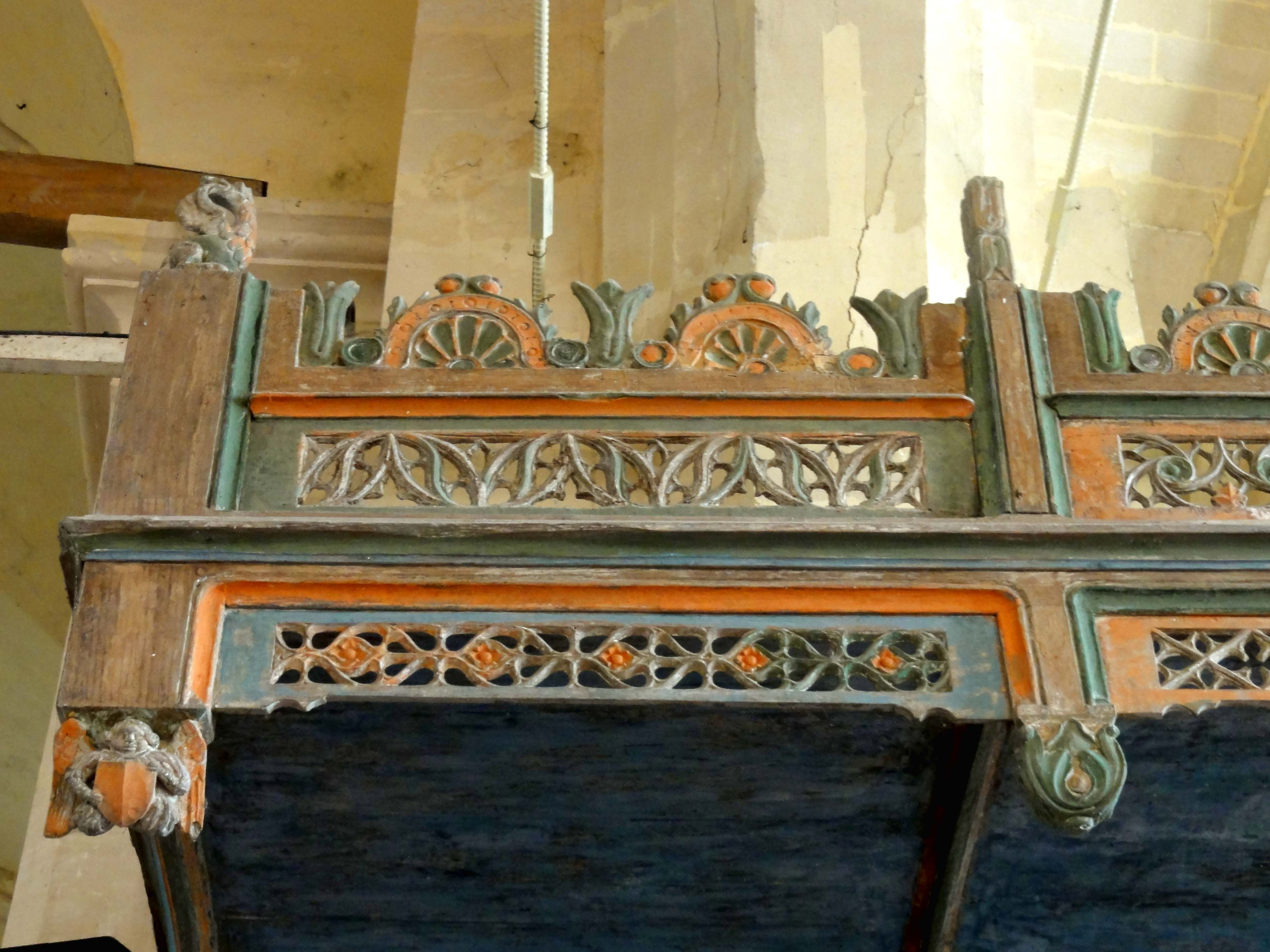
Dais d'autel, détail.
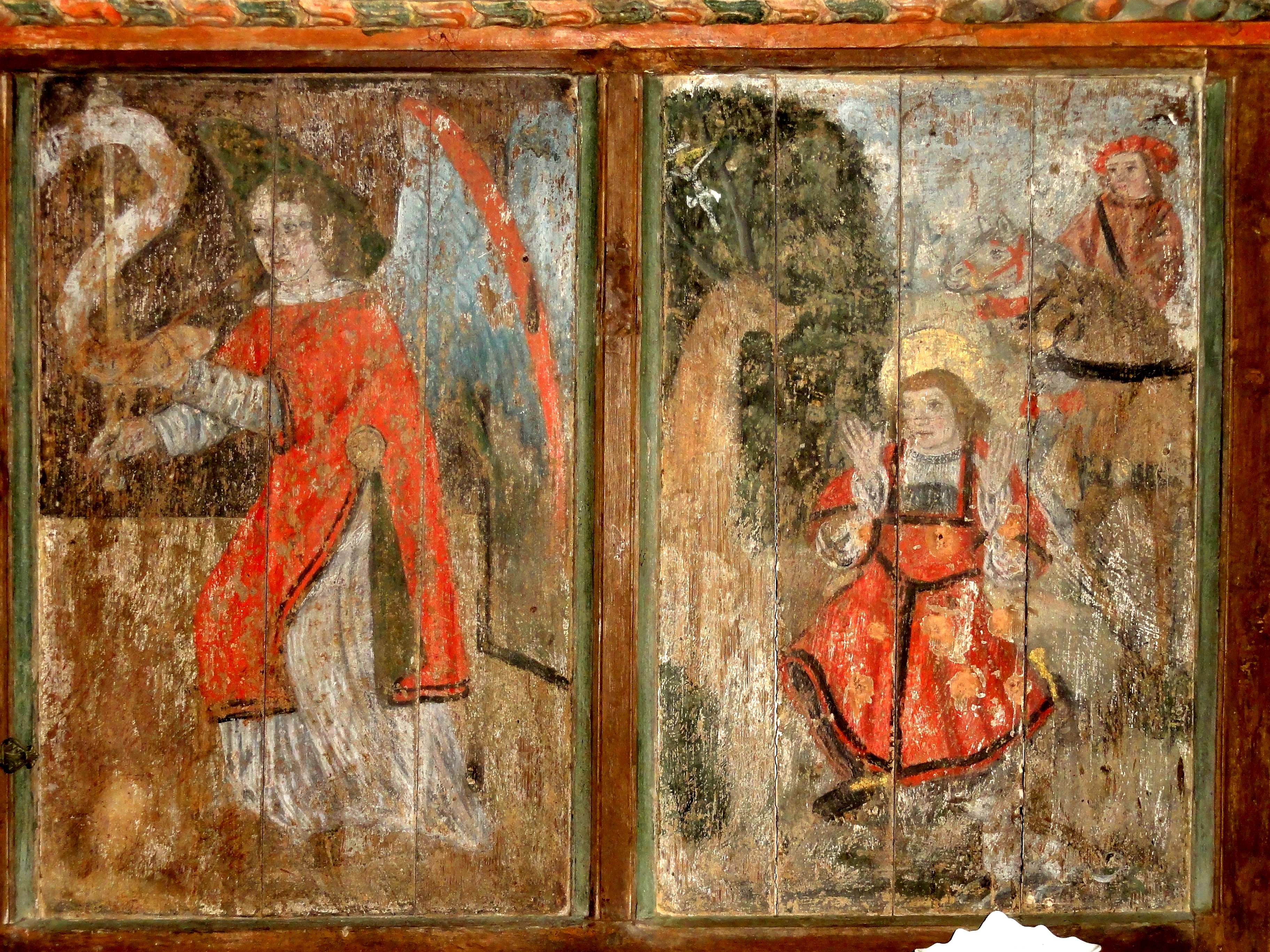
2e panneau peint du XVe.
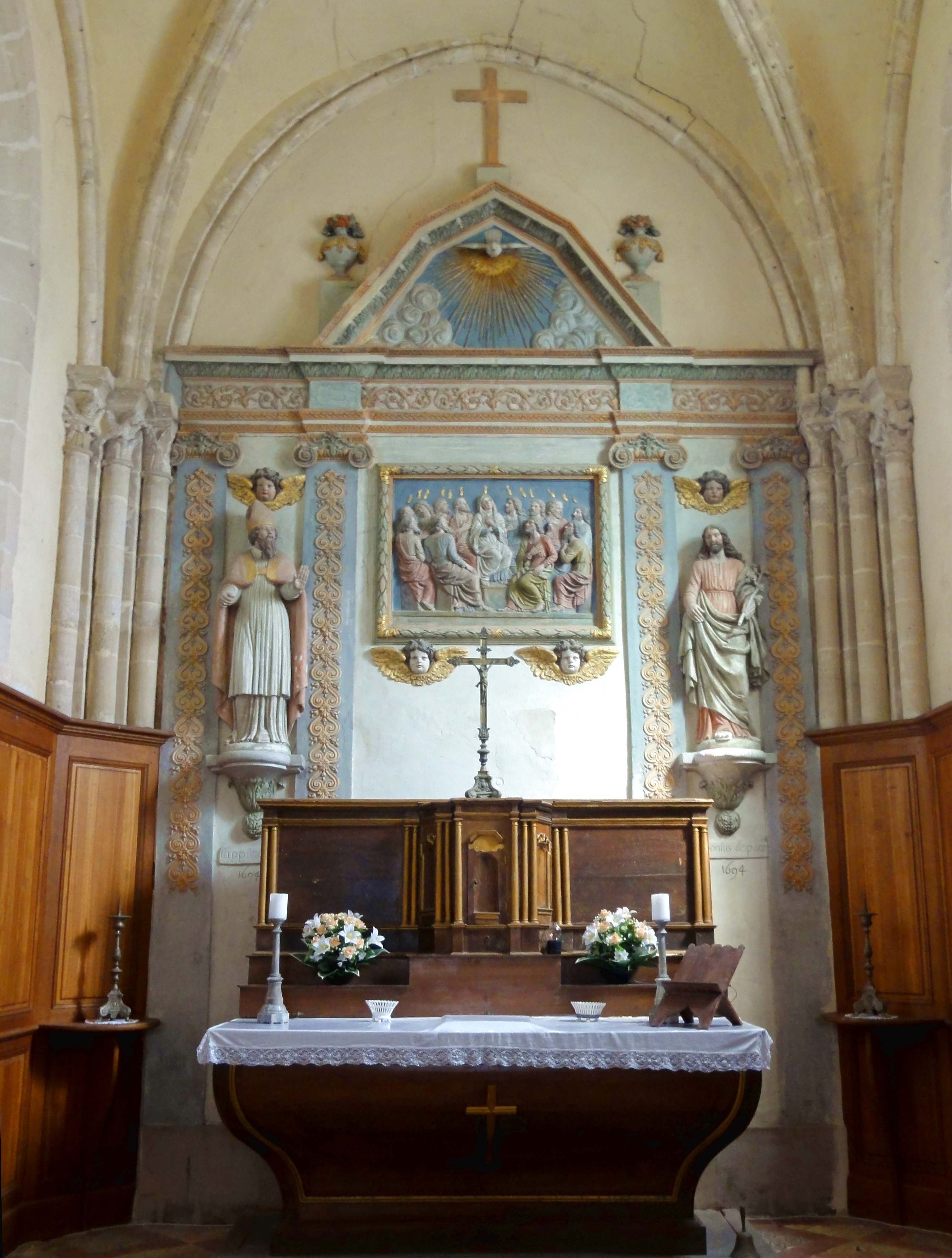
Retable majeur.
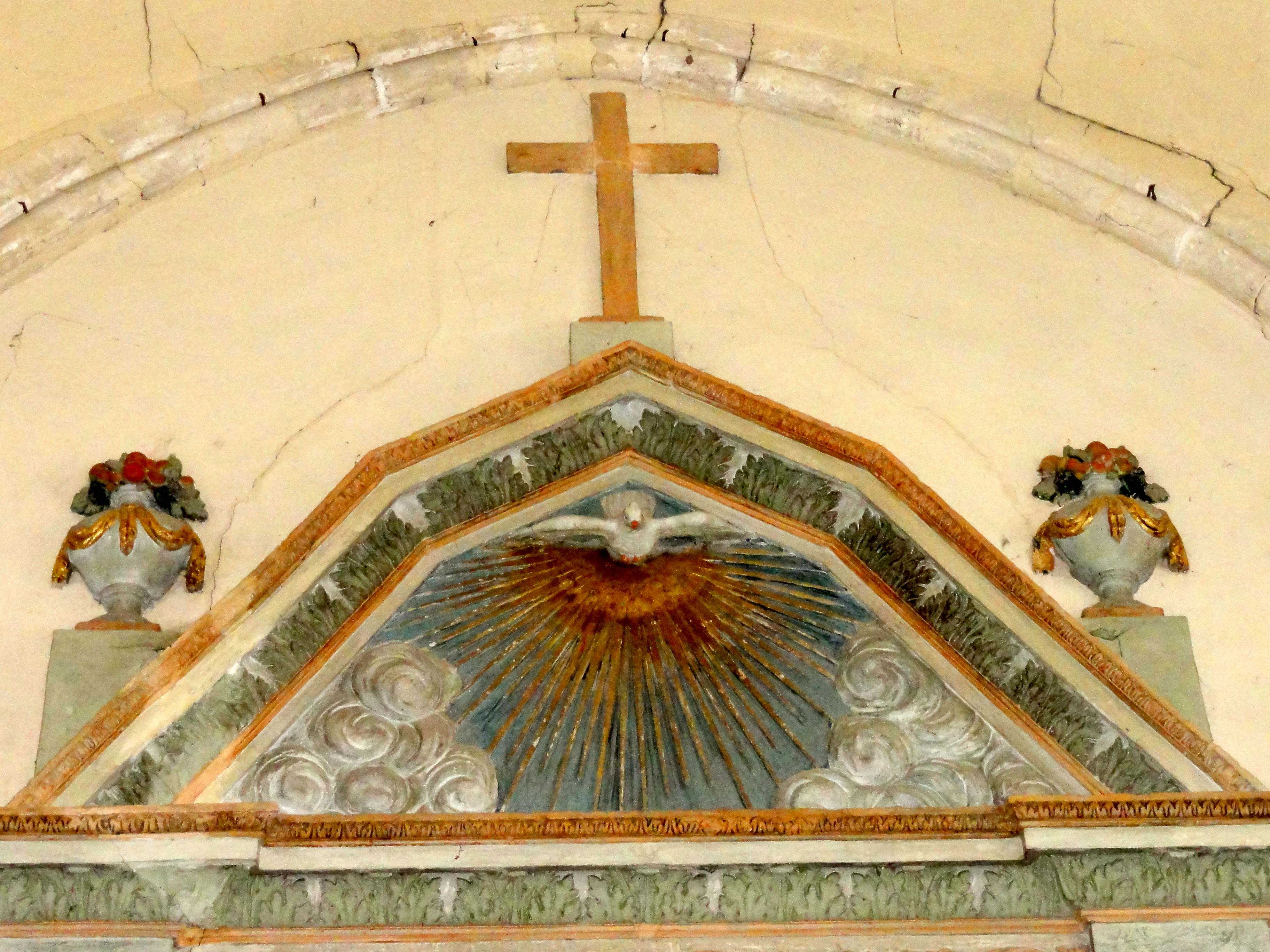
Couronnement du retable.
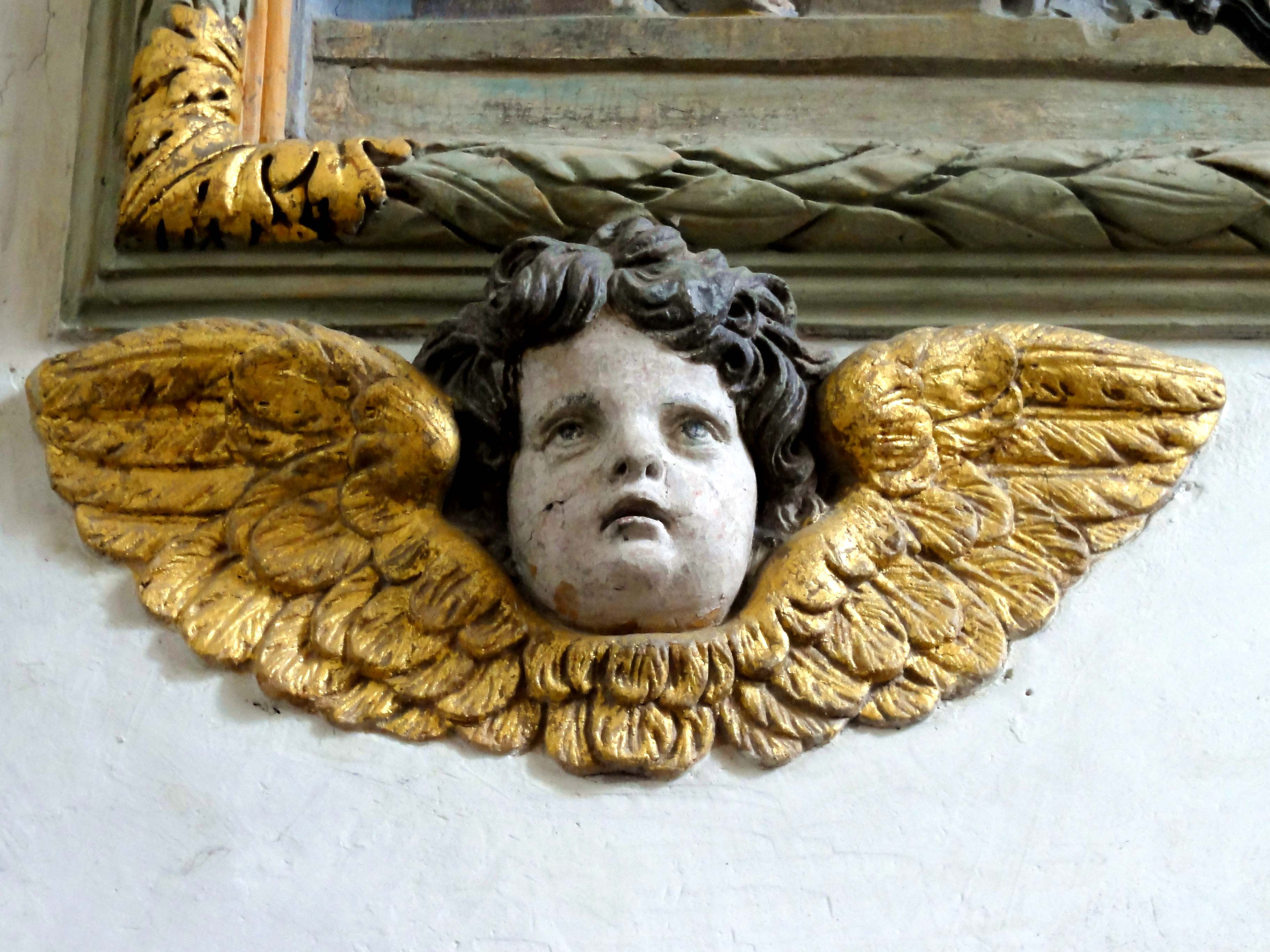
Tête de chérubin.